# Hittites
Vous lisez un « article de qualité » labellisé en 2012.
Pour les articles homonymes, voir Hittite.
Sauf précision contraire, les dates de cet article sont sous-entendues « avant l'ère commune », c'est-à-dire « avant Jésus-Christ ».
Les Hittites sont un peuple ayant vécu en Anatolie dans l'Antiquité, au IIe millénaire av. J.-C. Ils doivent leur nom, qui leur a été donné à l'époque moderne, à la ville à partir de laquelle a été fondé leur royaume et qui a été leur capitale principale, Hattusa, et au nom antique de la région dans laquelle elle se trouve, Hatti. C'est à compter de la seconde moitié du XVIIe siècle avant notre ère que le royaume devint l'un des plus puissants du Moyen-Orient, dominant l'Anatolie jusqu'aux alentours de 1200 av. J.-C. Au XIVe siècle avant notre ère, ils réussissent même à faire passer la majeure partie de la Syrie sous leur coupe, ce qui les met en rivalité avec d'autres puissants royaumes du Moyen-Orient : l'Égypte, le Mittani et l'Assyrie.
Les populations de langue indo-européenne ancêtres des Hittites s'installent en Anatolie au plus tard dans le courant du IIIe millénaire av. J.-C., et forment au début du IIe millénaire av. J.-C. un ensemble de petits royaumes se partageant l'Anatolie centrale. Les rois de Hattusa Hattusili Ier (v. 1625-1600 av. J.-C.) et Mursili Ier (v. 1600-1590 av. J.-C.) construisent un royaume puissant (l'« Ancien royaume » hittite) à partir du cœur de l'Anatolie, le second parvenant à des victoires prestigieuses avec les prises d'Alep (v. 1600) et de Babylone (v. 1595) qui restent sans lendemain : en effet le royaume hittite décline ensuite dans des troubles internes et la Syrie passe sous la coupe du Mittani, grand rival du Hatti. La période suivante, phase médiane de l'histoire hittite, est de la même manière marquée par des phases d'expansion et de reflux du royaume hittite, qui reste néanmoins la principale puissance anatolienne et prend des aspects de plus en plus « impériaux » selon la terminologie moderne. Après une période de crise, l'avènement de Suppiluliuma Ier (v. 1350-1322 av. J.-C.) voit le début d'une phase d'affirmation sans précédent de l'empire des Hittites. Ce souverain défait le Mittani, ce qui lui permet de faire passer le Nord du Levant sous sa coupe, puis rentre en confrontation avec l'Égypte. Ses successeurs maintiennent le statut du royaume hittite durant le siècle suivant, malgré la rivalité égyptienne (qui culmine avec la bataille de Qadesh vers 1274 av. J.-C.) et assyrienne. Le royaume s'effondre vers 1200 av. J.-C., sans que l'on sache comment, dans un contexte de crise qui touche toute la Méditerranée orientale. Lui succèdent des royaumes dits « néo-hittites », florissants au début du Ier millénaire av. J.-C., avant leur intégration dans l'empire assyrien au VIIIe siècle av. J.-C.
L'histoire et la civilisation des Hittites ont été reconstituées par les chercheurs à partir de la fin du XIXe siècle grâce aux fouilles de sites anatoliens, en premier lieu desquels Boğazköy, où se trouvent les ruines de Hattusa ; on y a mis au jour des milliers de tablettes cunéiformes documentant plusieurs aspects de la vie politique, religieuse et économique du royaume hittite. Ces sources ont été complétées par la fouille de nouveaux sites et les apports d'informations concernant des royaumes ayant été en contact avec les Hittites : Égypte, Assyrie, vassaux syriens comme Ugarit et Emar.
Les sources sur l'histoire hittite en ont révélé le caractère composite. La dénomination de civilisation hittite est trompeuse dans la mesure où l'Anatolie du IIe millénaire av. J.-C. est une mosaïque ethnique et culturelle dans laquelle coexistaient plusieurs peuples : certains parlant des langues indo-européennes comme les Hittites et les Louvites, d'autres étant locuteurs de langues non indo-européennes comme les Hattis et les Hourrites. Cette coexistence et les contacts qui en découlent, mêlés aux influences venues de Syrie et de Mésopotamie, ont construit la civilisation hittite.

Localisation des régions et principales villes de l'Anatolie hittite.

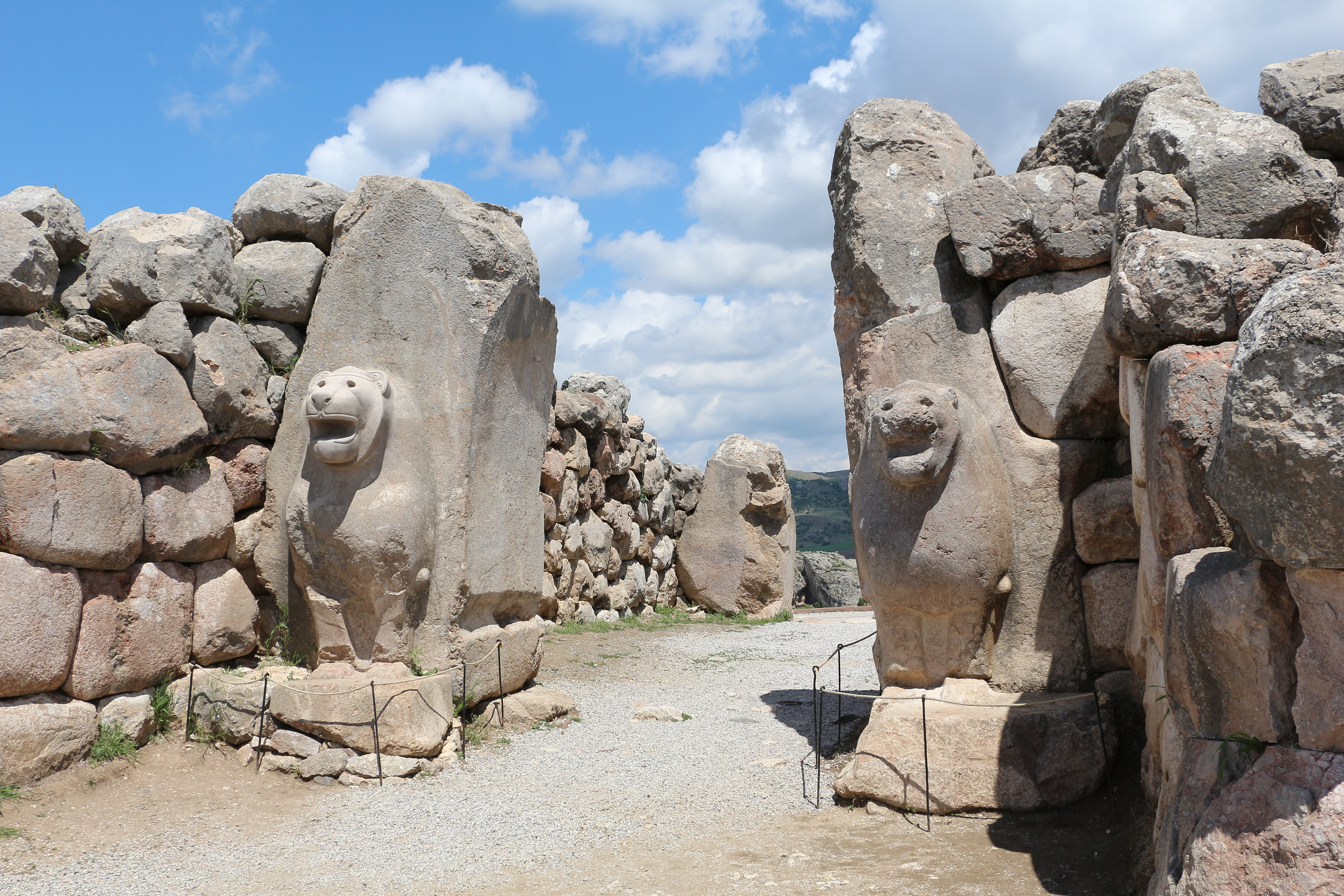
Porte des lions à Hattusa.

## Conditions d'étude de la civilisation hittite

### Redécouverte d'une civilisation oubliée

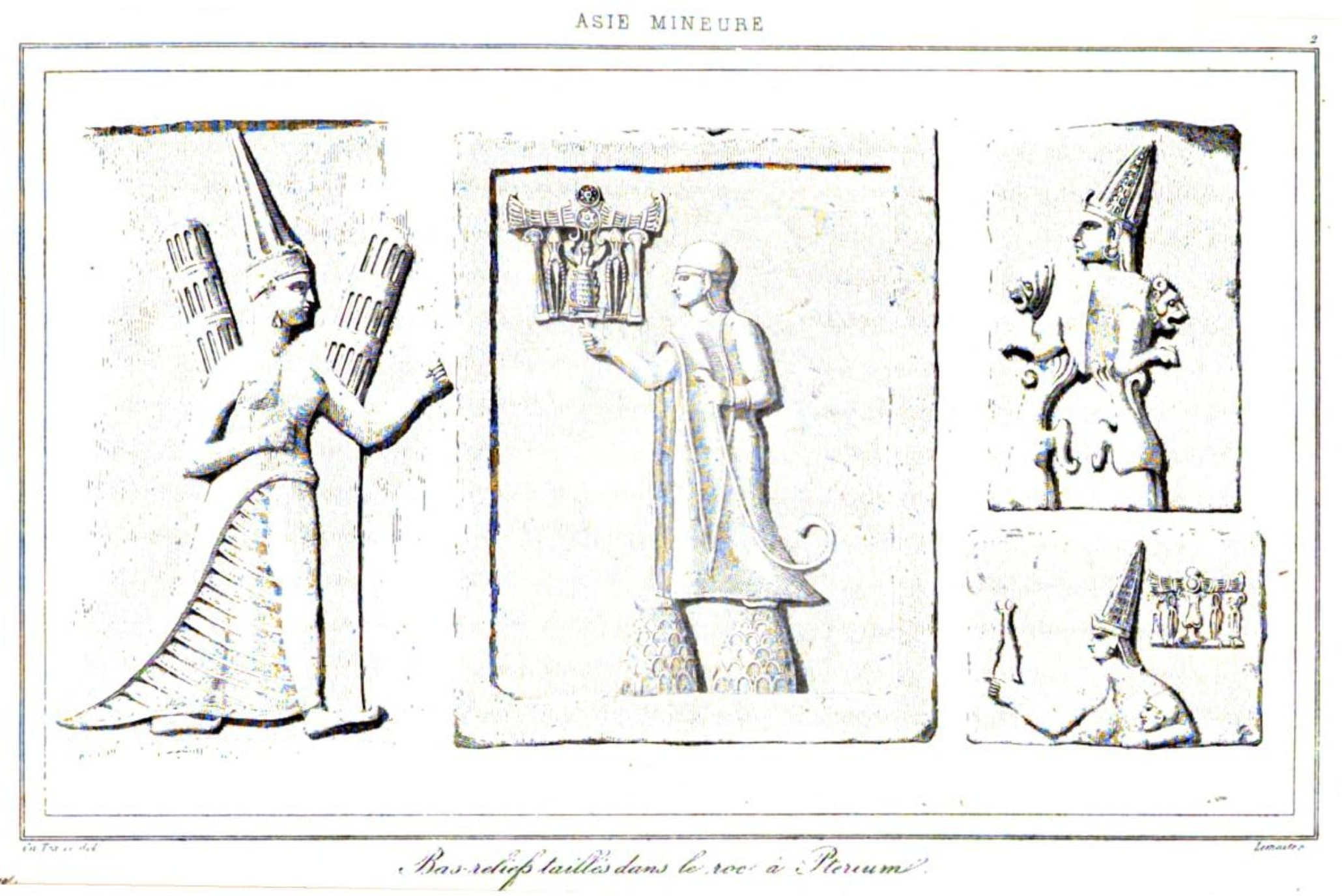
Bas-reliefs de Yazılıkaya dessinés par Charles Texier, Asie mineure : description géographique, historique et archéologique des provinces et des villes de la Chersonnèse d'Asie, Paris, 1862.

À la différence des royaumes contemporains de Babylone, d'Assyrie ou d'Égypte dont le souvenir a été conservé par les civilisations qui leur ont succédé, le royaume hittite fait partie des oubliés de l'histoire du Proche-Orient ancien (au même titre que Sumer, l'Élam ou l'Urartu) qui n'ont laissé quasiment aucune trace dans la mémoire des peuples ayant par la suite occupé leurs terres. Des bas-reliefs des Hittites ou de leurs vassaux, comme celui de la passe de Karabel, sont certes connus aux époques antique et médiévale, mais leur attribution reste problématique jusqu'aux dernières décennies du XIXe siècle. Dans les années 1830, au moment où les explorateurs européens s'intéressent de plus en plus au passé antique du Moyen-Orient, le français Charles Texier repère et dessine plusieurs sites (surtout Yazılıkaya) et leurs inscriptions en hiéroglyphes, mais il n'a guère que les sources de l'Antiquité grecque et romaine à sa disposition pour les identifier, ce en quoi elles ne peuvent lui être d'un quelconque secours. En 1880, après la première vague de découvertes concernant l'Égypte et la Mésopotamie antique et le déchiffrement de leurs écritures, ainsi que de nouvelles trouvailles d'inscriptions hittites, l'universitaire bibliste anglais Archibald Henry Sayce est le premier à proposer de rechercher un royaume antique établi en Syrie qui aurait été dirigé par un peuple qu'il propose d'appeler « Hittites ». Il reprend ce terme de plusieurs passages de la Bible hébraïque mentionnant des ḥittîm ou des bĕnê ḥet (« Fils de Heth ») qui pourraient être des références aux Hittites antiques, mais leur faible importance dans la Bible avait plutôt incité à les considérer auparavant comme une tribu mineure. Cette proposition s'appuie sur les mentions du Hatti dans les textes assyriens et égyptiens déchiffrés alors, et elle est renforcée après 1887 à la suite de la découverte des lettres d'Amarna, comprenant des missives envoyées par le roi hittite Suppiluliuma Ier à Amenhotep III et à Akhenaton, ainsi que les premiers textes en hittite connus, à savoir les deux lettres du roi d'Arzawa. C'est au tournant du XXe siècle que les premières fouilles régulières sur un site hittite sont entreprises à Boğazköy (aujourd'hui Boğazkale), l'antique Hattusa, capitale du grand royaume hittite. Une mission allemande commandée par Hugo Winckler en prend la direction après 1906 et met au jour des milliers de tablettes, à partir desquelles l'assyriologue tchèque Bedřich Hrozný parvient à traduire le hittite (sur la base de l'écriture cunéiforme) entre 1914 et 1917 : les Hittites sont sortis de l'oubli, reste maintenant à redécouvrir plus précisément leurs accomplissements.

### Fouilles des sites hittites

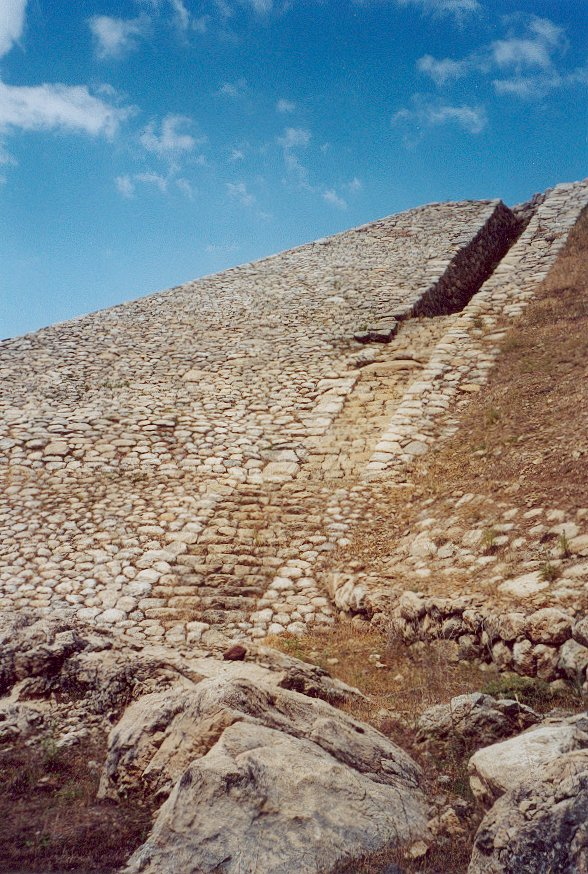
Dispositif défensif de Yerkapı à Boğazköy (Hattusa).

Les fouilles de Boğazköy s'interrompent après 1913 et la mort de Winckler pour reprendre en 1931 sous la direction de Kurt Bittel. Après une nouvelle interruption de 1939 à 1951, Bittel revient sur le site qui est, depuis, fouillé chaque année par une équipe allemande : Peter Neve (1978-1993), Jürgen Seeher (1994-2005) puis Andreas Schachner (depuis 2006) se transmettant la direction des fouilles. C'est le plus vaste site hittite mis au jour, et celui qui est le mieux connu : les fouilles ont dégagé la zone du palais royal, les murailles et plusieurs portes, le grand temple de la zone dite de la « Ville basse », puis un groupe de temples dans la « Ville haute », ainsi que différents autres points du site (greniers, résidences, bâtiments isolés, etc.) La même équipe procède aux fouilles sur les sites voisins de Yazılıkaya (sanctuaire rupestre) et d'Osmankayası (nécropole).
La découverte du site de Kültepe, l'ancienne Kanesh/Nesha, est une autre découverte majeure concernant l'histoire de l'Anatolie du IIe millénaire av. J.-C. Elle est d'abord le fait de fouilleurs clandestins, puis de fouilles autorisées à partir de 1925. Des milliers de tablettes de la correspondance de marchands assyriens, qui s'y étaient établis au XIXe siècle av. J.-C., ont été dégagées, ainsi que leurs résidences et un palais royal. Les fouilles se poursuivent depuis sous la direction d'équipes d'archéologues turcs.

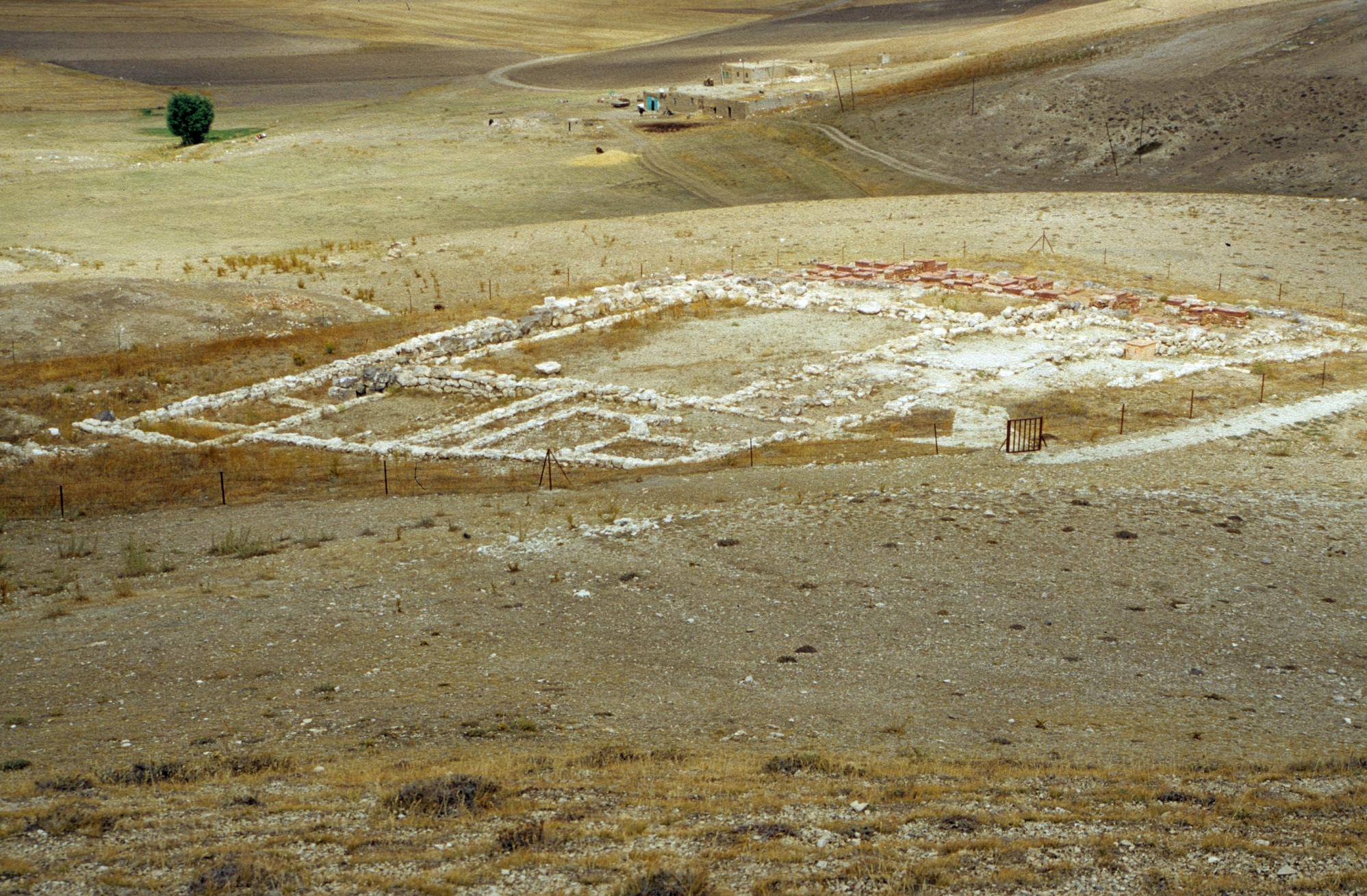
Ruines du Temple 1 de Kuşaklı, l'antique Sarissa.

D'autres sites hittites ou de leurs vassaux sont mis au jour dans les années 1930 : Alacahöyük, Jerablus (Karkemish), Tell Açana (l'antique Alalakh), Ras Shamra (Ugarit). L'intérêt des archéologues pour les sites de l'Anatolie hittite ne décline pas après 1945, avec la fouille des sites d'Alişar, Gâvurkalesı, Sirkeli, Eflatun Pınar ou plus récemment Zeyve Höyük et Kayalıpınar, et surtout Maşat Höyük (Tappika), Ortaköy (Sapinuwa) et Kuşaklı (Sarissa), trois sites provinciaux où ont été dégagées des constructions (palais et temples) et des tablettes permettant d'offrir un complément appréciable aux résultats des fouilles de Boğazköy pour la connaissance du royaume hittite.

### Étude de la documentation écrite

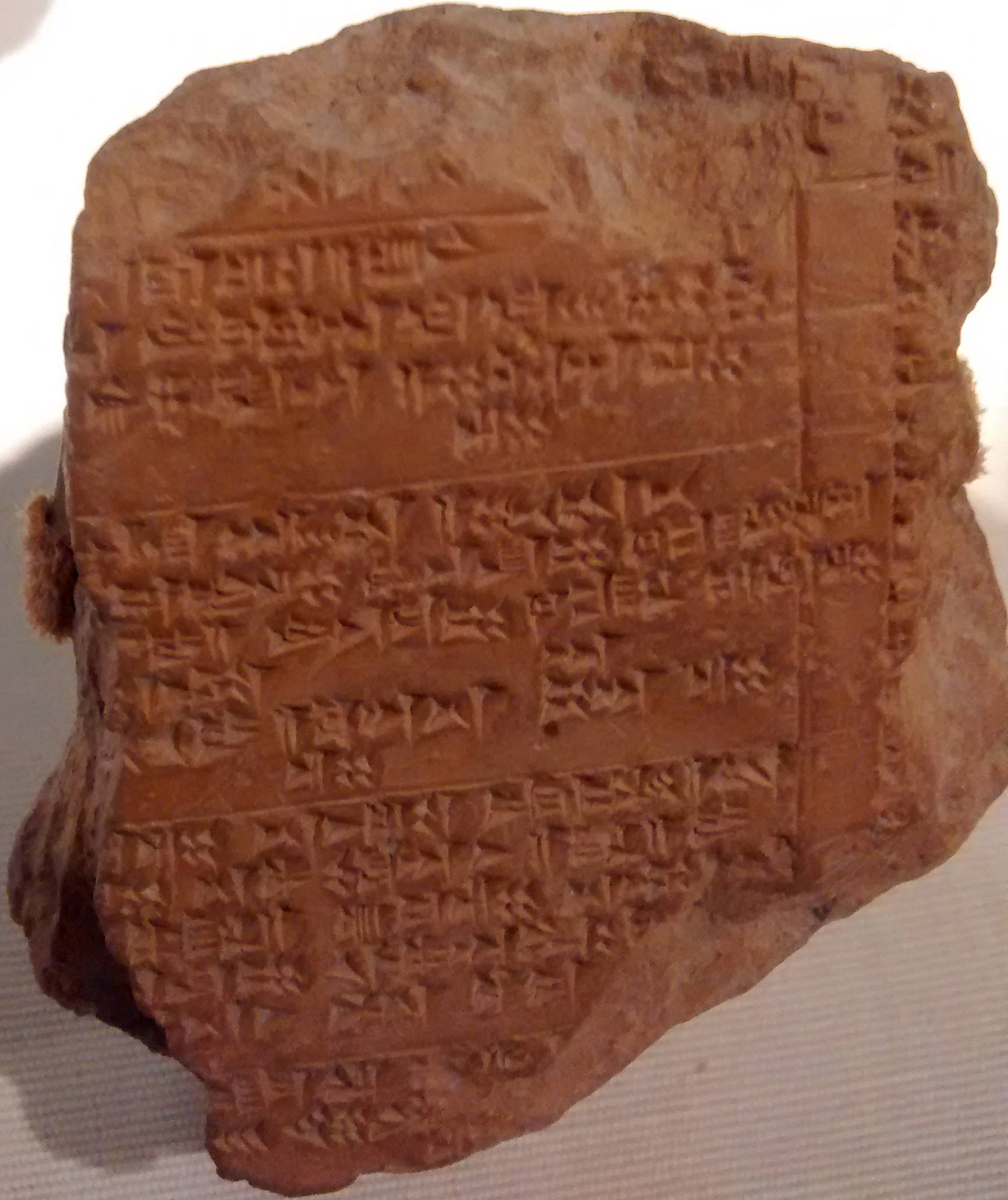
Fragment de tablette rituelle contenant la description d'un festival pour la déesse Teteshkhapi., Hattusa. Musée de l'Institut oriental de Chicago.

La traduction de la langue hittite à partir de sa transcription en cunéiforme progresse rapidement après les découvertes décisives de Hrozný, et des chercheurs allemands publient les principaux textes mis au jour à cette période dans les années 1930. La connaissance de l'autre écriture employée par les rois hittites, les « hiéroglyphes hittites » (qui transcrivent en fait du louvite), progresse bien plus lentement, car peu de textes sont connus et ils sont souvent courts. La découverte de nouveaux textes relance les travaux dans les années 1960-1970, ce qui permet de faire progresser considérablement la compréhension de ce système d'écriture.
Les spécialistes de ces textes, parfois désignés comme « hittitologues » (quand ils ne se considèrent pas plus largement comme assyriologues, terme qui désigne les spécialistes des textes du Proche-Orient ancien en général), disposent d'une masse documentaire importante à étudier : des dizaines de milliers de textes provenant de Boğazköy et de quelques autres sites anatoliens (Kültepe, Maşat Höyük, Ortaköy, Kuşaklı et plus récemment Kayalıpınar), ainsi que d'autres sites contemporains, principalement localisés en Syrie (surtout Ras Shamra/Ugarit et Meskene/Emar), et rédigés dans plusieurs langues (akkadien, hittite, louvite, ugaritique, etc.) et écritures (syllabaire cunéiforme, hiéroglyphes hittites et égyptiens, alphabet cunéiforme d'Ugarit). Ils permettent d'éclairer avant tout l'histoire et l'organisation politiques ainsi que l'histoire religieuse et juridique, mais beaucoup moins l'histoire économique et sociale, à la différence de la documentation disponible pour les régions de la Syrie et de la Mésopotamie antiques).
G. Beckman a identifié cinq axes de recherche principaux qui se présentent aux hittitologues :
- classer et reconstituer les nombreuses tablettes de Boğazköy qui sont dans un état fragmentaire, ou éparpillées à la suite de la destruction du site et aux premières fouilles qui les ont traitées avec peu d'égards ;
- dater les événements car la chronologie reste souvent mal établie, notamment parce que les textes ne sont pas datés et que la chronologie du IIe millénaire av. J.-C. au Moyen-Orient pose encore de gros problèmes de datation absolue et relative (les datations données ici sont donc approximatives) ;
- améliorer la compréhension des termes, lesquels sont souvent des emprunts à d'autres langues encore mal connues (hourrite, hatti), mais qui progresse grâce à des outils comme le Chicago Hittite Dictionary[9] ;
- préciser la localisation de nombreuses villes et régions mentionnées dans les textes antiques, qui est encore incertaine, surtout dans l'Anatolie occidentale où elle suscite de nombreuses réflexions en lien avec les textes homériques (notamment pour savoir si Troie et les Achéens sont mentionnés dans les textes hittites comme cela est souvent avancé) ;
- poursuivre le déchiffrement des hiéroglyphes hittites pour permettre une meilleure compréhension de l'histoire du royaume hittite, notamment dans sa dernière phase[10].

### Définir les Hittites
Dans les études modernes, les Hittites sont généralement définis comme un peuple, descendant d'un groupe de migrants parlant une langue indo-européenne qui s'est installé en Anatolie centrale, dans la région peuplée par les Hatti (dont la langue n'appartient pas au groupe indo-européen). Ils ont constitué à partir du XVIIe siècle av. J.-C. un royaume à partir de la ville de Hattusa, qui s'est progressivement étendu jusqu'à englober un vaste territoire peuplé par divers autres peuples, tels les Louvites et les Hourrites. La culture hittite est en fin de compte le produit de ces diverses rencontres.
Les approches récentes ont de plus en plus tendance à caractériser les Hittites en tant que groupe en fonction de critères plus politiques qu'ethniques, sans pour autant opposer de manière tranchée les deux approches : il s'agit des populations directement loyales au pouvoir dont le siège est à Hattusa. Il n'y a pas d'équivalent au terme moderne « Hittites » dans les textes de l'Anatolie de l'âge du bronze. Les gens de ce pays se dénomment « hommes du pays de Hatti/Hattusa » ou « hommes de Hattusa » (Hattusumenes en hittite), donc quelque chose comme « Hattuséens ». La difficulté rencontrée par les interprétations modernes pourrait venir du fait que le terme Hatti employé dans les pays voisins pour définir la région centrale de l'empire hittite pourrait en fait désigner, au moins à l'origine et en langue akkadienne, sa capitale Hattusa. La langue n'est pas un élément décisif pour définir l'appartenance à ce groupe, puisque la langue que les spécialistes modernes appellent « hittite », qui est la langue de l'administration de l'empire, était appelée dans l'Antiquité nesili/nesumnili, « langue de Nesa » (ou « nésite »), Nesa étant le nom donné dans cette langue à la ville appelée Kanesh dans les textes en akkadien. L'origine n'est pas prise en compte non plus, d'autant plus qu'il n'y a aucune certitude sur les modalités d'implantation des populations locutrices de langues indo-européennes en Anatolie,.
Les études modernes sont quoi qu'il en soit confrontées à la nécessité de prendre en considération la diversité et l'éclectisme des groupes qui faisaient le « monde hittite ». Les principales aires culturelles le constituant sont :
- le Pays de Hatti/Hattusa, cœur du royaume, où s'était épanouie par le passé la culture hattie, de langue non-indo-européenne, et où se trouve l'élite du royaume dont la culture est mixte et indique qu'on est en présence d'une sorte de melting pot ;
- le Bas Pays, plus au sud, qui est peuplé majoritairement de populations de langue louvite ;
- la région de Nesa/Kanesh, au sud-est du Hatti, qui a donné son nom à la langue hittite dans les textes anciens (« nésite ») ;
- l'Anatolie occidentale est dominé par les populations de langue louvite, et connue à l'époque sous les noms de Luwiya puis d'Arzawa ;
- le sud-est de l'Anatolie comprend la région appelée Kizzuwatna, où se mêlent Louvites et Hourrites ;
- d'autres entités sont moins bien documentées mais attestées, comme le Pays de Pala situé à l'ouest du Hatti, et d'autres entités louvites ou louvoïdes au sud-ouest, tels que les pays de Mira-Kuwaliya et de Lukka (la future Lycie)[15].

## Histoire

### Les origines
L'origine des Hittites et de leurs « cousins » locuteurs de langues indo-européennes (Louvites et Palaïtes) qui sont établis en Anatolie au IIe millénaire est l'objet d'un débat qui rejoint celui des origines des peuples « indo-européens ». Une première hypothèse propose une origine anatolienne, et dans ce cas, les Hittites seraient autochtones. Cependant, l'opinion la plus répandue situe l'origine des populations de langue indo-européenne dans les steppes de Russie méridionale (hypothèse kourgane) et les Hittites auraient alors migré : arrivés depuis les Balkans, ils auraient traversé les Détroits pour s'établir ensuite en Anatolie centrale. Les connaissances actuelles ne permettent pas de déterminer si les ancêtres des Hittites, les Louvites et les Palaïtes, qui auraient emprunté le même trajet, arrivent à la même époque ou par vagues successives, ou encore si un peuple qui serait leur ancêtre commun a fait le voyage jusqu'en Anatolie, où il se serait scindé en plusieurs groupes. La datation de ces migrations reste discutée, plusieurs périodes étant proposées, dans le courant du IIIe millénaire av. J.-C. ou même avant. En l'état actuel des connaissances aucun élément ne permet d'avoir de certitudes sur ce point, la génétique n'ayant pas confirmé ce type de migrations.

### Les premiers royaumes

Les localités mentionnées dans les archives de Kültepe/Kanesh à l'époque des comptoirs assyriens. La localisation de plusieurs sites reste incertaine.

Quoi qu'il en soit de leurs origines, les premiers Hittites connus par les textes sont identifiés au début du IIe millénaire av. J.-C. dans les archives des marchands assyriens venus commercer en Anatolie centrale, où ils établissent plusieurs comptoirs, le plus important étant celui de Kanesh (l'actuel site de Kültepe) où la plupart de leurs tablettes qui nous sont connues ont été exhumées. Leur étude a révélé la présence de plusieurs principautés se partageant l'Anatolie centrale au XIXe siècle avant notre ère : au nord le Hatti (autour de Hattusa, alors appelée Hattush) et Zalpa (près de la mer Noire), au sud Burushattum (Purushanda dans les textes hittites des périodes suivantes, peut-être sur le site d'Acemhöyük), Wahsusana, Mama et surtout Kanesh (plus tard Nesa), qui se situe apparemment dans la zone où les Hittites sont le plus concentrés. L'importance de cette ville pour les origines hittites transparaît dans le fait que c'est à partir de son nom que ce peuple appelait sa propre langue (nesili ou nesumnili, « langue de Nesa »). La première dynastie hittite à exercer une hégémonie sur l'Anatolie centrale vient de la cité de Kussar(a), dont la localisation reste inconnue. Elle s'affirme sous l'impulsion de deux rois, au début du XVIIIe siècle : Pithana et son fils Anitta, qui établissent leur capitale à Kanesh. Les autres principaux États anatoliens (Burushattum, Hatti et Zalpa) sont alors soumis,. Cette dynastie ne survit pas longtemps à Anitta et s'effondre dans des conditions indéterminées.

### L'émergence du grand royaume hittite
Le grand royaume hittite dont la dynastie va dominer de façon ininterrompue la majeure partie de l'Anatolie pendant plus de quatre siècles se forme dans les dernières décennies du XVIIe siècle. Ses fondateurs ont probablement un lien avec la dynastie de Kussar, dynastie dont la nature reste obscure. Le fondateur de la dynastie semble être un certain Labarna, dont le nom sert par la suite de titre pour désigner le roi hittite, de la même manière que les noms de César et d'Auguste ont servi à désigner des fonctions suprêmes dans l'Empire romain,. Le premier roi dont les actes sont connus est son successeur, Hattusili Ier, qui est resté le modèle du roi conquérant. Il établit sa capitale à Hattusa et donne au royaume hittite sa première grande période d'extension territoriale en s'emparant de cités en Anatolie du nord (Zalpa) et surtout du sud, puisqu'il réussit à menacer les positions du plus puissant royaume de Syrie, le Yamkhad (Alep),. Son petit-fils et successeur, Mursili Ier, poursuit cette dynamique guerrière en s'emparant d'Alep et réussit un raid victorieux jusqu'à Babylone en 1595. Il fait ainsi tomber les deux plus puissants royaumes du Moyen-Orient de l'époque, mais ce ne sont que des succès sans lendemain,. Il est assassiné par son beau-frère Hantili à son retour au Hatti, prélude d'une trentaine d'années de troubles à la cour qui entraînent un repli territorial.

### Instabilité et débuts «impériaux»

La situation géopolitique du Moyen-Orient avant le début du règne de Suppiluliuma Ier, au moment où la situation du royaume hittite est la plus critique.

Les successeurs de Mursili ne parviennent pas à stabiliser la cour royale, qui est régulièrement secouée par des intrigues sanglantes durant une grande partie du XVIe siècle. La situation est rétablie par Télipinu, qui proclame son Édit prescrivant la règle successorale du royaume, dans le but d'éviter d'autres bains de sang et pour indiquer à ses subordonnés des règles sur la bonne administration du royaume. Sur le plan de la politique extérieure, il signe un traité de paix avec le royaume du Kizzuwatna, qui est devenu la puissance dominante du sud-est anatolien, au contact de la Syrie du nord,. Les rois suivants s'efforcent de maintenir des relations pacifiques avec ce voisin, mais celui-ci bascule dans l'orbite de la nouvelle puissance dominante en Syrie, le Mittani, royaume dirigé par des Hourrites, qui se pose en rival des Hittites pour l'hégémonie sur les royaumes d'Anatolie orientale. C'est au même moment qu'émerge au Nord une menace plus diffuse, celle des tribus gasgas qui occupent les monts Pontiques et mènent des raids dévastateurs au cœur du Hatti. Les intrigues de cour reprennent jusqu'aux alentours de 1400, quand Tudhaliya monte sur le trône,.
Le règne de Tudhaliya Ier est souvent vu comme un basculement dans la construction politique hittite, qui prend progressivement des aspects plus « impériaux ». La chronologie de cette période est mal établie, et le nombre de souverains qui ont alors occupé le trône hittite est débattu. Quoi qu'il en soit, le royaume se renforce face à ses adversaires. La menace gasga est contenue grâce à l'aménagement d'une zone frontalière parsemée de garnisons, dont certaines sont bien connues grâce aux constructions et aux tablettes qui y ont été mises au jour (Tappika, Sapinuwa, Sarissa). Au sud, le royaume du Mittani est en difficulté ; à cause des offensives égyptiennes qui l'atteignent sur sa frontière sud, et le Kizzuwatna se détache de son orbite pour rentrer dans la mouvance hittite. D'autres conflits conduisent les rois hittites dans l'Ouest anatolien, dans les pays de l'Arzawa, royaume dont la montée en puissance menace l'hégémonie hittite en Anatolie,.
Les règnes d'Arnuwanda Ier et Tudhaliya III, durant la première moitié du XIVe siècle, voient la solidité du royaume se fissurer progressivement face à ses rivaux anatoliens,. Au Nord, les Gasgas prennent plusieurs des villes de garnison qui leur sont opposées, avant de s'emparer de Hattusa, obligeant la cour royale à se replier à Samuha. À l'Ouest, les Hittites n'arrivent pas à installer durablement leur autorité et finissent par reculer, le roi d'Arzawa cherchant à se faire reconnaître comme un « Grand roi » auprès du roi égyptien Amenhotep III dont il se proclame l'égal, comme on l'apprend dans une des lettres de la correspondance diplomatique de Tell el-Amarna. À l'Est, d'autres royaumes menacent les Hittites (Isuwa et Hayasa-Azzi). Il semble bien qu'aux alentours de 1360-1350, les grandes puissances du Moyen-Orient pensaient assister à la fin du royaume hittite,.

### L'empire hittite
Tudhaliya III a apparemment désigné pour héritier un prince de même nom que le sien, que les successeurs ont retenu comme « Tudhaliya le Jeune », mais celui-ci est supplanté par Suppiluliuma Ier (c. 1350-1322), sans doute son demi-frère. Le nouveau roi est un chef militaire de grande valeur, qui engage les premiers efforts de redressement de la situation catastrophique dans laquelle se trouve le royaume hittite et qui aboutiront au reflux de l'Arzawa, de l'Isuwa et à la mise en vassalité de Hayasa-Azzi. Ses succès les plus éclatants ont lieu en Syrie, où il étend considérablement son influence après avoir infligé deux sévères défaites au Mittani, qui s'effondre ensuite dans des intrigues successorales. Des vassaux syriens du Mittani tentent plusieurs révoltes pour résister à l'emprise hittite, mais ils sont finalement soumis et placés sous la tutelle de « vice-rois » hittites, fils de Suppiluliuma, établis à Alep et Karkemish. Suppiluliuma enlève même des vassaux à l'Égypte du pharaon Akhenaton : Ugarit, Qadesh et l'Amurru, avant d'entrer en conflit ouvert contre elle. Ce sont apparemment des prisonniers déportés au Hatti après les premiers affrontements contre l'armée égyptienne qui y amènent une épidémie emportant Suppiluliuma puis son successeur Arnuwanda Ier.

La situation géopolitique du Moyen-Orient après les conquêtes hittites de Suppiluliuma Ier, Mursili II et Muwatalli II, vers 1275.

Le jeune Mursili II (c. 1321/1318-1295) prend donc le pouvoir dans des circonstances difficiles. Mais il dispose d'une capacité militaire sans égal à cette période, ce qui lui permet de compléter l’œuvre de son père, en soumettant les pays d'Arzawa et en les plaçant entre les mains de plusieurs vassaux. Les Gasgas doivent également être combattus, tandis que plusieurs des vassaux soumis par son père en Anatolie occidentale et orientale et en Syrie se révoltent, mais sont vaincus, notamment grâce à l'action des « vice-rois » qui ont établi une dynastie à Karkemish, servant de relais à l'autorité du grand roi. Les révoltes de vassaux et la lutte contre l'Égypte, qui connaît une nouvelle dynamique sous l'impulsion des premiers rois de la XIXe dynastie, sont les principales préoccupations militaires du roi suivant Muwatalli (c. 1295-1272). L'affrontement contre l'Égypte connaît un dénouement dans la fameuse bataille de Qadesh (1274) où ses troupes et celles de Ramsès II se quittent sans victoire décisive d'un des deux camps.
Le successeur désigné de Muwatalli est son fils Urhi-Teshub, qui monte sur le trône sous le nom de Mursili III (c. 1272-1267). Sa mère étant une concubine et non la reine en titre, sa légitimité est réduite, d'autant plus que son oncle Hattusili, brillant chef de guerre qui s'est illustré contre les Gasgas, lui fait de l'ombre. Le conflit pour le pouvoir qui éclate entre les deux hommes tourne en faveur de Hattusili III (c. 1267/1265-1240/1237) qui exile son neveu. Son règne est marqué par la volonté de faire reconnaître sa complète légitimité aux yeux des autres rois. Il l'obtient en concluant la paix avec Ramsès II, qui épouse deux de ses filles. L'adversaire le plus redoutable des Hittites est désormais l'Assyrie, puissance qui a émergé des dépouilles du Mittani et a placé sous sa coupe la Haute Mésopotamie, jusqu'à l'Euphrate. Le roi suivant, Tudhaliya IV (c. 1237-1209), qui règne avec l'appui de sa mère, la très influente Puduhepa, essuie une lourde défaite contre l'Assyrie, même si cela ne menace pas ses positions en Syrie, où Karkemish tient bon. La situation est plus houleuse en Anatolie occidentale, tandis que le royaume d'Alashiya (Chypre) est soumis. La dynastie régnante voit sa légitimité menacée par la présence d'une branche collatérale de la famille royale, installée à Tarhuntassa, où règnent un autre fils de second rang de Muwatalli, Kurunta, puis ses successeurs. Ils rentrent peut-être en conflit avec Tudhaliya IV. Les règnes de Hattusili III et Tudhaliya IV sont aussi marqués par l'embellissement de la capitale Hattusa, qui avait été délaissée par Muwatalli, ainsi que par une réforme religieuse, aboutissant à une plus forte présence des éléments hourrites dans la religion officielle, illustrée par le réaménagement du sanctuaire rupestre de Yazılıkaya.

### L'effondrement du royaume hittite et de ses vassaux
Arnuwanda III puis Suppiluliuma II succèdent à Tudhaliya IV, la lignée issue de Hattusili III se maintient, alors que s'affirment les branches collatérales à Karkemish et Tarhuntassa, concourant peut-être à un jeu des forces centrifuges affaiblissant lentement la puissance hittite. Les principales menaces extérieures pour le royaume sont alors localisées en Anatolie occidentale et dans les régions du littoral méditerranéen, où ne tardent pas à apparaître des groupes de populations que les Égyptiens appellent « Peuples de la mer » (Lukkas/Lyciens, Peleset/Philistins, Shardanes, Shekelesh, etc.). Les sources sur cette période ne permettent pas d'en restituer une image claire, mais il est évident que les premières années du XIIe siècle voient le système hittite s'effondrer. Divers facteurs ont pu jouer dans cette crise en plus d'assaillants, notamment une situation de disette persistante en Anatolie centrale, qui pourrait être liée à une longue période de sécheresse. En fin de compte, il faut plutôt envisager la conjugaison d'un faisceau de facteurs internes et externes, auxquels les dirigeants du royaume ne parviennent plus à faire face.
Les sites du cœur de l'Empire hittite sont presque tous abandonnés à cette période : c'est donc un effondrement total, sans reprise. Hattusa est ainsi quittée par la cour royale pour un autre lieu inconnu, avant d'être détruite. Le sort du dernier roi hittite est inconnu. L'incertitude demeure quant à savoir qui est l'auteur des attaques sur les sites de cette région : la destruction de Hattusa est souvent attribuée aux Gasgas et/ou aux Phrygiens qui investissent le site peu après, mais il n'y a aucune preuve décisive. En Syrie en revanche, malgré des destructions (en particulier Ugarit et Alalakh), imputables au moins en partie à des Peuples de la Mer, l'effondrement n'est pas général. Les descendants de la dynastie royale hittite établis à Karkemish et Melid (Malatya/Arslantepe) survivent à la chute du grand royaume et assurent la continuité des traditions royales hittites.

### Les royaumes néo-hittites

Carte des États néo-hittites et araméens vers 900-800.

Le paysage ethnique et politique de l'Anatolie et de la Syrie est profondément bouleversé entre la fin du IIe millénaire et le début du Ier millénaire. La langue hittite n'est plus pratiquée, les royaumes successeurs du grand royaume hittite conservant pour les inscriptions officielles le seul usage des « hiéroglyphes hittites » qui transcrivent en fait du louvite. L'ancien pays du Hatti est désormais occupé par les Phrygiens nouvellement arrivés, qu'il faut peut-être identifier aux Mushki évoqués dans les textes assyriens. Ces derniers emploient encore le terme Hatti, mais pour désigner la Syrie et l'Anatolie du sud-est où sont établis les royaumes que l'on qualifie aujourd'hui de « Néo-hittites » parce qu'ils s'inscrivent dans la continuité des traditions hittites (idéologie royale, écriture, art, religion, etc.) tout en élaborant une culture originale, les Assyriens et les Babyloniens de cette période désignant d'ailleurs la région syro-anatolienne par le terme Hatti. Ils sont représentés par les deux branches descendant des rois hittites à Karkemish et Melid, ainsi que d'autres dynasties au Gurgum, Kummuhu, Que, Unqi/Pattina ou encore au Tabal, voire à Alep. La majeure partie de la Syrie passe cependant sous la coupe d'une population dirigeante de langue sémite, qui a émergé durant la période de crise, les Araméens (à Sam'al, Arpad, Hamath, Damas, Til Barsip, etc.). Il faut considérer que les royaumes néo-hittites et araméens sont des mosaïques ethniques et culturelles mêlant éléments araméens et louvites, entre autres. Ces différents États sont confrontés à partir du IXe siècle à l'expansion de la puissance assyrienne, à laquelle ils tentent tant bien que mal de résister, sollicitant parfois l'appui d'une nouvelle puissance issue de l'Anatolie orientale, l'Urartu. Ils seront définitivement submergés et annexés par l'empire assyrien durant la seconde moitié du VIIIe siècle.

## Au centre du royaume hittite: le roi, son entourage et son cadre de vie

### Le roi

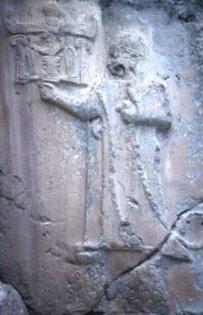
Tudhaliya IV vêtu avec l'habit du Dieu-Soleil et portant le bâton recourbé des rois hittites, à côté du disque solaire ailé surmontant son nom et sa titulature en hiéroglyphes, bas-relief de la chambre A de Yazılıkaya.

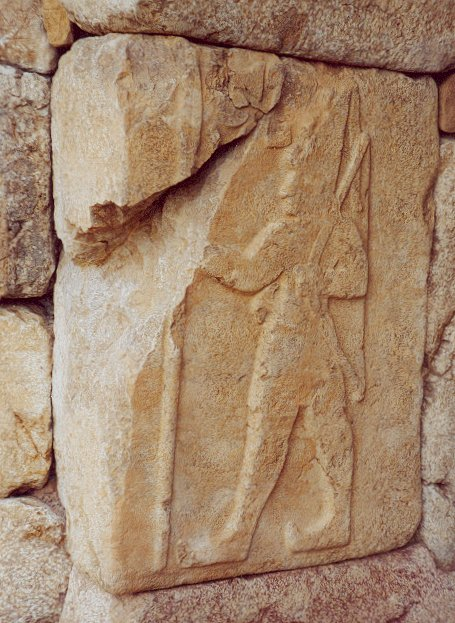
Le roi Suppiluliuma II sous l'aspect des dieux guerriers, bas-relief de la Chambre 2 de Nişantepe à Hattusa.

Le principal personnage du royaume hittite était son souverain. Son titre le plus courant est Labarna, sans doute le nom du souverain fondateur du royaume, qui a été repris pour désigner la fonction royale par la suite. Le roi hittite se désignait toujours comme un « Grand roi », signifiant son appartenance au cercle très fermé des « superpuissances » de son temps, aux côtés de Babylone, de l'Assyrie, du Mittani et de l'Égypte.
Une épithète très courante pour désigner le roi hittite est « Mon Soleil » (DUTU-ŠI), et les sceaux royaux et bas-reliefs comportent souvent le symbole du disque solaire ailé accompagnant son nom et sa titulature en hiéroglyphes. Les représentations figurées du roi, qui apparaissent tardivement (sous Muwatalli II) insistent sur cet aspect solaire, car plusieurs le montrent avec le même costume cérémoniel que le Dieu-Soleil (longue robe, bonnet rond), habit qui est aussi parfois interprété comme symbolisant sa fonction de grand-prêtre du royaume. Il porte alors une sorte de bâton au bout recourbé (similaire au lituus des devins romains), dont la symbolique exacte est indéterminée : une canne de berger symbolisant son rôle de pasteur de ses sujets ou bien un symbole de son rôle de roi-juge (le Dieu-Soleil étant par ailleurs le dieu de la Justice). Un second type de représentation royale montre le monarque avec l'habit et les attributs des dieux guerriers : pagne, bonnet conique, arc et lance. Tout cela illustre les fonctions majeures du souverain : chef de guerre, intermédiaire privilégié entre les hommes et les dieux, et autorité judiciaire suprême.
Le modèle du roi hittite idéal est posé dès le règne du véritable fondateur de la puissance hittite, Hattusili Ier, qui passe pour avoir accompli de nombreux exploits guerriers que ses successeurs mettent par écrit dans de véritables récits épiques, dont certains sont intégrés dans des récits mythologiques (Actes de Hattusili Ier, Siège d'Urshu, récits relatifs à la prise de Zalpa). Ce roi prodigue des conseils à son petit-fils et successeur désigné Mursili Ier dans son Testament politique, notamment celui de se fier principalement à son propre jugement. Il rappelle la nécessité de l'unité de la famille royale autour du souverain, qui avait été mise à mal lors des intrigues qui ont agité sa fin de règne.
La succession était régie de manière précise à partir du règne de Télipinu, qui a proclamé un édit dictant la règle à suivre pour désigner l'héritier du trône (tuhkanti) : « Que seul un prince, fils de premier rang, devienne roi. S'il n'y a pas de prince de premier rang, qu'un fils de deuxième rang devienne roi. Mais s'il n'y a pas de prince héritier, qu'on prenne pour une fille de premier rang un gendre dans la famille et que celui-ci devienne roi ». Cet édit lui aussi rappelle la nécessité de l'unité de la famille royale (ce qui n'a pas empêché les troubles palatiaux de continuer), et prescrit des conseils aux membres de l'administration pour qu'ils gèrent convenablement le royaume (notamment les activités et productions agricoles) et rendent bien la justice (suivant les indications du roi).
Selon une idéologie qui se retrouve dans les autres régions du Proche-Orient ancien, ce sont les dieux qui étaient vus comme les véritables maîtres du royaume, le roi n'étant que leur délégué terrestre. Les grands dieux du royaume hittite étaient le Grand Dieu de l'Orage, et la Déesse-soleil d'Arinna. Le roi avait de ce fait des liens particuliers avec le monde divin. Il était un intermédiaire entre les dieux et les humains, et était responsable devant les premiers des actions des seconds. Supérieur au reste des humains grâce à l'appui divin, il est souvent qualifié de « héros » (UR.SAG) dans les textes apologétiques, et devait être préservé des impuretés (hurkel). Cela impliquait aussi que le roi ait des fonctions religieuses, qu'il exerce au cours de rituels, notamment les grandes fêtes religieuses qui l'obligent à se déplacer régulièrement dans les principaux lieux de culte de son royaume. Plusieurs rois avaient des divinités personnelles, comme Muwatalli II avec le Dieu de l'Orage de l'éclair ou Tudhaliya IV avec Sharruma.
À sa mort, le roi « devient un dieu » selon l'expression hittite consacrée : ce n'est pas une divinisation stricte, mais plutôt un moyen de marquer le fait qu'il disposait de pouvoirs importants dans l'Au-delà et qu'il fallait le satisfaire pour éviter qu'il ne nuise aux destinées du pays. La mort d'un souverain donnait lieu à un rituel de funérailles durant quatorze jours, au cours duquel son corps était incinéré. Après cela, il intégrait le groupe des ancêtres de la dynastie (incluant aussi les reines et les princes) qui recevaient régulièrement des offrandes.

### La reine et la famille royale

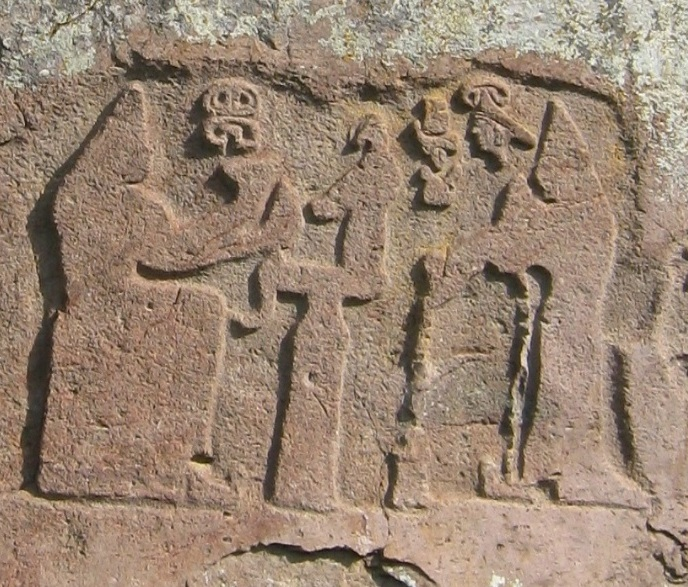
La reine Puduhepa rendant hommage à la déesse Hebat sur son trône, détail du bas-relief de Firaktin.

La cour hittite ne comprenait qu'une seule reine, qui portait le titre de Tawananna, sans doute hérité du nom de la première reine du royaume (comme pour le titre de Labarna). Il s'agissait en principe de la reine-mère si elle avait survécu à son époux, et ce n'était qu'à la mort de celle-ci que l'épouse principale du roi pouvait prendre le titre de reine. Suivant les principes successoraux, c'étaient ses fils qui étaient les héritiers prioritaires de la couronne hittite ; son rôle majeur, si ce n'est unique, était d'ailleurs de fournir à son mari un héritier mâle, qui portait le titre de tuhkanti. Sa fonction était aussi religieuse, car elle devait participer à divers rituels et fêtes liés au culte. Les reines se sont souvent trouvées dans des intrigues de cour, qui ont conduit certaines d'entre elles à être exilées. Seule la reine Puduhepa, épouse de Hattusili III et reine-mère sous son fils Tudhaliya IV, semble avoir exercé un rôle politique considérable, qui lui est d'ailleurs reconnu dans les relations avec la cour égyptienne puisque son nom figure dans le traité conclu entre les deux cours, et qu'elle correspond d'égal à égal avec Ramsès II.
Plus largement, la cour royale abritait un véritable « harem », le roi ayant plusieurs épouses et des concubines, qui lui donnaient des princes et princesses occupant un rôle important dans le royaume. Les filles de roi pouvaient être mariées pour des raisons politiques à des souverains étrangers, jugés égaux ou vassaux de leur père. Les fils occupaient des fonctions administratives, militaires ou religieuses importantes, se voyant parfois confier en apanage des royaumes vassaux. L'héritier présomptif, le tuhkanti, était le plus important. Il occupait des fonctions de commandement militaire éminentes et apparaissait au premier rang dans des cérémonies religieuses. Souvent, c'était un prince de deuxième rang qui avait le poste de Chef de la garde royale, les MEŠEDI, un poste-clé de l'armée hittite, et qui le faisait paraître en permanence aux côtés du roi (une forme de corégence ?). De la même manière que des reines, des princes et princesses de premier rang, d'autres plus éloignés (oncles, cousins ou neveux du roi) ont été impliqués dans des intrigues de cour, et ont parfois réussi à usurper un trône qui ne leur était pas destiné, comme ce fut le cas notamment de Suppiluliuma Ier et Hattusili III.

### Les grands dignitaires
Le roi gouvernait avec son entourage, constitué en premier lieu par des membres de sa famille, puis par ce que l'on peut qualifier d'« aristocratie » hittite, dont les membres pouvaient lui être liés par des alliances matrimoniales.
Le personnage le plus important était l'héritier présomptif. Venait ensuite le Chef de la garde royale (GAL MEŠEDI), qui dirigeait un groupe de soldats d'élites (désignés par le terme akkadien MEŠEDI) accompagnant en permanence le roi dans ses déplacements. Un texte rapporte les instructions qu'ils devaient suivre. Ils étaient apparemment au nombre de douze (mais il est possible que d'autres soient détachés). Un autre groupe de soldats d'élite stationné à la cour était celui des « hommes de la lance d'or » (LÚ.MEŠ GIŠŠUKUR GUŠKIN en sumérogrammes). Le Chef de la garde royale, souvent un frère du roi, disposait d'un statut important à la cour et dans l'appareil militaire. Après lui venait le Chef des échansons (GAL LÚ.MEŠ GEŠTIN), qui disposait lui aussi des fonctions militaires majeures. Comme pour cette fonction, beaucoup de titres de la haute administration hittite dérivaient de fonctions auliques et en ont gardé le nom même si dans les faits ils s'en sont probablement détachés : dès l'Ancien royaume on trouvait parmi les plus importants personnages du royaume le Chef des serviteurs du palais, le Chef des intendants, des hérauts, des écuyers, des scribes, etc.. Ils recevaient des commandements militaires, civils et religieux, une bonne part du butin et du tribut et des terres en donation de la part du roi. Les textes des premiers temps du royaume (Testament politique de Hattusili Ier, Édit de Télipinu) font référence à ces personnes en tant que membres d'un groupe appelé panku ou tuliya, souvent traduit par « assemblée ». Sa composition exacte n'est pas claire, et sa fonction l'est encore moins : peut-être a-t-elle eu à l'origine un rôle consultatif étendu, en tout cas à l'époque des premiers rois elle n'a aucun pouvoir de décision et ne sert que de caution morale au roi dans certains cas. Elle disparaît par la suite. Les aristocrates de l'époque impériale étaient souvent désignés comme les « Fils du roi » (DUMU LUGAL), et jouaient un rôle important civil et militaire, notamment auprès des vassaux.

### La capitale et le palais royal

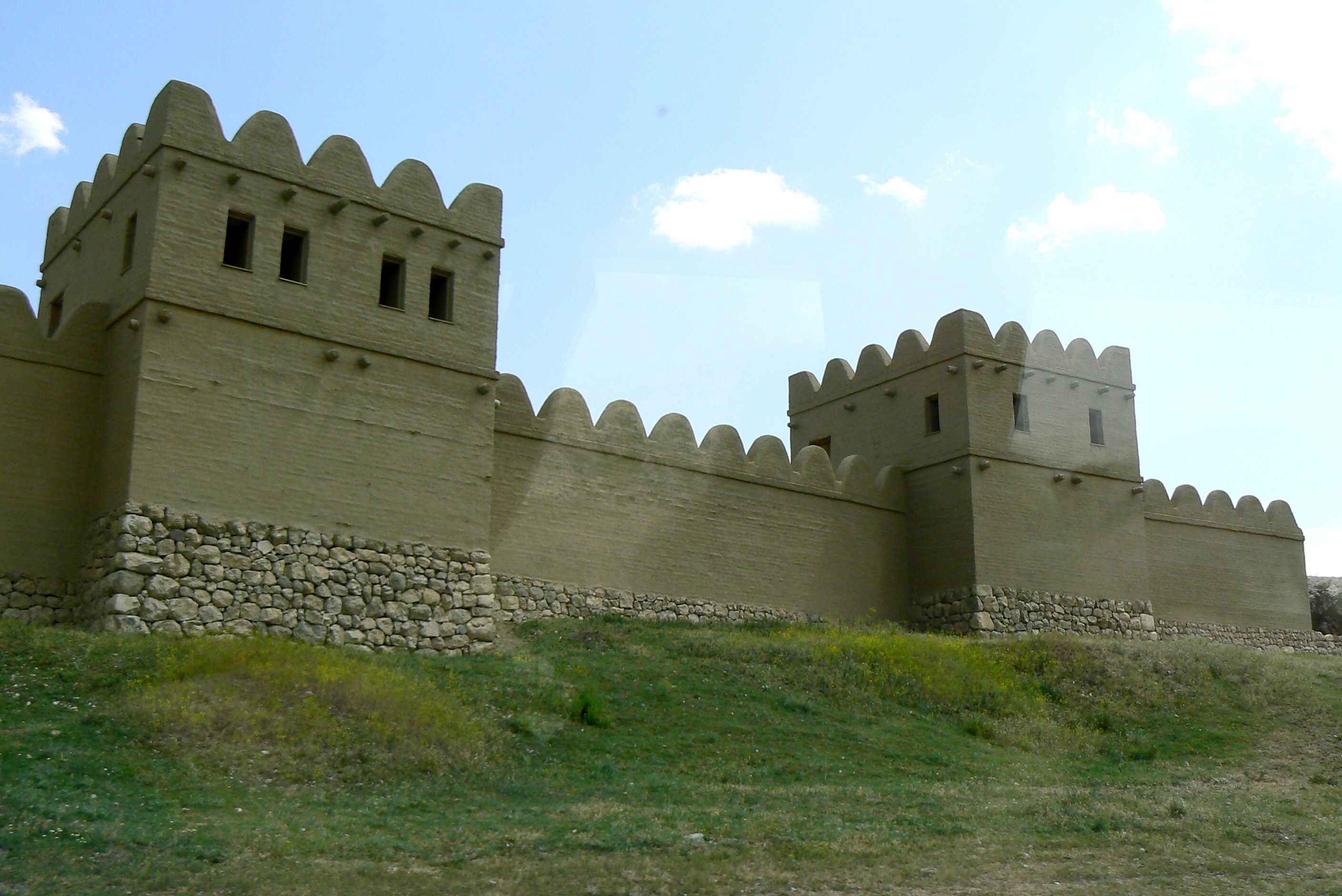
Un pan de la muraille de Hattusa reconstruit selon son apparence antique par l'équipe fouillant le site.

Plan du site de Boğazkale.

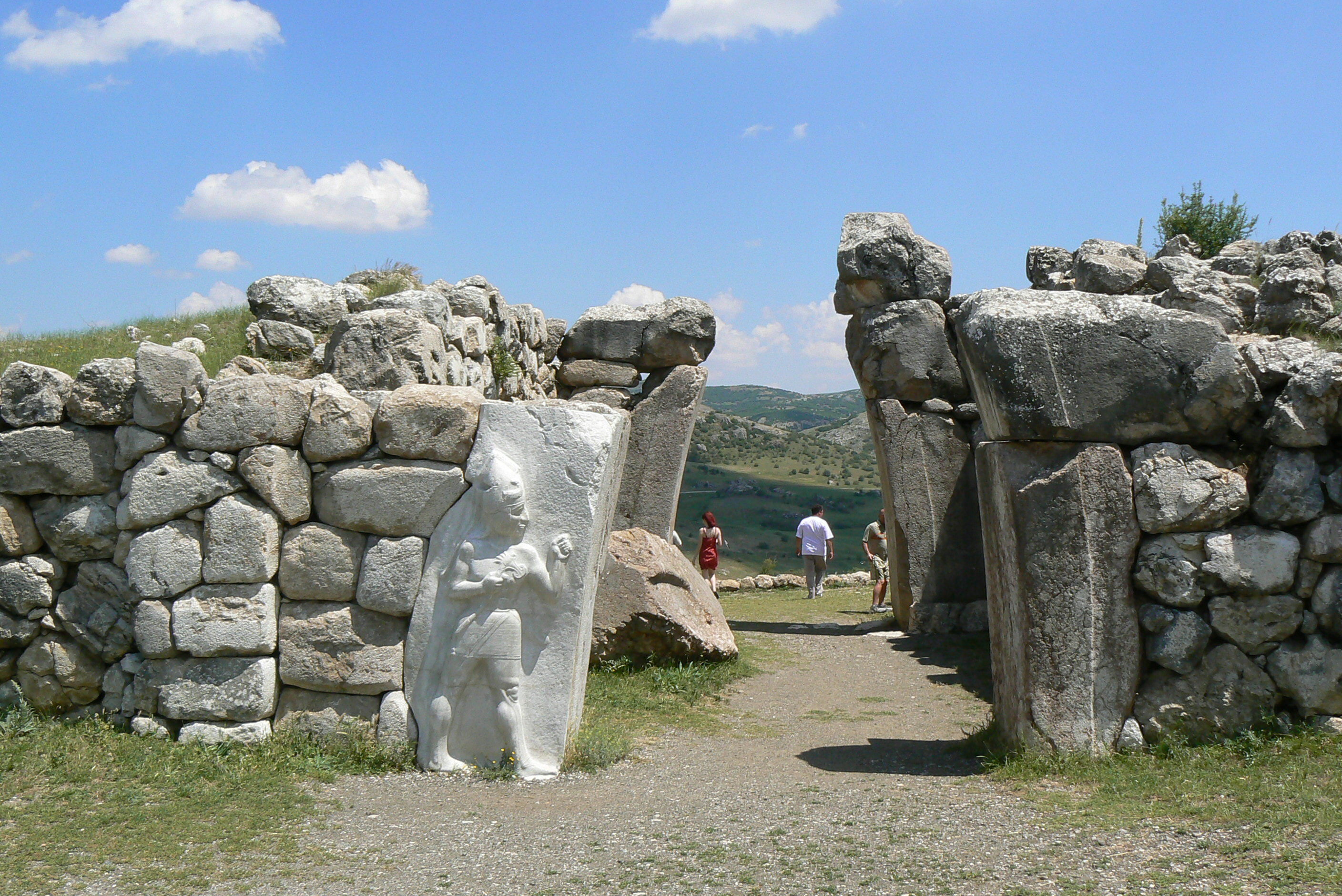
La « Porte du Roi », située au sud de la Ville haute, avec la copie du bas-relief du personnage qui lui a donné son nom (qui est en fait plutôt une divinité guerrière) et les restes de ses arches paraboliques.

Au cours de l'histoire du royaume hittite, la capitale était généralement située à Hattusa, même si au gré des évolutions politiques (voire religieuses) elle a pu se trouver en d'autres lieux : les fondateurs du royaume ont peut-être eu Kussar ou Kanesh comme capitale, Samuha héberge la cour royale après le sac de Hattusa par les Gasgas vers 1360, Muwatalli II transfère la capitale à Tarhuntassa pour des considérations sans doute stratégiques mais peut-être aussi religieuses, tandis que les derniers feux de la dynastie royale hittite s'éteignent dans un lieu qui reste à découvrir, après l'abandon définitif de Hattusa. Cette dernière a été la seule des villes royales à être fouillée, sur l'actuel site de Boğazkale (anc. Boğazköy), et elle l'est de façon quasiment continue depuis les années 1930 par des équipes allemandes qui en ont fait l'un des sites les mieux connus de tout le Proche-Orient ancien, même si beaucoup reste encore à découvrir. Les principaux monuments politiques et religieux y ont été dégagés. Le site s'étend sur environ 160 hectares dans un lieu montagneux, rocailleux et par endroits très escarpé. Il était protégé par plusieurs lignes de murailles épousant merveilleusement la topographie et s'appuyant souvent sur les promontoires rocheux. Plusieurs espaces sont ainsi isolés : une « Ville basse » au Nord, une plus vaste « Ville haute » au Sud, et à l'Est à la limite des deux se dressait l'acropole nommée aujourd'hui Büyükkale (la « Grande forteresse »), où se trouvait le palais royal. Les fondements des murailles principales étaient constitués de gros moellons de belle taille (« appareil cyclopéen »), surmontés par des murs en briques crues. Des tours carrées se dressaient tous les trente mètres environ. Plusieurs portes ont été identifiées, en particulier les trois situées au sud de la Ville haute au-dessus du glacis de Yerkapı : la Porte du roi, la Porte des sphinx et la Porte des lions, ainsi nommées en raison des sculptures qui les gardaient. Des poternes ont été creusées sous la muraille en plusieurs endroits.
La capitale était couverte de monuments majeurs, notamment de nombreux temples : le Temple 1 ou Grand Temple dans la Ville basse, dédié au Grand Dieu de l'Orage du Hatti ; et une trentaine de temples de plus petite dimension ainsi que d'autres lieux à fonction cultuelle probable dans la Ville haute, auxquels il faut ajouter le sanctuaire de Yazılıkaya situé à deux kilomètres de la ville. Beaucoup ont été construits ou profondément remaniés durant les derniers temps du site (la « réforme religieuse » de Tudhaliya IV). La capitale politique était donc aussi une capitale religieuse, le roi étant après tout le grand prêtre du royaume. La cour résidait au palais royal, situé dans la citadelle de Büyükkale, acropole mesurant environ 250 × 150 mètres, protégée par une enceinte et accessible par une grande porte au sud-ouest. Plusieurs bâtiments y ont été construits, organisés autour de trois grandes esplanades remontant progressivement au sommet de la citadelle où se trouve le palais royal. Elles étaient encadrées par des bâtiments à fonction administrative : bureaux, archives, magasins, où ont été mises au jour la majorité des tablettes de la chancellerie hittite qui soient connues. La cour médiane était bordée sur son côté ouest par un vaste bâtiment à colonnes interprété comme une salle d'audience, peut-être un lointain ancêtre des apadanas achéménides. La résidence royale devait être située sur le côté ouest de la cour supérieure, au point le plus élevé de Büyükkale. Cette citadelle ne suffisait sans doute pas à héberger tous les membres de la famille royale, les hauts dignitaires et l'administration centrale, et d'autres bâtiments de la ville (restant pour la plupart à découvrir) avaient sans doute été érigés en complément,.

## Fonctionnement du royaume hittite

### Administration provinciale
Les territoires du royaume hittite sous administration directe sont localisés dans le pays du Hatti, autour du bassin du Kızılırmak (Marassantiya pour les Hittites), où se trouvait la capitale Hattusa et d'autres villes importantes comme Ankuwa, Zippalanda, Sapinuwa et Samuha. L'administration directe s'était aussi étendue à l'ouest sur le Bas Pays, autour du Lac Salé, au nord autour des villes de Tappika, Hakpis ou Nerik, et vers le sud-est jusqu'au Kizzuwatna. Les cités servaient de centres administratifs, et étaient confiées à des gouverneurs issus des proches du roi. Ils portaient le titre de « Seigneur de tour de guet » (akkadien BĒL MADGALTI, hittite auriyas isha-). Leurs fonctions sont décrites dans les Instructions aux seigneurs de tour de guet : ils doivent assurer la sécurité des villes situées sur leur territoire, notamment veiller à ce que leurs portes soient closes tous les soirs, doivent veiller à la maintenance des ouvrages fortifiés, des routes, des canaux et des temples, prélever les taxes, faire en sorte que les magasins publics soient bien fournis en divers produits stratégiques comme le bois, surveiller les ennemis potentiels, notamment quand il s'agit de provinces frontalières, et également rendre la justice.
D'autres personnages avaient des tâches importantes dans l'administration provinciale. Dans les premiers temps du royaume, au moins à la période ancienne et à la période moyenne attestées par les Lois hittites, des « Anciens » (ŠU.GI) représentaient les communautés locales et pouvaient rendre des jugements. On sait que des villes avaient un « maire » (akkadien HAZANNU), surtout connu par les Instructions destinées à celui de Hattusa, qui veillait à la sécurité de la cité, prenait des mesures contre le risque d'incendie, et assurait des tâches de police et de justice. Les « intendants » (AGRIG) étaient responsables des entrepôts royaux disséminés dans toutes les provinces. Y était stocké le produit des taxes, dont une partie devait être dirigée vers la capitale. Ils servaient également de centres de redistribution des produits à l'échelle provinciale, et leur contenu pouvait être mobilisé pour l'armée.

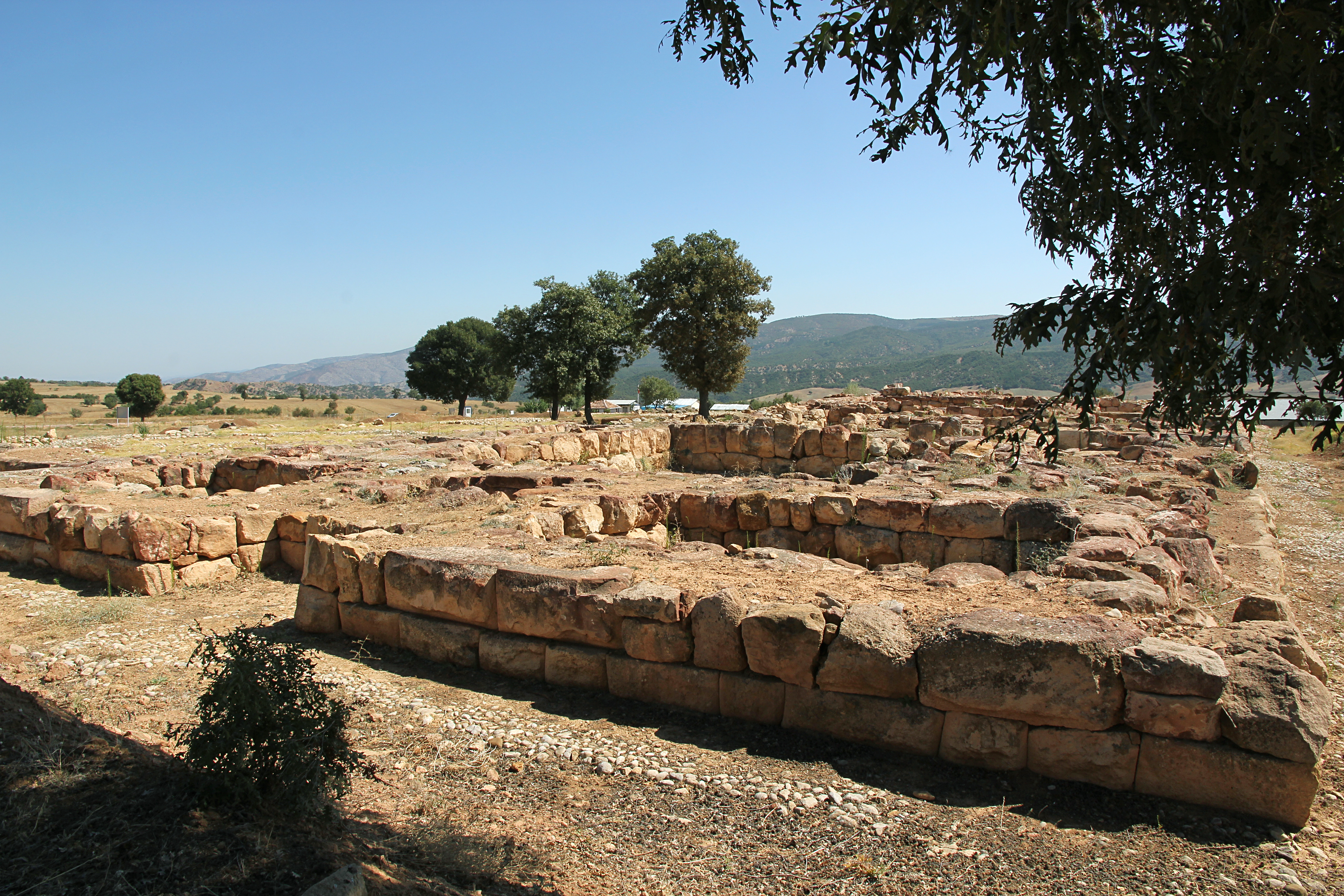
Ruines du « bâtiment A », administratif, d'Ortaköy/Sapinuwa.

La mise en place de la dominations hittite sur l'Anatolie centrale s'est traduite par l'apparition d'un réseau de centres provinciaux fortifiés aux caractéristiques urbanistiques et architecturales similaires, dont plusieurs ont été fouillés. Maşat Höyük, l'antique forteresse de Tappika, un site frontalier confié à un Seigneur de tour de guet, ont permis d'apporter des éclaircissements sur cette fonction. Les niveaux dégagés remontent à la seconde partie du XVe siècle, juste avant la destruction du site par les Gasgas au contact desquels il était établi. Le palais qui y a été mis au jour servait de résidence à son gouverneur. Disposant à l'origine d'un étage, il était organisé autour d'une grande cour ouverte sur son côté sud-ouest, le corps de bâtiment s'étendant sur 72 mètres sur son côté nord et 65 mètres à l'est. Il est construit dans la plus pure tradition hittite, avec des fondations en grosses pierres et des murs en briques crues et aussi en bois, très employé dans cet édifice, notamment pour l'étage. Les pièces du rez-de-chaussée étaient des magasins servant pour le stockage. La quarantaine de tablettes qui y a été exhumée date du règne de Tudhaliya III, et notamment 19 lettres de la correspondance entre membres de l'administration, et parfois avec le roi en personne, celui-ci étant très soucieux de ce qui se passait dans cette zone frontalière sensible. Les personnages responsables de Tappika sont Himuili le Seigneur de tour de guet et Kassu le « Surintendant des hérauts militaires » (en sumérogrammes UGULA NIMGIR.ÉRIN.MEŠ). De la même époque datent les archives (lettres, documents administratifs et religieux) retrouvées dans un autre centre provincial, Sapinuwa (le site actuel d'Ortaköy), peut-être une résidence royale, dominée par deux bâtiments palatiaux dont les fondations sont en grosses pierres, dont le « bâtiment A » de base de 75 × 25 mètres qui a pu s'élever sur trois niveaux ; c'est le site hittite qui a livré le plus de tablettes en dehors de Hattusa,,.

### Économie royale
Pour ses besoins de fonctionnement, la couronne avait à sa disposition plusieurs sources de revenu. Les palais (sumérogramme É), qu'il s'agisse de celui du roi (É.LUGAL) ou d'un gouverneur provincial (É.GAL), disposaient de nombreuses terres, qu'ils pouvaient gérer de façon directe en les faisant exploiter par leurs propres dépendants (notamment les déportés) qui recevaient un capital d'exploitation ; ou bien ils pouvaient les concéder à titre viager à un de leurs serviteurs (dignitaire de la cour, membre de l'administration provinciale) ou à un temple, qui en tirait alors un revenu nécessaire à l'exercice de sa fonction, ou encore les donner en présent à des personnages proches du roi ou qui se sont illustrés au cours de leur service. Les palais disposaient aussi d'ateliers où travaillaient des artisans dépendants, et il en allait de même pour les temples. Ces derniers n'ont sans doute pas disposé du degré d'autonomie qu'avaient ceux de la Mésopotamie contemporaine, car même s'ils avaient des ressources économiques importantes ils étaient étroitement contrôlés par le pouvoir royal. Les évolutions de la céramique à l'époque impériale, marquées par une production de masse standardisée, semblent résulter d'un contrôle plus marqué de l'administration royale sur la production des potiers.
Les exploitants des terres agricoles et les artisans devaient verser une taxe (sahhan, terme hittite qui sert à désigner des redevances) qui fournissait une part substantielle du revenu de la couronne, et qui consistait en une part de la récolte, des animaux élevés et de leurs produits (lait, laine). Ils devaient également des corvées (luzzi). Le roi pouvait accorder des exemptions de ces taxes et corvées, notamment lorsqu'il effectuait des donations royales. L'État prélevait sans doute d'autres taxes sur le commerce, et s'enrichissait grâce au butin fait au cours de campagnes militaires ou encore par le versement de tributs par ses vassaux. Des tablettes comprenant la liste du tribut dû par le royaume d'Ugarit montrent ainsi que ce vassal devait offrir de la vaisselle en métal précieux et plusieurs tonnes d'étoffes de qualité au roi, à la reine, au prince héritier et à plusieurs hauts dignitaires de la cour. Les présents échangés entre les cours des grandes puissances étaient également un moyen pour la famille royale d'obtenir des produits de luxe venus de pays étrangers. L'appropriation des ressources du royaume et des vassaux se trouvait donc au centre d'un système de redistribution de produits et de faveurs qui bénéficiait à tous les proches du pouvoir et contribuait ainsi à entretenir la cohésion des élites de l'État hittite.

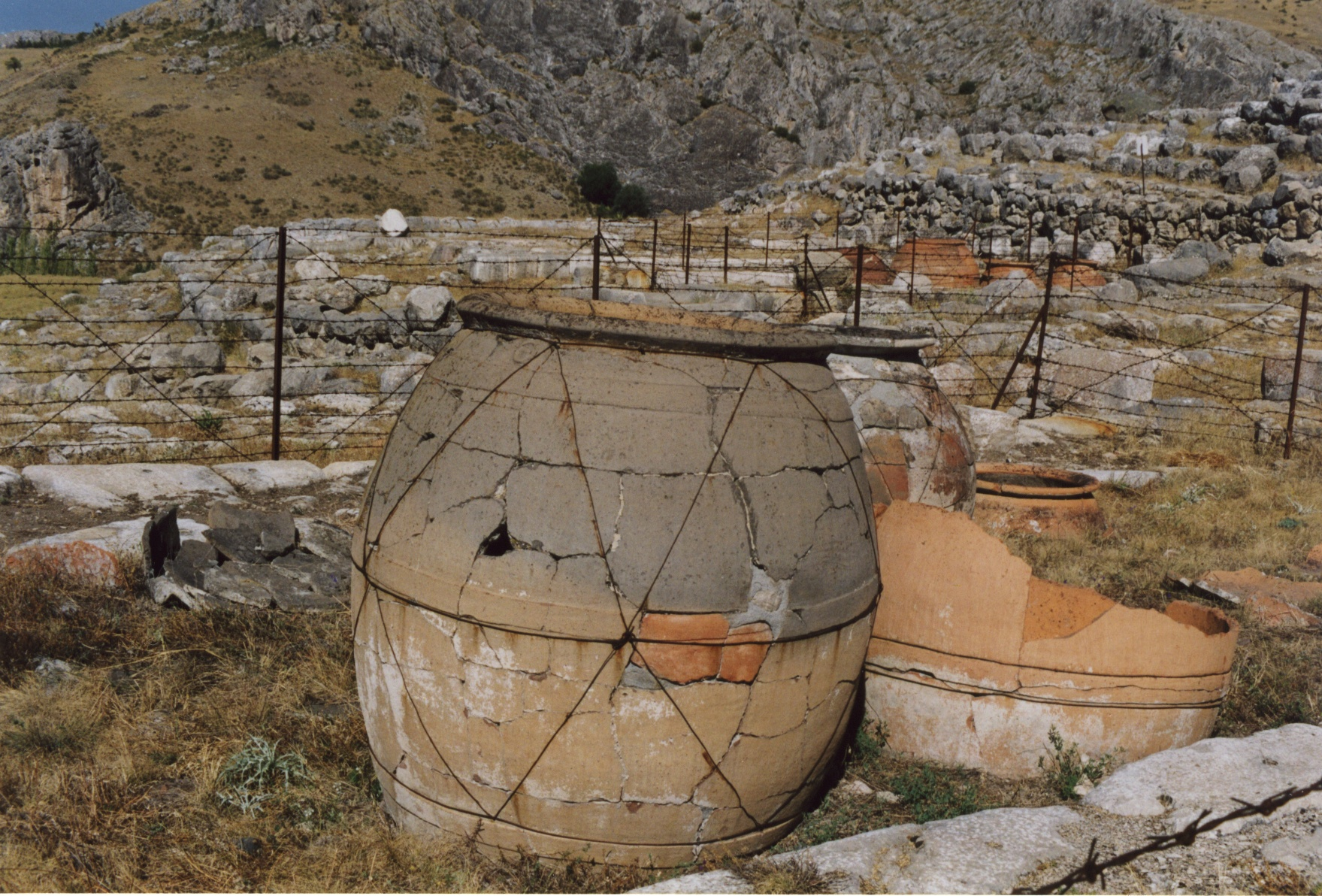
Jarres de stockage conservées dans les ruines de magasins du Grand Temple de Hattusa.

L'activité économique des palais royaux et provinciaux était prise en charge par les intendants (sumérogramme AGRIG). Ils percevaient les redevances, organisaient les corvées, s'occupaient des terres gérées directement, distribuaient les rations d'entretien au personnel du palais et les produits nécessaire au culte, notamment pour les grandes fêtes. L'aspect majeur de leur fonction était donc la gestion des entrepôts royaux (É.NA4KIŠIB, littéralement « maison du sceau ») disséminés un peu partout dans le royaume qui faisaient partie d'un vaste réseau de redistribution dominé par les entrepôts de la capitale. On y stockait des produits alimentaires mais aussi les armes et le reste de l'équipement militaire. À côté des intendants, on trouvait d'autres administrateurs : le responsable des caves royales, qui s'occupait des caves à vin du palais, dont une grande partie du contenu est destinée aux besoins du culte ; le chef des bergers, qui gérait les troupeaux du roi. Des installations de stockage ont été retrouvées lors des fouilles de divers sites hittites, les rez-de-chaussée des palais servant en général de magasins et de bureaux administratifs, ainsi que plusieurs des bâtiments entourant le Grand Temple de Hattusa. Dans cette dernière, plusieurs importants silos à grain ont également été mis au jour, dont la capacité a été estimée à 8 000 tonnes, soit de quoi nourrir à peu près 40000 personnes.

### Droit et justice
« § 1 : Si quelqu’un tue un homme ou une femme dans une querelle, il l’apportera et donnera 4 personnes, homme ou femme. § 2 : Si quelqu’un tue un esclave ou une esclave, il l’apportera et donnera 2 personnes, homme ou femme.
§ 7 : Si quelqu’un aveugle un homme libre ou lui fait tomber une dent, on donnait jadis une mine d’argent : maintenant on en donnera 20 (variante : 10) sicles d’argent. 
Version tardive : Si quelqu’un aveugle un homme libre dans une querelle, il donnera une mine d’argent ; si sa main (seule) est coupable, il donnera 20 sicles d’argent.
§ 74 : Si quelqu’un brise la corne ou la patte d’un bœuf, il prendra l’animal en question pour lui et donnera au propriétaire du bœuf un bon bœuf. Si le propriétaire du bœuf dit : « Je veux prendre pour moi mon propre bœuf », il prendra son bœuf et (l’autre) lui donnera 2 sicles d’argent.
Le droit hittite est documenté par des sources de nature diverse, mais assez peu nombreuses sur le droit interne : des édits royaux comme l'Édit de Télipinu réglementant la succession royale, des instructions à des agents du royaume (gouverneurs, administration locale, militaires, prêtres) contiennent des obligations liées à leur fonction et des menaces de sanctions, des textes enregistrent des donations de terres par le roi, quelques minutes de procès rapportent uniquement des témoignages, et surtout les Lois hittites qui compilent des sentences judiciaires. Manquent donc des textes documentant le déroulement complet de procès comme il s'en trouve en Syrie et en Mésopotamie contemporaines. Le droit international est mieux documenté, grâce aux traités, édits et lettres renseignant sur les rapports des rois hittites avec leurs vassaux et leurs égaux (voir plus bas).
Les Lois hittites sont donc la source principale d'information sur le droit de ce royaume. Connues par plusieurs fragments, elles ont été rédigées, compilées, remaniées et recopiées durant toute l'histoire du royaume. La version la plus courante a sans doute été mise au point sous le règne de Télipinu, donc vers la fin de l'Ancien royaume, même si elle est déjà composite car elle reprend des sentences de périodes différentes répondant à des logiques pouvant évoluer, notamment sur les peines prescrites. À l'époque du Nouvel Empire, une révision est réalisée, la « version parallèle tardive ». Le nom de « lois » est aussi impropre pour désigner ce texte que celui de « code » l'est pour le Code de Hammurabi : dans les deux cas il s'agit de recueils de sentences mises par écrit sans doute pour servir de sorte de traité juridique pouvant être consulté par des autorités judiciaires pour rendre des verdicts. Le texte comprend plusieurs sentences qui ont été divisées en 200 lois par les traducteurs contemporains, occupant deux tablettes et arrangées par thèmes. Les lois concernent ainsi les cas d'homicides, de blessures, d'enlèvements, de fuites d'esclaves, et ensuite le droit familial, les cas de vol, les litiges liés à des propriétés (en particulier dans l'agriculture), les prix, les actes rituels, les offenses sexuelles, l'apprentissage, entre autres.
Les autorités judiciaires étaient les membres de l'administration : le roi était l'autorité suprême, présidant la cour de justice royale qui traitait les affaires les plus importantes, celles impliquant les membres de la famille royale et les plus grands dignitaires, ainsi que les cas de crimes graves (trahison, sorcellerie, bestialité, etc.) ; les gouverneurs, maires et autres administrateurs locaux ainsi que les Anciens des communautés villageoises siégeant en conseil pouvaient rendre des jugements. Un dignitaire spécifique, le nakkes (sumérogramme DUGUD), présidait également des cours de justice, supplantant apparemment les Anciens.
Le déroulement de la procédure judiciaire est mal connu en l'absence de comptes rendus de procès. Il est évident que la sentence devait être rendue après l'étude de preuves solides, en premier lieu des témoignages faits sous serment, et sans doute aussi avec des preuves matérielles (notamment les tablettes scellées pour les litiges concernant des contrats) ; la preuve de l'innocence ou de la culpabilité d'une personne pouvait aussi être apportée par la pratique de l'ordalie, jugement divin qui prenait la forme d'une épreuve dans une rivière. La peine de mort était appliquée pour les délits considérés comme les plus graves, en premier lieu l'homicide, mais le chef de la famille de la victime pouvait choisir de préférer une compensation financière. La condamnation à mort pouvait toucher surtout ceux qui ont commis un acte les rendant « impurs » (sorcellerie, viol, certains cas de bestialité, inceste, adultère) ou menaçant la pureté du roi, ainsi que ceux qui avaient commis un acte de trahison envers le monarque ; en général c'était ce dernier qui devait trancher en dernier ressort pour savoir si oui ou non le fautif allait être exécuté, les lois ne prévoyant pas cette sanction de façon automatique. Le bannissement pouvait aussi sanctionner les personnes impures. Les peines de mutilation étaient rares. Les Lois hittites semblaient en fait témoigner d'une tendance à la modération des peines, avec l'augmentation des cas de peines pécuniaires dans lesquels l'infraction était compensée par un versement d'argent à la personne lésée, qui constituaient la majorité des sanctions.

## Relations extérieures

### La sphère de domination hittite: vassaux, vice-rois et traités de vassalité

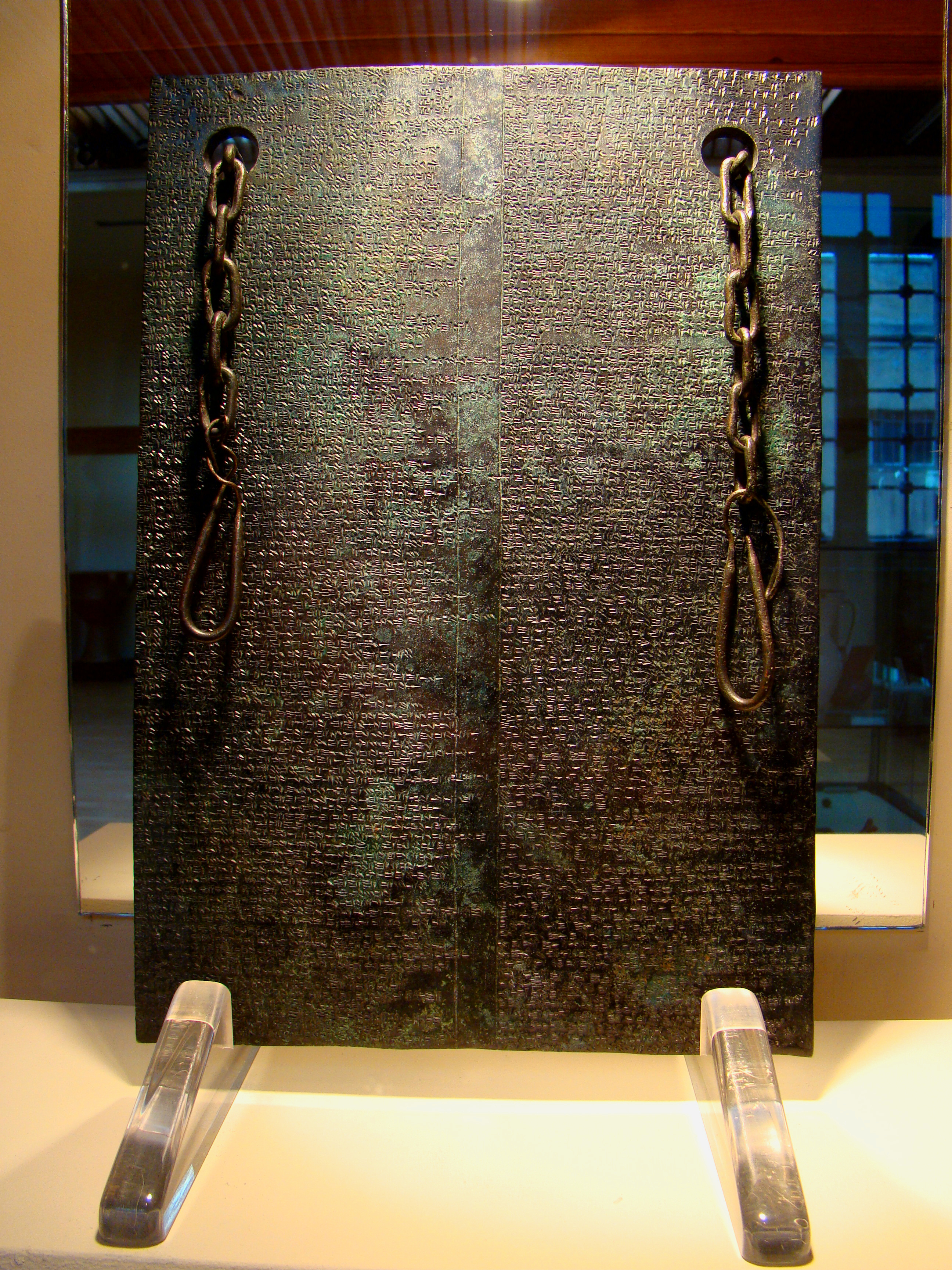
Tablette en bronze sur laquelle est inscrit le traité de paix entre Tudhaliya IV et son cousin Kurunta de Tarhuntassa,, seul exemplaire de traité inscrit sur une tablette en métal qui ait été retrouvé, Musée des civilisations anatoliennes d'Ankara.

La Syrie à l'époque de la domination hittite.

Au-delà des pays hittites administrés directement, se trouvaient des royaumes soumis au roi hittite mais disposant de leur propre administration. Leur souverain devait être approuvé par son suzerain et ce dernier se réservait le droit d'intervenir dans certaines de ses affaires même si sur la plupart des sujets les vassaux disposaient d'une autonomie large. En Anatolie, les principaux royaumes vassaux étaient les pays d'Arzawa (Mira-Kuwaliya, Hapalla, le Pays de la rivière Seha), Wilusa et Lukka (la Lycie) à l'ouest, le Kizzuwatna et Tarhuntassa au sud, Hayasa-Azzi et Isuwa à l'est, et durant certaines périodes des groupes gasgas au nord. En Syrie, plusieurs royaumes ont été soumis après Suppiluliuma Ier : Alep, Karkemish, Ugarit, Alalakh, Emar, Nuhasse, Qadesh, l'Amurru et le Mittani pour les principaux. Parmi ces royaumes, certains disposaient d'un statut particulier car ils étaient dirigés par des princes issus de la dynastie royale hittite auxquels ils avaient été confiés en apanage : Alep, Karkemish et Tarhuntassa où se constituaient des dynasties collatérales, et d'autres ponctuellement comme Hakpis qui a été confiée à Hattusili III avant qu'il ne prenne le pouvoir. La dynastie hittite de Karkemish jouait un rôle particulier durant les derniers temps de l'empire car son souverain intervenait dans les affaires des autres vassaux syriens pour régler des litiges, tâche qui incombait normalement au Grand roi hittite mais qui était déléguée à ces « vice-rois » pour alléger sa charge. Les relations entre les rois et vice-rois hittites et leurs vassaux transparaît bien dans les archives mises au jour à Ugarit et Emar. Les autorités hittites avaient à régler des litiges entre leurs vassaux pour assurer la paix et la cohésion en Syrie (problèmes frontaliers, matrimoniaux, commerciaux), fixer le tribut, et aussi à assurer la surveillance des menaces extérieures potentielles. Plusieurs édits étaient émis ponctuellement pour régler ce type d'affaires. Les textes d'Ugarit et d'Emar font apparaître d'autres représentants du pouvoir hittite dépêchés auprès des vassaux, qui faisaient partie du groupe des « Fils du roi », l'élite hittite.
Pour formaliser leurs relations avec leurs vassaux, les Hittites avaient l'habitude de passer des traités (lingais- et ishiul- en hittite, RIKSU/RIKILTU et MAMĪTU en akkadien) et de les mettre par écrit, suivant un principe similaire à celui des instructions destinées aux serviteurs du royaume. Plusieurs dizaines ont été retrouvés à Hattusa, dans la zone du palais ou du grand temple où ils étaient déposés auprès des divinités qui en étaient les garantes. Ils suivent un plan stable durant la période impériale. Un préambule introductif présentant les deux parties contractantes, suivi d'un prologue historique reconstituant les relations passées entre elles et justifiant l'accord de vassalité. Ensuite viennent les stipulations des obligations du vassal, en général l'exigence de loyauté envers le roi hittite, l'obligation d'extrader les personnes ayant fui le Hatti, parfois la fixation du tribut à verser, certaines obligations militaires (participer à des campagnes aux côtés du suzerain, héberger des garnisons hittites) ou le règlement de litiges frontaliers. Les parties finales prescrivent le nombre de copies du traité et parfois la nécessité de le faire rédiger sur des tablettes en métal (argent, bronze) et les lieux où ils devaient être déposés (palais et temples), puis listent les divinités garantes de l'accord, et enfin les derniers mots sont des malédictions à l'encontre du vassal qui enfreindrait le traité. Certains vassaux disposaient d'un statut honorifique plus élevé que les autres, et passaient des traités dits kuirwana qui formellement ont l'aspect de traités paritaires, car ils étaient descendants de royaumes qui ont été par le passé des égaux du Hatti : le Kizzuwatna avant son incorporation au royaume, et le Mittani.

### Le roi hittite et ses «frères»

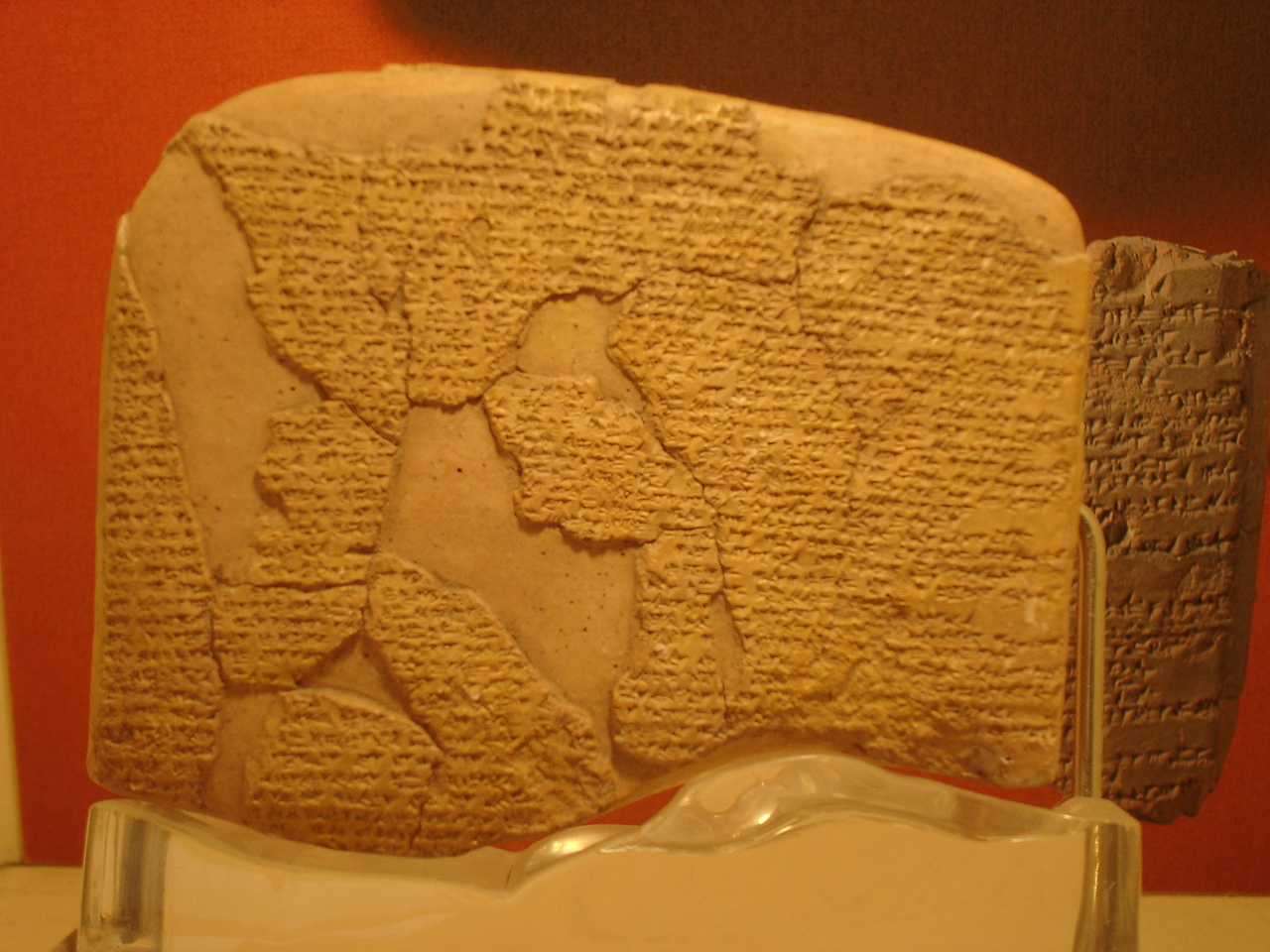
Fragment de la version hittite du traité de fraternité entre Hattusili III et Ramsès II retrouvée à Hattusa, Musée archéologique d'Istanbul.

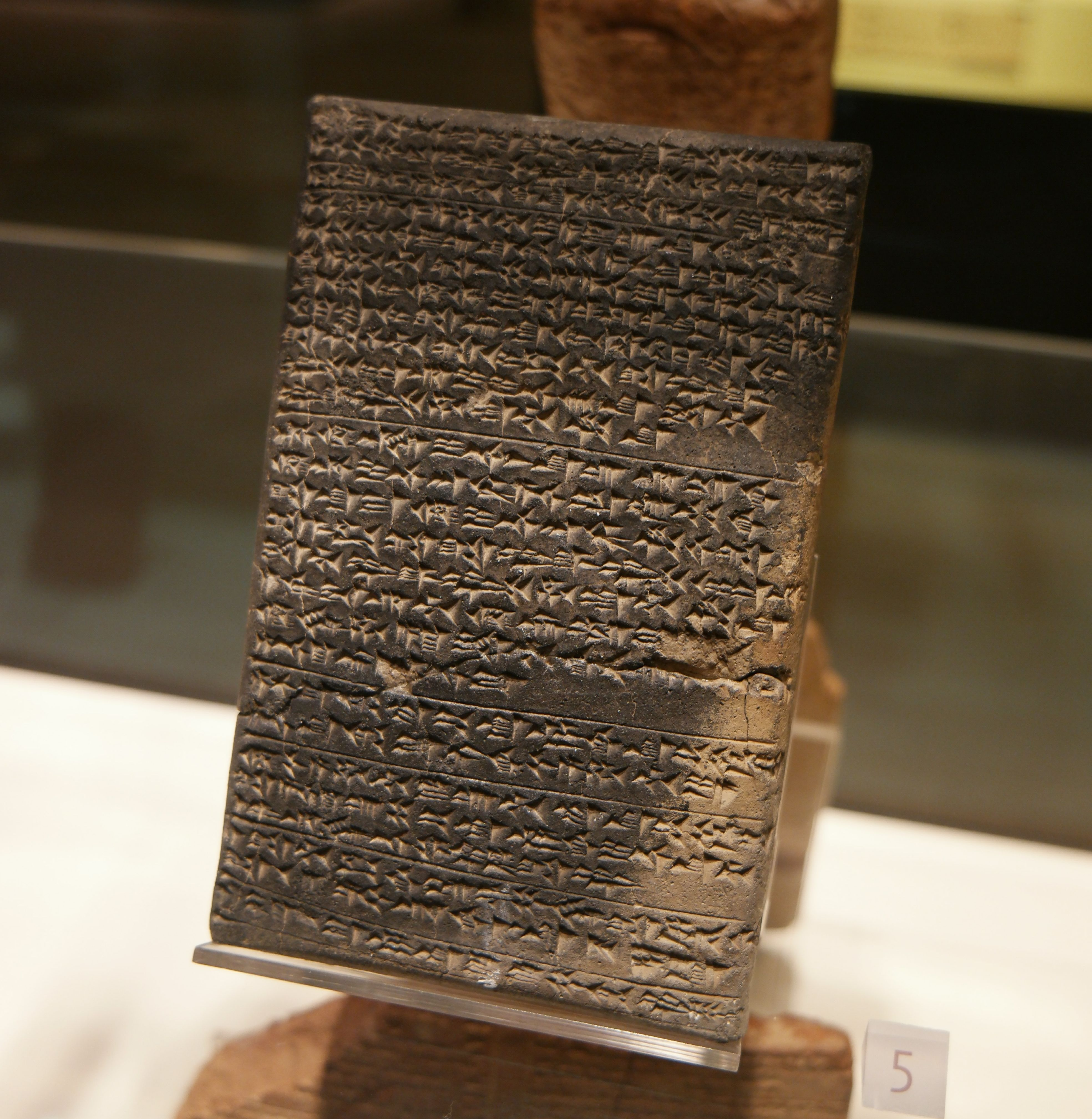
Lettre adressée par la reine égyptienne Néfertari à la reine hittite Puduhepa. Musée des civilisations anatoliennes.

Depuis les temps d'Anitta et de Hattusili Ier, les rois hittites prenaient et se voyaient reconnaître le titre de « Grand roi » (šarru rābu en akkadien babylonien, la langue diplomatique de l'époque), qui les plaçait dans le « club » très fermé des grandes puissances qui dominaient le concert international du Moyen-Orient. Ce rang était reconnu en principe aux rois qui n'avaient pas de suzerain, disposaient d'une puissante armée et de nombreux vassaux, et se reconnaissaient mutuellement comme « frères » (sauf quand leurs relations tournaient particulièrement mal). C'étaient en plus du roi hittite ceux de Babylone, d'Égypte et suivant les époques ceux d'Alep, du Mittani, d'Assyrie, d'Alashiya (en dépit de leur faible puissance) et peut-être d'Ahhiyawa.
Les pratiques diplomatiques entre les grands rois de la seconde moitié du IIe millénaire sont connues par les lettres d'Amarna exhumées dans les ruines de l'ancienne capitale du pharaon Akhenaton, et la correspondance de plusieurs rois hittites mise au jour à Hattusa. Ils s'échangeaient des messages apportés par des « messagers-ambassadeurs », car il n'existait pas d'ambassades permanentes même si certains envoyés pouvaient être spécialisés dans les relations avec une cour spécifique et y rester plusieurs mois voire des années. Ces missives étaient accompagnées en général par des cadeaux qui s'échangeaient suivant un principe de don/contre-don. Si les messages pouvaient concerner des affaires politiques, beaucoup traitaient des relations entre les souverains pour elles-mêmes, qui étaient l'objet de tensions liées au prestige qu'ils pouvaient en retirer, notamment sur la somptuosité et la valeur des cadeaux reçus et envoyés, mais aussi sur les alliances matrimoniales qui liaient les cours entre elles. Les rois hittites ont épousé à plusieurs reprises des princesses babyloniennes, car ils étaient liés de longue date avec la dynastie kassite qui dirigeait alors le royaume mésopotamien. Hattusili III a quant à lui envoyé deux de ses filles épouser Ramsès II. Cela renforçait les liens entre cours et faisait l'objet de longues négociations. Les traités internationaux paritaires conclus entre grands rois faisaient également l'objet de tractations poussées, le seul cas qui soit bien connu étant celui du traité entre Hattusili III et Ramsès II.

### La guerre et l'armée chez les Hittites

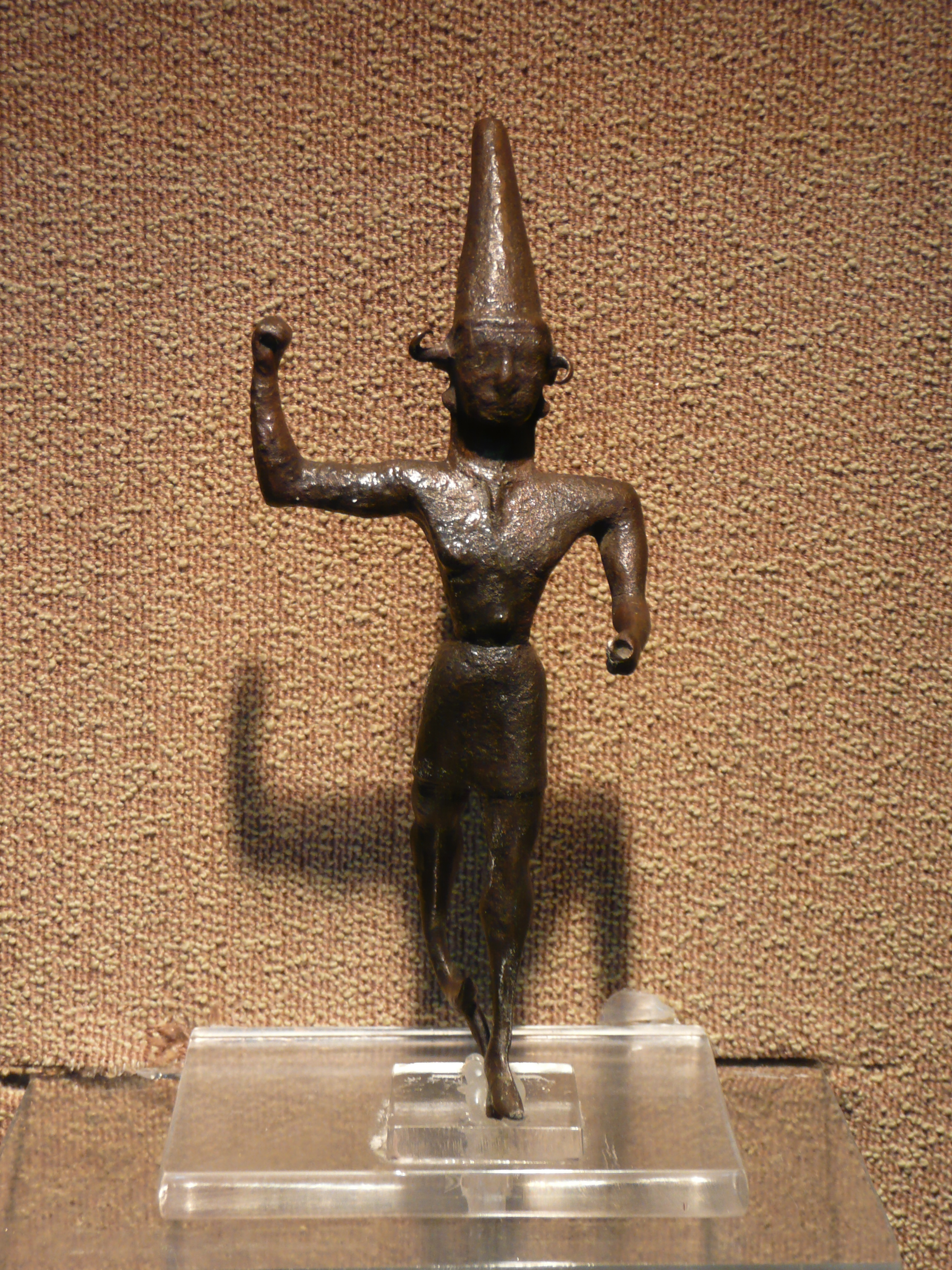
Statuette d'une divinité en position guerrière, Musée des civilisations anatoliennes d'Ankara.

La guerre était extrêmement présente durant l'histoire hittite, à tel point qu'il est difficile de trouver une idéologie de la paix dans les textes. L'état idéal semble être celui de l'absence de conflits internes au royaume et spécifiquement à la cour royale, potentiellement très déstabilisateurs et destructeurs, plutôt que d'affrontements avec des ennemis extérieurs qui semblaient normaux. L'affrontement guerrier était vu comme le moment d'un jugement divin (ou ordalie), celui qui triomphait voyant la preuve qu'il avait les puissances divines de son côté. Un texte décrivait un rituel à accomplir avant une campagne pour la faire débuter sous de bons auspices. Du reste, le roi hittite ne se présentait jamais comme l'instigateur des conflits, mais toujours comme l'agressé, qui devait réagir pour rétablir l'ordre. Lorsqu'il était vainqueur et que le conflit était achevé, le roi hittite établissait des relations formelles par la conclusion d'un traité écrit qui était censé garantir la stabilité de la situation, plutôt que de la faire reposer sur la terreur. Cela n'empêchait pas la guerre d'être suivie par des destructions, des pillages et autres spoliations ainsi que des déportations de prisonniers de guerre, et donc d'être un moyen d'accaparer des richesses.

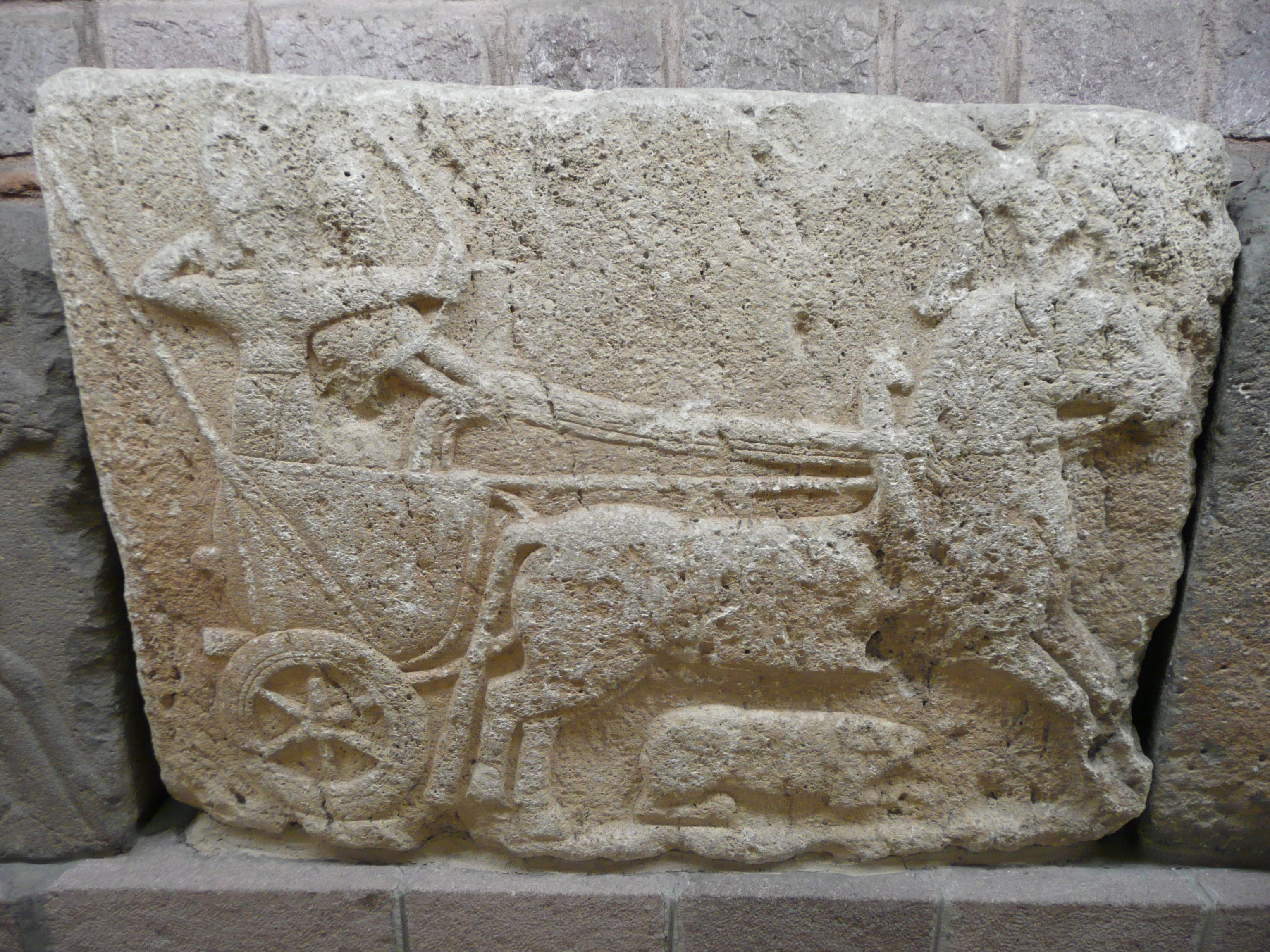
Un char de guerre hittite sur un bas-reliefs de Karkemish représentant une scène de chasse, musée des civilisations anatoliennes d'Ankara.

L'armée hittite était placée sous le commandement suprême du roi, qui était au centre d'un réseau d'informations le renseignant sur tous les fronts militaires actifs et potentiels de son empire, reposant sur les garnisons frontalières ainsi que des pratiques d'espionnage. Il pouvait prendre en personne la tête de ses troupes, ou bien les déléguer à des généraux surtout lorsqu'il y avait plusieurs conflits simultanés. C'étaient de façon privilégiée des princes, en premier lieu les frères du roi (le Chef de la garde royale, les MEŠEDI) ou son fils aîné, des hauts dignitaires comme le Grand échanson et de plus en plus avec le temps les « vice-rois », notamment ceux de Karkemish. Le rang inférieur était composé des chefs des différents corps de troupes (charrerie, cavalerie et infanterie), charges dédoublées entre un Chef de droite et un Chef de gauche. D'autres officiers importants étaient les Chefs de tour de garde et les Superviseurs des hérauts militaires, qui s'occupaient des garnisons militaires, notamment aux frontières, et pouvaient commander des corps de troupes. La hiérarchie militaire descendait ainsi jusqu'aux officiers encadrant les plus petites unités.
Le cœur de l'armée était constitué par des troupes permanentes cantonnées dans des garnisons et entretenues par des rations prélevées dans les magasins d'État, et peut-être aussi par la concession de terres de service. Pour les besoins de certains conflits, des levées de troupes forcées pouvaient être effectuées parmi la population, et les royaumes vassaux devaient fournir des combattants. En plus des textes des instructions aux MEŠEDI et aux Chefs de tour de garde déjà évoquées, on connaît d'autres textes destinés à s'assurer de la compétence et surtout de la loyauté de militaires : des instructions aux officiers visant à s'assurer de la fiabilité de ceux qui encadraient les troupes ; et un rituel de serment militaire que devaient prêter les soldats et leurs officiers lors de leur entrée en fonction, au cours duquel ils juraient fidélité au roi et se voyaient décrire longuement dans un rituel de type analogique les malédictions auxquelles ils s'exposaient en cas de désertion ou de trahison (actes qui étaient de toute manière passibles de la peine de mort).
La majorité des troupes de l'armée hittite étaient des fantassins équipés d'épées courtes, lances et d'arcs ainsi que de boucliers. Contrairement à une opinion répandue, le métal des armes des troupes hittite était le bronze et non le fer. L'infanterie accompagnait les unités d'élite, les chars de combat, connus par les représentations qu'en donnent les descriptions égyptiennes de la bataille de Qadesh au cours de laquelle ils se sont illustrés par leur capacité à mener une offensive rapide. Tirés par deux chevaux, ces chars étaient habituellement montés par un conducteur et un combattant armé d'un arc, mais dans les représentations de Qadesh, ils sont accompagnés par un troisième homme qui porte un bouclier. La cavalerie montée était peu développée, servant sans doute en priorité pour les missions de surveillance et les courriers rapides. Si on suit les textes égyptiens décrivant la bataille de Qadesh, les troupes hittites mobilisées à ce moment qui est l'apogée de l'empire s'élèveraient à 47 000 soldats et 7 000 chevaux en comptant les troupes des vassaux. Néanmoins la fiabilité de ces données a été mise en doute. Durant la dernière phase de l'empire, les rois hittites pouvaient également mobiliser des forces navales conséquentes, notamment pour l'invasion d'Alashiya/Chypre, grâce aux bateaux de leurs vassaux du littoral comme le royaume d'Ugarit.

## Populations et activités

### Peuples et langues de l'Anatolie duIIemillénaire av. J.-C.
L'Anatolie du IIe millénaire était peuplée par des groupes ethniques d'origines distinctes. L'application de la notion d'ethnie à cette période reculée n'est pas sans poser problème puisqu'elle est absente des textes antiques, qui définissent généralement les peuples en fonction de la région où ils vivent. Les peuples des autres régions du Moyen-Orient connaissaient « nos » Hittites comme les gens du Hatti, ou plus précisément de Hattusa. Cela doit comprendre plus que des gens qui sont considérés comme Hittites dans la littérature contemporaine, qui applique en gros le principe suivant lequel les peuples se différencient par leur langue. Les Hittites sont donc au sens restreint ceux qui parlent la langue que l'on qualifie de hittite, mais que les anciens appelaient nesili, « langue de Nesa », les Louvites sont les gens parlant luwili, « langue du Luwiya », les Hattis sont ceux parlant hattili, « langue du Hatti ».
La situation ethnique de l'Anatolie du IIe millénaire est le résultat de migrations de populations et de recompositions ethniques complexes et encore mal comprises, et aux yeux modernes elle a tout d'une « mosaïque ethnique ». Il est difficile de déterminer si les peuples que l'on voit dans les textes existaient avant d'avoir migré dans la région ou bien s'ils y sont apparus (phénomène d'ethnogenèse). Le tableau des différents peuples que l'on peut dresser ne reflète pas une réalité statique et il faut toujours considérer l'existence de mélanges entre populations de divers horizons. Plusieurs langues étaient parlées au cœur de l'empire et plus généralement les élites du royaume hittite mêlent des traits culturels hittites, louvites et hourrites. La construction politique qu'est le royaume hittite est de plus en plus vue comme l'élément décisif pour l'émergence d'un peuple que l'on désigne dans la littérature moderne comme les Hittites, qui se définissent avant tout par leur relation vis-à-vis du pouvoir de Hattusa.
Un premier ensemble de populations qui peut être distingué est constitué des locuteurs de langues indo-européennes apparentées faisant partie de la branche dite « anatolienne », considérée comme la première à s'être séparée du reste des langues de cette famille. Ceux dont la langue est la mieux connue, que l'on désigne couramment comme les Hittites, sont plutôt attestés en Anatolie centrale (autour de Kanesh/Nesa) et aussi au Hatti (autour de Hattusa) au début. Les Louvites doivent leur nom au pays du Luwiya qui apparaît dans les textes de l'Ancien royaume et semble situé à l'ouest du Hatti, bien que son contenu géographique soit très vague ; du reste ce terme est peu utilisé. À l'époque du royaume hittite, les Louvites sont dominants dans les pays d'Arzawa, donc dans le sud-ouest anatolien. Ils semblent également nombreux dans le Bas Pays et sur une partie du Kizzuwatna. Leur langue est connue par plusieurs textes cunéiformes et les hiéroglyphes hittites. Les Lukka qui vivent au sud de l'Arzawa dans la future Lycie (qui leur doit manifestement son nom, mais ils ne semblent pas identiques aux Lyciens de l'Antiquité classique) sont sans doute un groupe louvite, sans structures politiques centralisées, à plusieurs reprises dominé par les Hittites mais jamais fermement. Autre peuple apparenté aux Hittites, les Palaïtes, ceux qui parlent la « langue du pays de Pala », situé quelque part au nord-ouest du Hatti durant l'Ancien royaume. Ils disparaissent par la suite sans avoir eu d'influence notable et leur langue n'est connue que par une poignée de textes. En septembre 2023 est annoncée la découverte d'une nouvelle langue indo-européenne sur une tablette provenant de Hattusa, celle du pays de Kalasma (apparemment situé au nord-ouest du Hatti).
Parmi les peuples Indo-Européens de l'Anatolie du IIe millénaire, il faut encore évoquer les Ahhiyawa derrière lesquels il est tentant de voir des Achéens, donc des Grecs qui occupaient alors le monde égéen mycénien et commencent à s'implanter en Anatolie orientale, ainsi que les Phrygiens qui s'installent en Anatolie centrale après la chute du royaume hittite. Leurs langues sont proches et ne font pas partie du groupe anatolien contrairement aux précédentes.
Les peuples ne parlant pas de langue indo-européenne sont tous d'horizons divers si l'on en juge par leurs langues. Les Hattis sont couramment considérés comme le peuple le plus anciennement établi en Anatolie centrale et septentrionale, avant d'être assimilés par les Hittites qui reprennent nombre de leurs traditions, leur capitale Hattusa, leur région (le Hatti), et leur doivent leur nom. Leur langue est un isolat linguistique mal connu car présent dans peu de textes. Ils disparaissent durant les premiers siècles du IIe millénaire. C'est vers cette période qu'apparaît un peuple habitant les montagnes pontiques situées entre le Hatti et la Mer Noire, les Gasgas, dont la langue, probablement non indo-européenne, n'est pas connue, à moins qu'un texte mis au jour à Hattusa ne soit écrit dans ce langage. Au sud, dans l'Anatolie du Sud-Est et la Syrie du Nord, les Hourrites deviennent l'ethnie majoritaire dans le courant de la première moitié du IIe millénaire. Ils ont dirigé le puissant royaume du Mittani, mais sont aussi très présents au Kizzuwatna et jusqu'au Hatti. Leur langue est de type agglutinant, dont le seul parent connu est l'urartéen.

### Catégories sociales
Le sommet de la société hittite était constitué par la famille royale et les hauts dignitaires du royaume, dont la base de la richesse était constituée par les domaines fonciers et les troupeaux les plus vastes obtenus en lien avec l'exercice de leurs fonctions. Pour le reste, la structure sociale du royaume hittite n'est pas bien connue. Une première partie de la population est à ranger dans le groupe des personnes libres (arawa- en hittite). Venaient ensuite les personnes disposant d'un degré de servitude plus ou moins fort vis-à-vis d'une autre personne, qu'ils avaient de naissance, à la suite d'une capture lors d'un conflit, après une dette non payée ou encore par union matrimoniale ou adoption. Il existait apparemment des esclaves au sens propre du terme (désignés par le sumérogramme ÌR/ARAD), qui étaient la propriété d'une autre personne et disposaient du statut social le moins honorable de la société, se voyant infliger par les lois les peines les plus dures. Ils disposaient néanmoins de droits assez larges pour des esclaves d'une société antique : ils pouvaient entrer en propriété de richesses et de certains types de domaines, ou encore épouser une femme libre sans qu'elle ne perde son statut. D'autres statuts de non-libres ou semi-libres dont la nature n'est pas bien comprise sont attestés dans les lois, comme les « bergers » (LÚSIPA.UDU), les « hommes de l'outil/arme » (LÚ GIŠTUKUL, des sortes d'artisans ?), qui étaient astreints à travailler et à verser des corvées et des redevances pour le compte de la couronne et transmettaient leur statut à leur épouse pour une durée de trois ans (ou après trois ans selon une autre interprétation) si celle-ci était libre. Les déportés (NAM.RA) étaient des prisonniers de guerre qui devaient travailler pour les grands dignitaires ou les temples auxquels ils étaient concédés et y effectuaient parfois les tâches les plus ingrates même si leur statut semble supérieur à celui des esclaves. Du reste, dans la rhétorique de l'époque tous les sujets du roi étaient considérés comme ses « serviteurs »/« esclaves » (ces deux notions étant désignées par un seul terme), et le roi comme ses sujets étaient également vus comme les serviteurs/esclaves des dieux.

### Famille et mariage
Si le roi et les hauts dignitaires du royaume avaient plusieurs épouses et concubines et donc une famille très large, les textes juridiques (lois et inventaires de donations de terres) indiquent que les familles hittites étaient plutôt monogames et nucléaires : les parents, des enfants non adultes (deux à quatre souvent) et éventuellement des serviteurs pour les plus aisés.
La famille était formée à la suite d'un mariage contracté entre deux familles et qui faisait l'objet de plusieurs dispositions dans les lois. Les parents (attas annas, « père et mère » dans les textes, et non le père seul comme on l'attendrait dans une société patriarcale) arrangeaient le mariage de leurs enfants, puis procédaient à l'union (hamenk-) qui à ce stade-là relèverait plutôt des « fiançailles ». La famille du promis offrait un cadeau (kusata, souvent traduit maladroitement par « prix de la mariée ») à la famille de la promise. La promesse de mariage pouvait être rompue, à condition que ce cadeau soit restitué au double de sa valeur. L'épouse apportait quant à elle sa dot (iwaru) destinée à rester sa propriété même si son époux en avait la gestion. Le mariage était ensuite réalisé. Le vase retrouvé à Bitik semble représenter une scène de mariage durant laquelle l'époux debout tend une coupe d'une main à sa femme assise tout en la couvrant d'un voile d'une autre main. Une fois l'union consommée, elle était effective. Le divorce était possible à l'initiative des deux parties, et si une femme quittait son mari en lui laissant ses enfants elle avait droit à une compensation financière. En cas d'adultère, la culpabilité était considérée comme étant celle de la femme seule ; son mari pouvait alors décider s'il la mettait à mort ou non, le même sort devant être réservé à l'homme avec qui elle l'avait trompé, à moins que le roi ne les gracie.
Le but de l'union matrimoniale était la procréation, essentielle à la constitution d'une maisonnée (É) digne de ce nom liée par des liens de sang, unité économique et aussi religieuse puisque les descendants sont censés prendre en charge le culte de leurs ancêtres défunts. La préoccupation pour la procréation apparaît dans plusieurs rituels de fertilité et de lutte contre l'impuissance sexuelle, et d'autres ayant lieu après la naissance pour protéger le nouveau-né et sa mère. De ce fait, l'avortement volontaire était sévèrement puni. C'étaient apparemment les fils qui héritaient des propriétés restées dans la famille, la part d'héritage des filles étant leur dot. En cas de mariage stérile ou sans enfant mâle, il était possible d'adopter, mais cette pratique est très mal documentée en dehors de la famille royale et du haut de la société ou des non-libres.

### Campagnes et agriculture

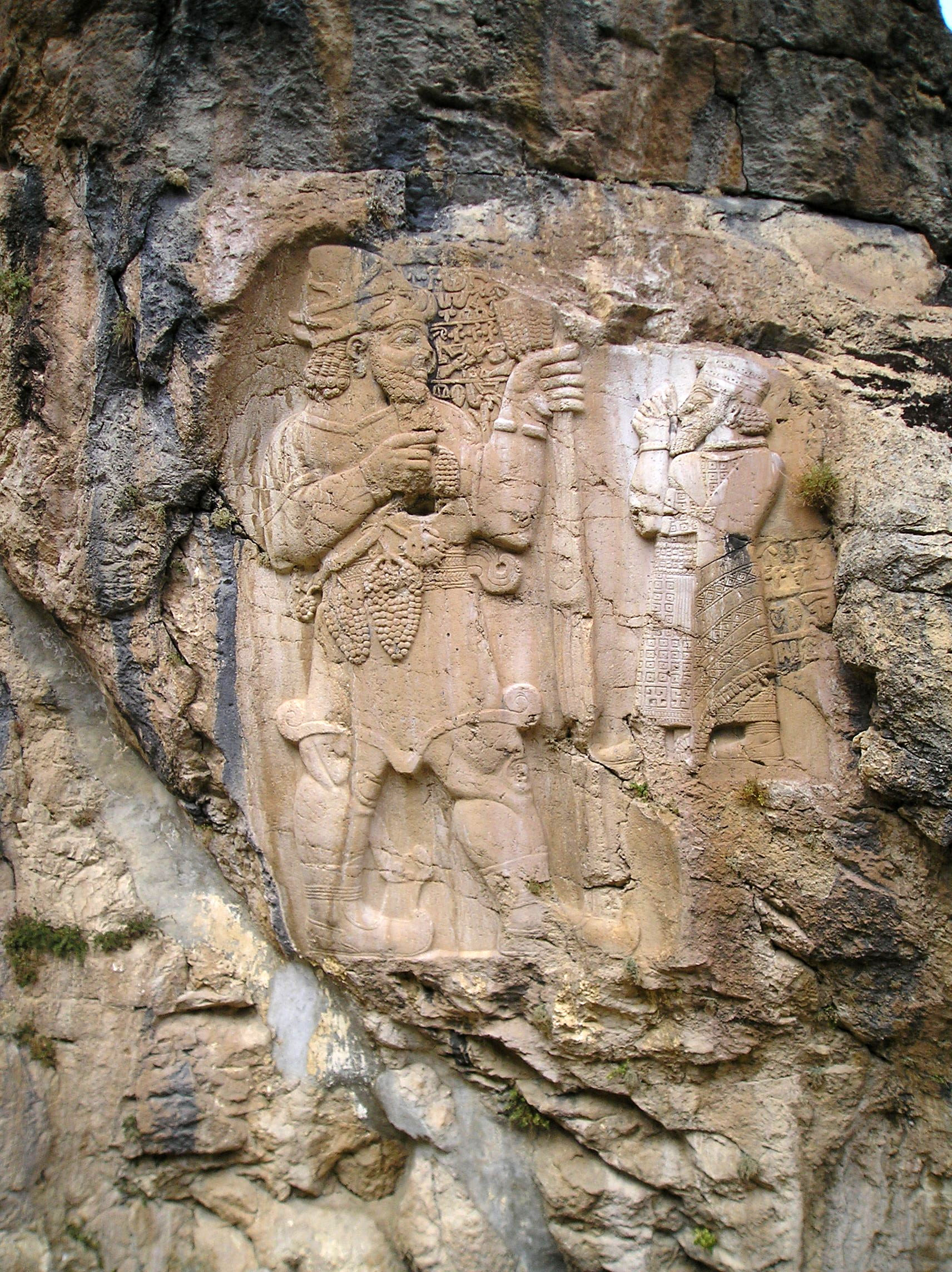
Le roi du Tabal Warpalawa offrant une grappe de raisin, un des produits prisés de l'agriculture de l'Anatolie hittite et néo-hittite, au dieu Tarhunta. Bas-relief rupestre d'Ivriz en Turquie,

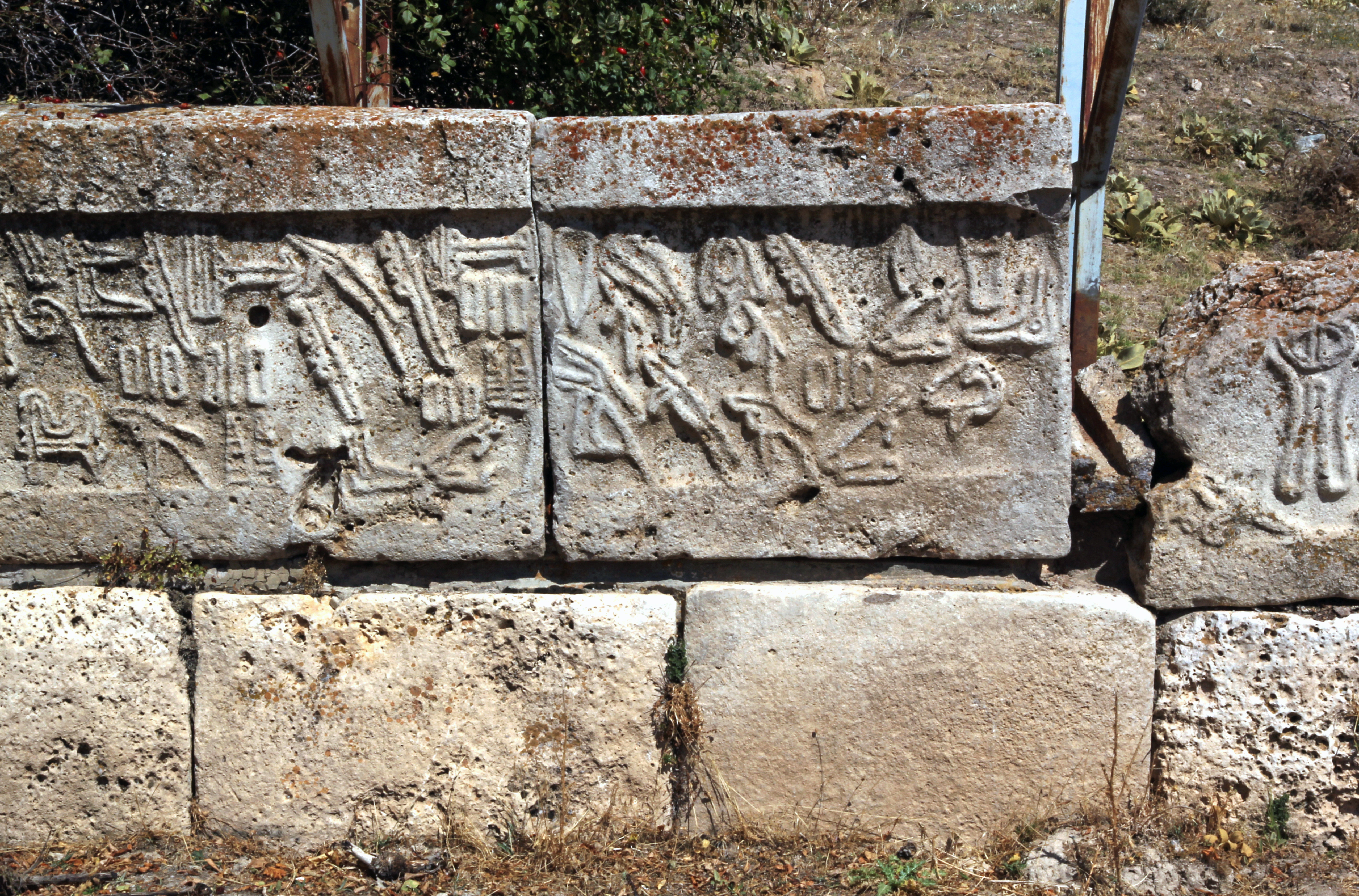
Margelle d'un bassin d'eau, avec une mention de campagne militaire de Tudhaliya IV, Yalburt.

Le climat du plateau de l'Anatolie centrale est marqué par des étés chauds et secs et des hivers particulièrement froids, avec de grandes variations d'une année sur l'autre. En moyenne 500 mm de précipitations tombent chaque année, permettant en principe une agriculture sèche, mais les mauvaises années la situation peut devenir très critique et les disettes et famines ont frappé le royaume hittite à plusieurs reprises. Des aménagements hydrauliques, réservoirs, canaux, barrages (le barrage Karakuyu, Yalburt commande de Tudhaliya IV, Gölpinar près de Alacahoyuk, et Eflatun Pınar), pouvaient être réalisés pour limiter les risques de pénurie d'eau, et les silos publics pouvaient servir en cas de mauvaises récoltes. Les meilleurs espaces pour les cultures étaient les vallées fertiles où pouvaient être cultivées des céréales qui constituaient la base de l'alimentation, et une grande variété de fruits et de légumes, parmi lesquels les cultures de l'olivier et de la vigne étaient importants. Le bétail (moutons, chèvres, porcs, bovins) paissait sur les terres non cultivées, notamment les régions hautes quand le climat le permettait. Les sites archéologiques anatoliens de l'âge du bronze présentent surtout des restes de moutons et de chèvres (50-70 %), et secondairement ceux de bétail et de porcins (15-20 % chacun), le reste étant complété par du gibier (5 % ou moins), proportions qui sont stables depuis la fin du Néolithique. Les lois hittites mentionnent également la pratique de l'apiculture.
Le peuplement des campagnes hittites était constitué de plusieurs villages dont l'aspect est inconnu en l'absence de fouilles et de textes les décrivant. L'unité économique et sociale de base était la famille d'agriculteurs pratiquant la polyculture et l'élevage, telle qu'elle apparaît dans plusieurs textes de donations de terres : constituée d'un couple, de ses enfants et éventuellement de serviteurs, elle disposait de terres à céréales, de quelques arpents de jardins, vergers et vignobles ainsi que quelques têtes de petit voire de gros bétail et des terres de pâture,. Les Lois hittites fournissent plusieurs indications sur la vie des communautés agricoles, notamment les différents litiges qui pouvaient survenir autour du bétail (dégâts, vols), l'achat de terres, l'engagement de travailleurs agricoles. Les villages avaient leur propre autorité, un conseil des « Anciens » (ŠU.GI) qui apparaît dans la résolution de plusieurs cas,.
Les grandes propriétés agricoles étaient celles de la couronne, ainsi que celles des temples et des grands dignitaires qui les recevaient en présent du pouvoir royal. Plusieurs textes de donations royales à des dignitaires (ainsi qu'une confirmation de succession) décrivent de tels domaines, dont les dépendances (familles d'exploitants avec leurs terres et leurs bêtes, mais aussi des artisans) étaient dispersées dans plusieurs régions, sans doute pour éviter une trop forte concentration du pouvoir de leurs possesseurs, surtout s'ils recevaient des exemptions qui dégageait le pouvoir royal de tout contrôle sur leurs exploitants,,. Les terres agricoles fournissaient également la base de la richesse du pouvoir royal par le biais des taxes et corvées qui frappaient leurs exploitants et l'attribution de plusieurs d'entre elles à du personnel administratif, militaire ou religieux en guise de rémunération pour leur service. Il fallait s'assurer de leur mise en valeur. Les déportations de prisonniers de guerre dans des zones peu peuplées servaient ainsi à rééquilibrer l'exploitation des espaces agricoles,.

### Sites urbains

Localisation des principaux sites de l'Anatolie hittite (noms modernes).

Les fouilles archéologiques se sont concentrées sur les sites urbains de la période hittite, qui avaient pour caractéristique d'être protégés par une muraille et de disposer de bâtiments officiels (palais et temples). Historiquement les cités anatoliennes de l'âge du bronze sont formées à partir de centres monumentaux fortifiés servant de lieux de pouvoir de principautés régionales, situées sur des promontoires ou au milieu des plaines, qui s'étaient dotés de villes basses à partir du début du IIe millénaire av. J.-C., période d'expansion de l'habitat urbain. Autour d'eux gravitent un ensemble d'une dizaine à une vingtaine de villages. Après 1600 av. J.-C., la constitution de l'empire hittite conduit à des restructurations, la plupart des sites restant occupés même si certains disparaissent (Kültepe, Acemhöyük). Se produit alors une réorganisation des sites, suivant des principes homogènes, qui semble planifiée par le pouvoir hittite.
Les « villes » hittites ne sont pas des agglomérations impressionnantes, même pour les standards de l'époque, puisque seule Boğazköy/Hattusa atteignait une taille importante (autour de 180 hectares), sans pour autant n'avoir été peuplée sur toute sa surface, les estimations (très approximatives) pour sa population à son apogée allant de 10 000 à 20 000 habitants. Les centres provinciaux connus, nettement plus petits (généralement moins d'une vingtaine d'hectares), devaient abriter au mieux quelques milliers de personnes (peut-être 5 000 à Sarissa). Ces sites étaient généralement situés sur des hauteurs naturelles ou bien surélevés en raison de l'accumulation des constructions des phases antérieures, et semblent avoir fait l'objet d'une forme de planification au moment de leur fondation ou de leur refondation, étant structurés autour de quelques axes de communication et de certains points majeurs. Ils étaient ceints par des murailles, qui sont une caractéristique de l'habitat planifié manifestant l'emprise du pouvoir hittite. Puissantes et remarquablement exécutées, elles utilisent de gros blocs de pierre pour leurs fondations (appareil cyclopéen) ainsi que la technique de la casemate pour avoir des murs larges (8 à 10 mètres), sur lesquels étaient élevés les parties supérieures des murailles, en briques d'argile crues. Elles étaient défendues par des tours disposées tous les vingt mètres environ, ainsi que des bastions, et des portes fortifiées qui permettaient de contrôler l'accès à la ville. Des glacis étaient construits par endroits, ainsi que des poternes dont la fonction reste indéterminée,.

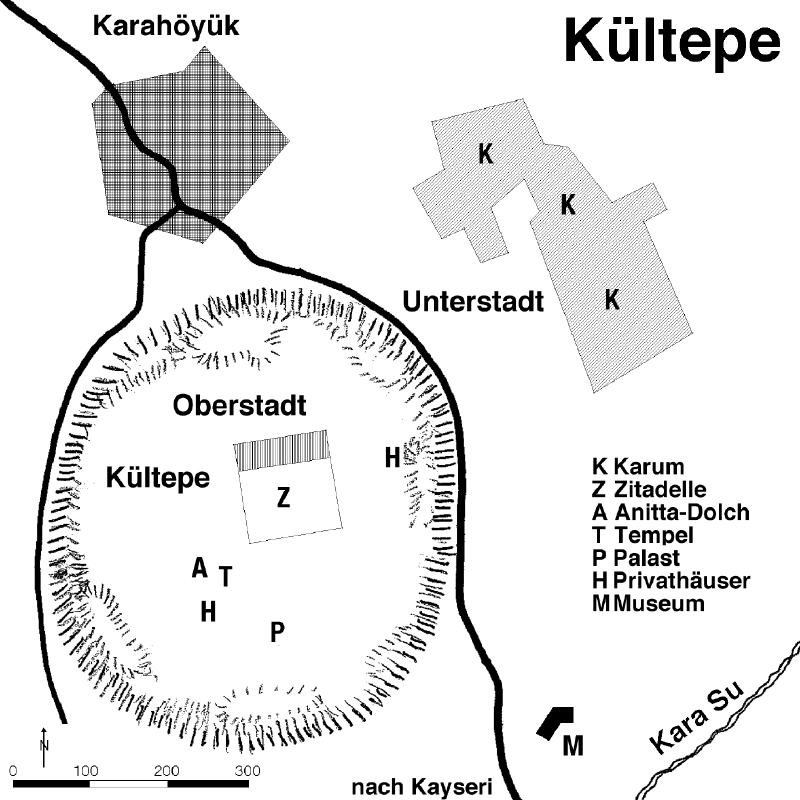
Plan du site de Kültepe (non occupé à l'époque impériale), divisé entre la ville haute de forme circulaire et la ville basse abritant le « comptoir » des marchands assyriens.

Les bâtiments des sites hittites utilisaient la pierre (notamment pour les fondations et la base des murs) ainsi que la brique d'argile (pour l'élévation des murs) comme souvent dans le Proche-Orient ancien, mais se distinguaient par une utilisation abondante du bois pour l'armature. Les rues et les pièces des bâtiments les plus importants pouvaient avoir un pavage en pierre. La période hittite se caractérise par l'apparition de complexes monumentaux imposants sur les grands sites d'Anatolie centrale, dont la conception semble en grande partie suivre des principes déterminés dans la région et non importés d'une autre région. Ils se distinguaient par leur taille et leur plus grand nombre de pièces, et avaient souvent au moins un étage. Les temples sont caractérisés par la présence d'une grande cour centrale à portique autour de laquelle sont disposées les pièces, les palais semblent plutôt fonctionner, à l'image de celui de la capitale, autour de plusieurs bâtiments reliés par des cours à colonnes. Les résidences des gens du commun sont connues sur quelques sites, surtout pour la période des comptoirs assyriens et de l'Ancien royaume (à Kültepe/Kanesh, Alacahöyük et Boğazköy). Les recherches ont mis en avant l'existence d'un modèle caractéristique de maison hittite de l'époque impériale, organisé autour d'une unité rectangulaire composée de deux petites pièces et d'une autre allongée et plus vaste qui sert de vestibule ou d'espace domestique principal, des pièces annexes pouvant s'ajouter à cela et donner naissance à diverses configurations. Ce modèle se substitue à celui des résidences à espace central qui semble avoir dominé aux périodes anciennes. Les maisons avaient sans doute souvent un étage, et un toit en terrasse qui ont disparu avec la ruine des sites. Plusieurs pièces ont montré la présence de foyers fixes ou mobiles pour la cuisine et le chauffage, et des aménagements assuraient l'apport d'eau dans les espaces résidentiels (canalisations en argile cuite, réservoirs). Certains de ces quartiers présentaient une grande densité d'occupation, d'autres en revanche étaient plus aérés. Les entrepôts, notamment ceux destinés au grain, constituaient un autre type de bâtiment courant sur les sites hittites,.

### Activités artisanales
Les « artisans » (LÚEN.ŠU, littéralement « maître de la main », au moins pour ceux exerçant une spécialité reconnue) travaillaient en priorité pour les institutions dont la demande en biens motivait la présence d'une spécialisation poussée des activités : transformation des aliments (minoterie, brasserie, vinification, abattage d'animaux, cuisine, etc.), travail des métaux, de la pierre, de la poterie, du cuir et de la laine, etc. Le statut exact des artisans est débattu car les quelques textes qui les évoquent ne sont pas très explicites. Il s'agissait manifestement d'une catégorie diverse, dans laquelle se trouvait une part notable de semi- ou non-libres et une plus forte part d'étrangers que les autres activités. Les textes de Maşat Höyük et Ortaköy indiquent que les captifs de guerre étaient souvent utilisés pour des tâches dures et jugées comme dégradantes (minoterie). Quel que soit leur statut, leur intégration dans l'administration des palais et des temples les plaçait sous l'autorité de contremaîtres (UGULA) qui devaient eux-mêmes rendre des comptes aux responsables des différents secteurs d'activité de l'institution. Les Lois hittites indiquent aussi que les jeunes se destinant à ce métier entraient en apprentissage auprès d'un artisan confirmé contre rémunération.
L'archéologie documente surtout les poteries, qui connaissent entre l'époque de l'Ancien Empire et celle du Nouvel Empire un processus de standardisation et de massification de la production, qui se fait au détriment de la qualité (céramique plus fruste, abandon des décors). Cela est interprété comme la conséquence d'une plus grande emprise du régime hittite sur la production et la circulation des biens, qui ressortirait également de la présence de marques de potiers sur certains types de vases.
Les objets en métal sont moins présents sur les sites parce qu'ils ont souvent été recyclés durant l'Antiquité, mais ils sont aussi connus par de nombreux textes. La métallurgie s'est développé en Anatolie assez tôt et au début du IIe millénaire elle a atteint un niveau remarquable, et connaît d'importants développements durant la période hittite. L'Anatolie disposait de ressources importantes en minerais (cuivre, fer, argent, or) tandis que des métaux venaient également des vassaux syriens (en particulier l'étain importé d'Afghanistan) et des pays voisins (Alashiya/Chypre pour le cuivre et l’Égypte pour l'or) par le biais du tribut, des présents entre cours ou des échanges commerciaux. Le travail du bronze était de loin le plus répandu. Celui du fer a progressé lentement durant les derniers siècles de l'empire mais est resté à un niveau technique limité, aucune preuve matérielle n'ayant encore attesté une maîtrise du bas fourneau nécessaire à la réduction du minerai de fer (qui n'est prouvée que pour le début du Ier millénaire en Anatolie et en Syrie). Les forgerons (LÚSIMUG ou LÚTIBIRA) étaient couramment spécialisés dans le travail d'un métal, et étaient particulièrement encadrés par les institutions. Des ateliers métallurgiques ont d'ailleurs été identifiés sur plusieurs sites fortifiés, près des palais et des temples (qui étaient aussi les principaux demandeurs). Les métaux circulaient sous forme de lingots avant d'être transformés en objets divers : outils (lames de haches, de herminettes, de forets, de faucilles, etc.) objets rituels, armes, parures, statuettes, etc. Les textes évoquent des métaux de qualités variées, indiquant donc que les procédés métallurgiques pouvaient être plus ou moins complexes, mais ils ne les évoquent que de façon succincte.

### Commerce à longue distance
Les échanges dans l'Anatolie hittite sont mal documentés, les seules circulations de biens correctement connues étant celles qui se faisaient dans le cadre de l'économie royale (entre les différents entrepôts officiels et pour les dépendants accomplissant des services pour le palais) et des échanges de présents entre cours royales (avec les vassaux ou les autres « Grands rois »). Il n'y a rien de comparable aux nombreuses archives des marchands assyriens des XIXe et XVIIIe siècles établis à Kanesh et dans d'autres comptoirs qui faisaient un commerce reposant sur leurs importations d'étoffes et d'étain qu'ils échangeaient contre l'argent et l'or anatoliens en encaissant au passage un profit substantiel. Les Lois hittites évoquent le cas où un marchand serait tué lors d'un de ses déplacements, la communauté du lieu où il était trouvé mort devant compenser son décès. De telles dispositions se retrouvent dans des édits des vice-rois de Karkemish pour les marchands d'Ugarit. Les marchands étaient en effet couramment à la merci de brigands et parfois même des rois des pays traversés qui ne dédaignaient pas de se livrer au pillage de convois à l'occasion. Les marchands qui avaient la charge du commerce international avaient généralement le statut d'agents du roi hittite, de ses vassaux ou de ses alliés et se livraient donc à des opérations pour leur compte, même s'ils pouvaient en entreprendre à titre privé à côté.
Le commerce dans la sphère hittite est surtout documenté par les textes d'Ugarit, un port marchand particulièrement prospère, et donc pour les activités commerciales qui avaient lieu en Syrie. Un autre port important était Ura, situé au sud de l'Anatolie (sans doute à l'emplacement de l'actuelle Silifke), comme nous l'apprennent notamment des décrets pris par les rois hittites interdisant aux marchands d'Ura de s'établir à Ugarit à la basse saison et de prêter de l'argent à des locaux. Le pouvoir hittite veillait manifestement au bon déroulement du commerce en Syrie et le long du littoral syro-anatolien, qui était vital pour deux raisons. D'abord pour se procurer l'étain venant d'Iran (de meilleure qualité que celui extrait en Anatolie) qui transitait par les cités marchandes syriennes, nécessaire à une période où le bronze est le métal le plus forgé. Ensuite pour l'approvisionnement en blé en période critique, qui pouvait être expédié depuis l'Égypte ou la Syrie par bateaux et transitait par Ugarit puis Ura ou d'autres ports de Cilicie,,.

### Médecins
« Médecin » (LÚAZU ou ASÛ en akkadien ; ou « médecin-exorciste », « physicien » au sens vieilli), spécialiste des arts de la guérison, était un métier très respecté à l’Âge du Bronze, qui pouvait s’exercer à l’échelle internationale. Les rois hittites reçoivent des médecins babyloniens, égyptiens, louvites, hourrites. Les médecins sont surtout des hommes, mais il y a aussi des femmes. Il existe une hiérarchie entre plusieurs types de médecins. Le salaire touché était relativement élevé. On sait par exemple qu’un médecin soignant un patient blessé lors d’un assaut pouvait toucher trois sicles d'argent pour ses services (soit l’équivalent d’un mois de salaire pour un travailleur agricole à la période de la moisson). Les médecins travaillant au service du roi devaient gagner encore plus dans la mesure où ils jouissaient d’un grand prestige.
L'activité des médecins impliquait qu’ils puissent lire et écrire, que ce soit pour faire un diagnostic, pour décider des traitements ou dans le cas où le traitement devait être complété par des pratiques magiques consignées dans les textes rituels. Aussi la formation des médecins hittites comprenait-elle peut-être une formation de scribe. Pour soigner un patient, ils avaient recours à des remèdes faits de plantes médicinales, mais ils pouvaient aussi recourir à des pratiques magiques, comme dans le rituel de Pashkuwatti, du nom d'une magicienne d'Arzawa, retrouvé à Hattusa, qui est censé guérir un homme de son impuissance sexuelle ou de son homosexualité. Le médecin pouvait collaborer avec un prêtre, par exemple en cas d'utilisation de la divination et d'un exorcisme pour lutter contre le mal.
Le roi fait également appel à des médecins égyptiens. Ainsi lorsque son cousin Kurunta, roi de Tarhuntassa, est malade, Tudhaliya IV fait appel à des médecins de Ramsès II (CTH 163). Hattusili écrit à Ramsès II pour trouver une solution à la stérilité de sa sœur, la princesse Matanazi, femme de Masturi, le roi du Pays de la rivière Seha. De même, Niqmaddu II, roi d’Ugarit de 1350 à 1315, avait fait appel à des médecins d'Akhenaton. On fait aussi appel à des médecins babyloniens, comme l'indique par exemple une lettre de Muwatalli II à Kadashman-Enlil II, où le roi hittite répond au soupçon du souverain babylonien d’avoir gardé de force un médecin qu’il veut voir rentrer au pays. Muwatalli affirme que ce médecin s’est installé dans le royaume, qu’il a une maison et qu’il s’est marié avec une femme de sa famille. T. Bryce émet l’hypothèse que Muwatalli aurait pu avoir recours à ce médecin pour des problèmes de fertilité : à notre connaissance, Muwatalli est le seul roi hittite qui n'ait pas eu de fils du premier rang (Urhi-Teshub est un fils de deuxième rang). Il ne se serait pas adressé à l’Égypte car les relations entre Hittites et Égyptiens étaient alors très mauvaises. C'est en effet pendant le règne de Muwatalli qu'a lieu la bataille de Qadesh.

## Religion

### Un panthéon foisonnant

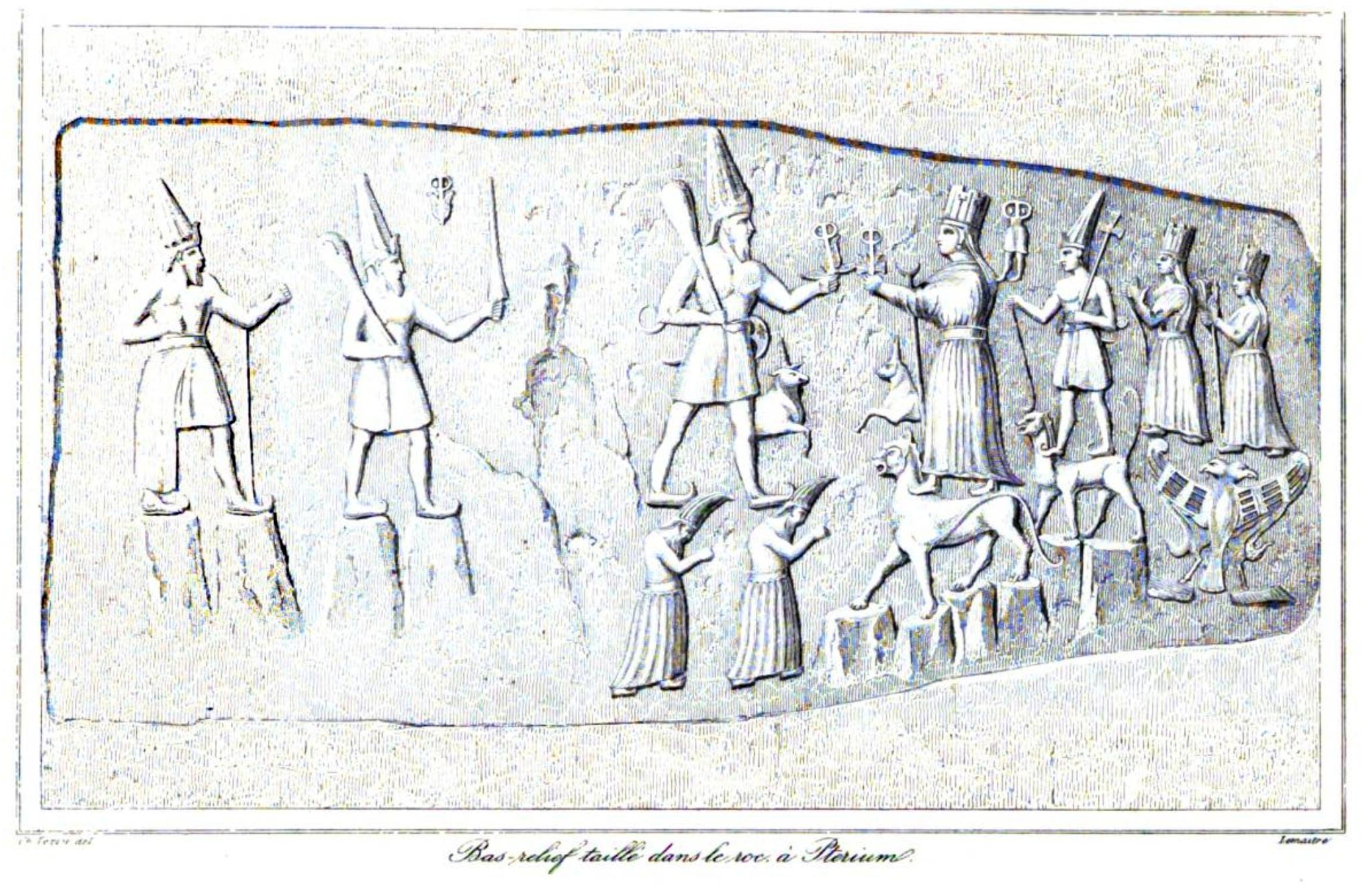
La rencontre de la procession des dieux menés par le Dieu de l'Orage du Hatti/Teshub (à gauche) et la procession des déesses menées par la Déesse-soleil d'Arinna/Hebat (à droite), dessin d'un bas-relief de la Chambre A de Yazılıkaya par Charles Texier.

Les Hittites considéraient les dieux comme étant les maîtres des hommes, dont le seul destin était de les servir en assurant la continuité de leur culte. Les dieux veillaient à ce que les agissements de leurs serviteurs soient conformes à la morale et à la piété, auquel cas ils assuraient leur protection. Il fallait à tout prix que les humains évitent de commettre une faute qui les rende impurs (hurkel), sous peine de devoir procéder à un rituel pour réintégrer la communauté, ou d'être tués dans les cas les plus graves. Les dieux passaient donc pour intervenir régulièrement dans la vie des hommes, notamment comme garants des accords, ou pour décider de l'issue d'une bataille. Les hommes, en premier lieu les rois, pouvaient tenter de comprendre leurs volontés par divers types de procédures divinatoires. Ils sollicitaient leur bienveillance dans des prières, souvent désignées comme arkuwar (terme apparenté au français « argument ») qualifiant un plaidoyer de défense, ou comme mugawar, une invocation directe de la divinité.
Les Hittites se glorifiaient de vivre dans un pays où étaient adorés « mille dieux ». L'étendue et la complexité de leur panthéon sont dues au fait qu'ils considéraient des divinités aux attributs similaires mais vénérées dans des lieux différents comme des divinités différentes, et incorporaient des divinités extérieures sans forcément chercher à les identifier à celles déjà révérées. Comme dans les autres systèmes polythéistes, les configurations varient selon les époques, les règnes, les lieux : il y a donc plusieurs panthéons. Le syncrétisme y était donc très superficiel, malgré la tentative tardive d'uniformisation sous Tudhaliya IV qui s'est caractérisée aussi par une volonté d'« hourritiser » le panthéon en assimilant les vieilles divinités du Hatti à des divinités hourrites,.
Les listes des divinités garantes des traités de paix illustrent les tentatives de mise en ordre officielles de ces nombreuses divinités, classées par fonctions. Les premières divinités invoquées sont les divinités solaires (désignées par le sumérogramme DUTU), avant tout le Dieu-Soleil du Ciel (hatti Istanu), qui était en particulier la divinité de la justice et était très vénéré durant l'Ancien royaume, et son pendant féminin la Déesse-soleil d'Arinna, vieille divinité hatti appelée Wurusemu, qui en dépit de son aspect solaire était aussi une déesse chtonienne (sous la forme de la Déesse-Soleil de la Terre). C'était la grande déesse du royaume hittite, parèdre du Dieu de l'Orage et assimilée à la déesse hourrite Hebat vers la fin de la période impériale. Venait ensuite le groupe des Dieux de l'Orage (désignés par les sumérogrammes DU ou DIM), en premier lieu le Dieu de l'Orage du ciel ou Dieu de l'Orage du Hatti, le grand dieu de la royauté, protecteur du royaume, identifié au hatti Taru, au louvite Tarhunta et au hourrite Teshub. Il était accompagné par d'autres divinités du même type comme le Dieu de l'Orage de Nerik, et celui de Zippalanda (considérés comme les fils des deux grandes divinités du royaume) ou celui d'Alep. Les deux grandes divinités des deux groupes principaux, le Dieu de l'Orage du Hatti et la Déesse-Soleil d'Arinna, étaient considérés comme un couple divin reflétant le couple royal humain et présidant aux destinées du royaume. Ils étaient vénérés en particulier dans le Grand Temple de Hattusa.

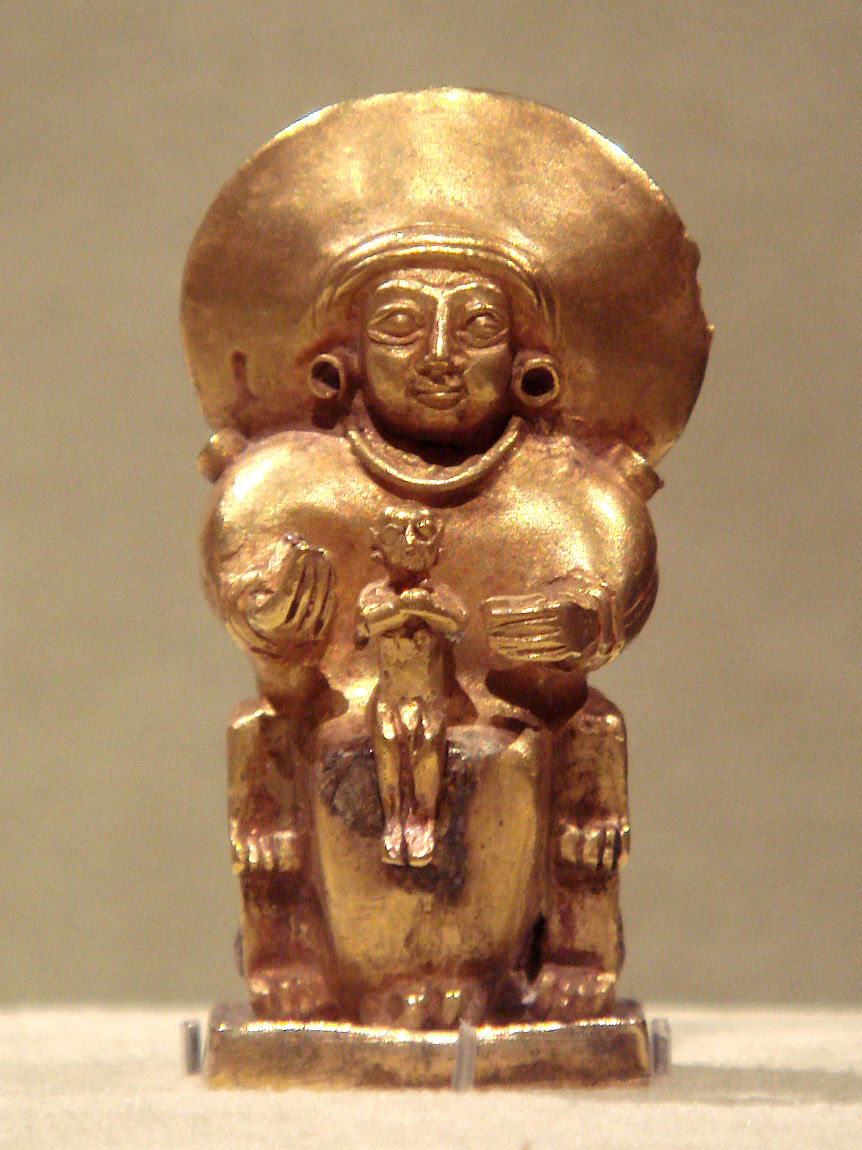
Pendentif en or représentant une déesse avec un enfant sur ses genoux, Metropolitan Museum of Art de New York.

Un autre groupe majeur était celui des divinités protectrices/tutélaires (DLAMMA) généralement représentées par un cerf et qui étaient comme les dieux de l'Orage souvent identifiées par leur lieu d'origine. Les divinités guerrières étaient un autre cercle important. Elles étaient désignées dans les textes par l'akkadogramme ZA.BA4.BA4 (Zababa étant le dieu mésopotamien de la guerre) et avaient pour ancêtre le hatti Wurunkatte (le « Roi du pays »). Parmi les autres divinités majeures se trouvaient certaines d'origine hatti : le dieu agraire Télipinu surtout connu pour le mythe dont il est le protagoniste majeur ; la déesse-trône Halmasuit ; la déesse Inara qui était la patronne de Hattusa aux époques anciennes. La divinité infernale Lelwani était également importante, ainsi que la déesse de la magie Kamrusepa, le Dieu-Lune (hatti Arma, hourrite Shimigi) ou la déesse agraire Kubaba (peut-être l'ancêtre de Cybèle). Une déesse majeure était celle de l'amour et de la guerre, aussi vue comme la planète Vénus, désignée dans les textes par son nom akkadien Ishtar (hourrite Shaushga), elle aussi présente sous diverses manifestations : Ishtar de Samuha, Ishtar de Lawazantiya, Ishtar de Ninive pour les plus importantes. Parmi les autres divinités venues de Syrie et de Mésopotamie se retrouvaient les hourrites Kumarbi et Sarruma, (le fils de Teshub et Hebat), ainsi que la déesse mésopotamienne Ishkhara qui est invoquée dans les serments ou encore le dieu de la sagesse et de la magie Ea.
Les divinités hittites pouvaient être représentées de différentes manières. À la période impériale, elles l'étaient couramment sous forme humaine comme l'attestent les bas-reliefs et des statues en pierre ou métal, dont on sait par un texte d'inventaire d'objets de temples daté du règne de Tudhaliya IV qu'elles servaient à y manifester leur présence. Des statuettes de divinités nous sont parvenues. L'apparence des dieux (habits, couvre-chef, symboles) répondait à des codes précis, permettant de les identifier clairement. Certains dieux pouvaient être représentés par des figures animales, comme le cerf des divinités protectrices, et plusieurs divinités avaient un animal-attribut les symbolisant, par exemple le taureau pour le Dieu de l'Orage. Dans certains lieux de culte, des stèles ou bétyles (huwasi) pouvaient également manifester la présence divine.

### Temples, culte ordinaire et fêtes

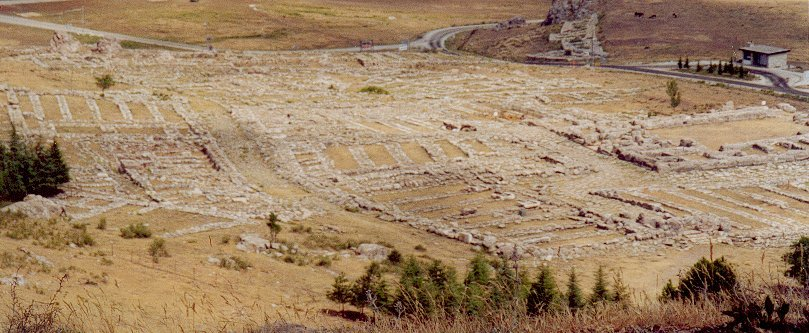
Ruines du Grand Temple (ou Temple 1) de la Ville basse de Hattusa.

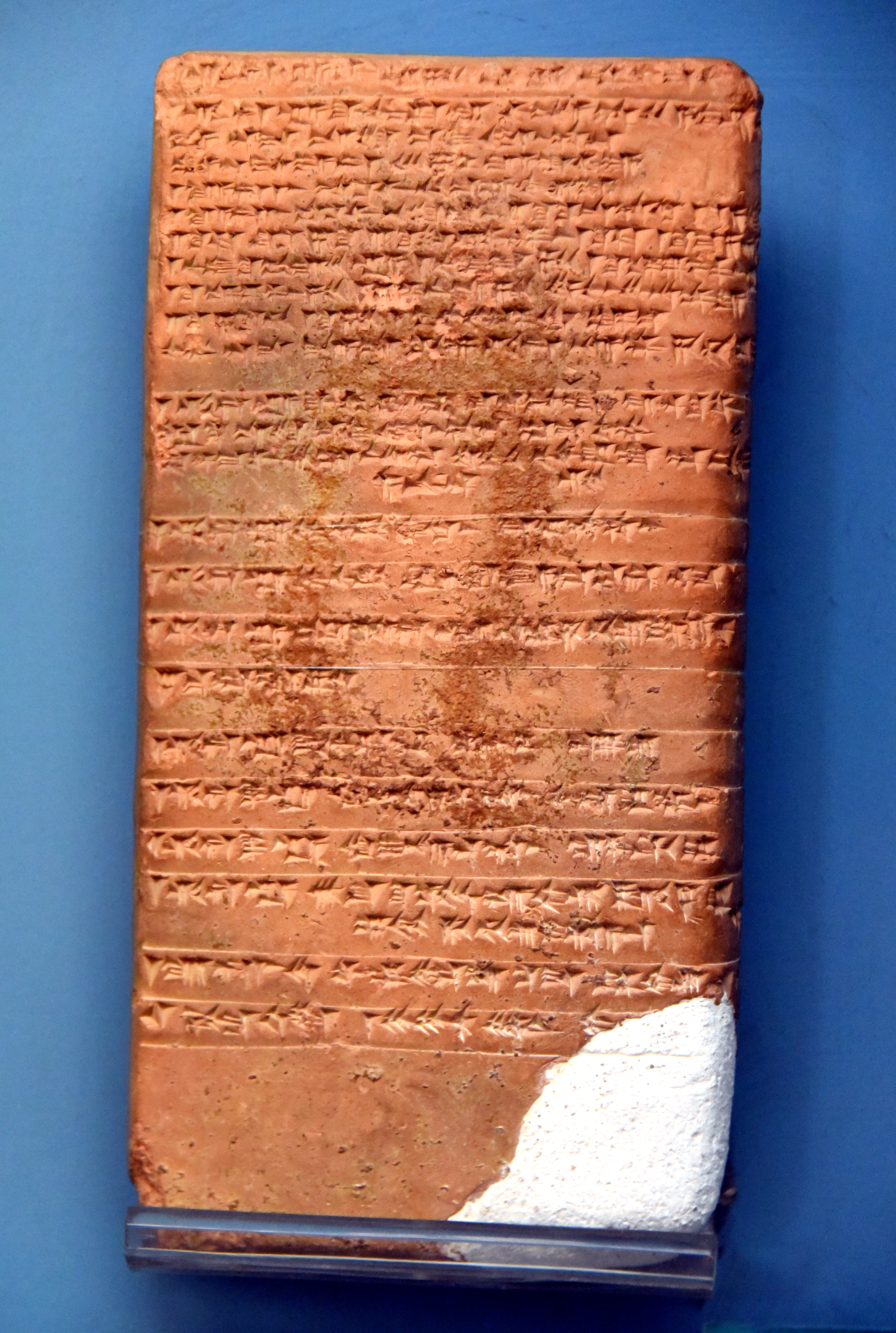
Inventaire d'objets à usage rituels conservés dans des temples. Musée de l'Orient ancien d'Istanbul.

Le culte des divinités du Hatti pouvait avoir lieu dans des sites en plein air, généralement localisés auprès de points d'eau (sources, mares, rivières) et dans des lieux rocheux où ils sont repérables par les bas-reliefs et les constructions qui y ont été réalisées. Les temples, considérés comme des demeures divines à l'image des palais et des maisons privées, étaient les autres lieux de culte majeurs. Ils étaient d'ailleurs tous les trois désignés par le même sumérogramme, É. Les temples sont avant tout connus par les fouilles de Hattusa qui en ont dégagé une trentaine de tailles différentes, en premier lieu le « Grand Temple » (ou Temple 1) dédié au Dieu de l'Orage du Hatti et à la Déesse-soleil d'Arinna (dimensions 64 × 42 mètres). Les autres sont localisés dans la Ville haute et semblent avoir été construits tardivement, au temps de Hattushili III et Tudhaliya IV. D'autres encore ont été dégagés à Sapinuwa et Sarissa. Ils présentent une organisation grossièrement similaire : une cour centrale organisait la circulation vers des pièces disposées sur ses côtés. Un portique ouvrait l'accès vers le « Saint des Saints » (ou cella d'après le terme latin) où résidait la divinité, présente dans sa statue de culte qui faisait l'objet d'un entretien courant, et disposait d'un mobilier et d'objets de culte précieux. Son accès était réservé aux prêtres, au couple royal et à certains hauts dignitaires.
Le personnel du temple pouvait être nombreux dans les plus vastes sanctuaires de la capitale. Il était composé de prêtres masculins désignés par les sumérogrammes SANGA et GUDÚ, et des prêtresses dont les plus importantes étaient les AMA.DINGIR-LIM (littéralement « mère du dieu »). Autour d'eux gravitaient tout un ensemble de personnes impliquées dans le culte, notamment ses aspects matériels : des artisans (charpentiers, orfèvres, tailleurs, etc.) réalisant les objets de la divinité, des cuisiniers et brasseurs pour les mets sacrificiels, des gardiens dans les lieux les plus sacrés comme le Grand Temple de Hattusa, et des scribes pour gérer cette institution complexe, qui disposait en plus de terres agricoles. Ils travaillaient et logeaient dans les bureaux, magasins, résidences et ateliers bâtis sur la vaste terrasse (environ 20 000 m2) au centre de laquelle se trouvait le sanctuaire. Un texte d'Instructions au personnel du temple destiné à ceux qui peuvent pénétrer dans le secteur le plus sacré indique qu'ils devaient tout faire pour préserver la pureté du lieu, ne pas introduire des personnes non autorisées et assurer que la garde soit montée en permanence.

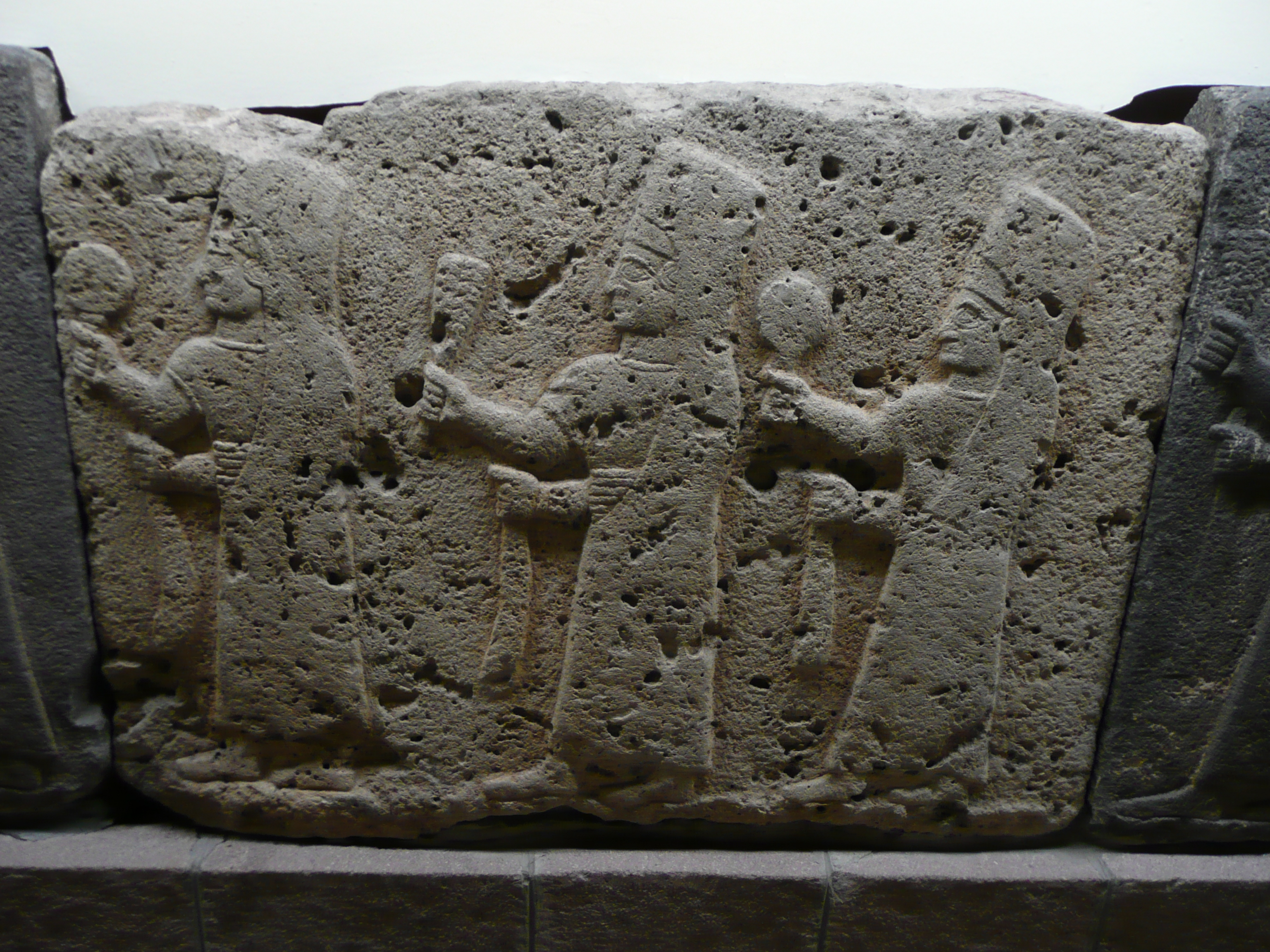
Procession, scène de fête religieuse des bas-reliefs d'Alacahöyük, Musée des civilisations anatoliennes d'Ankara.

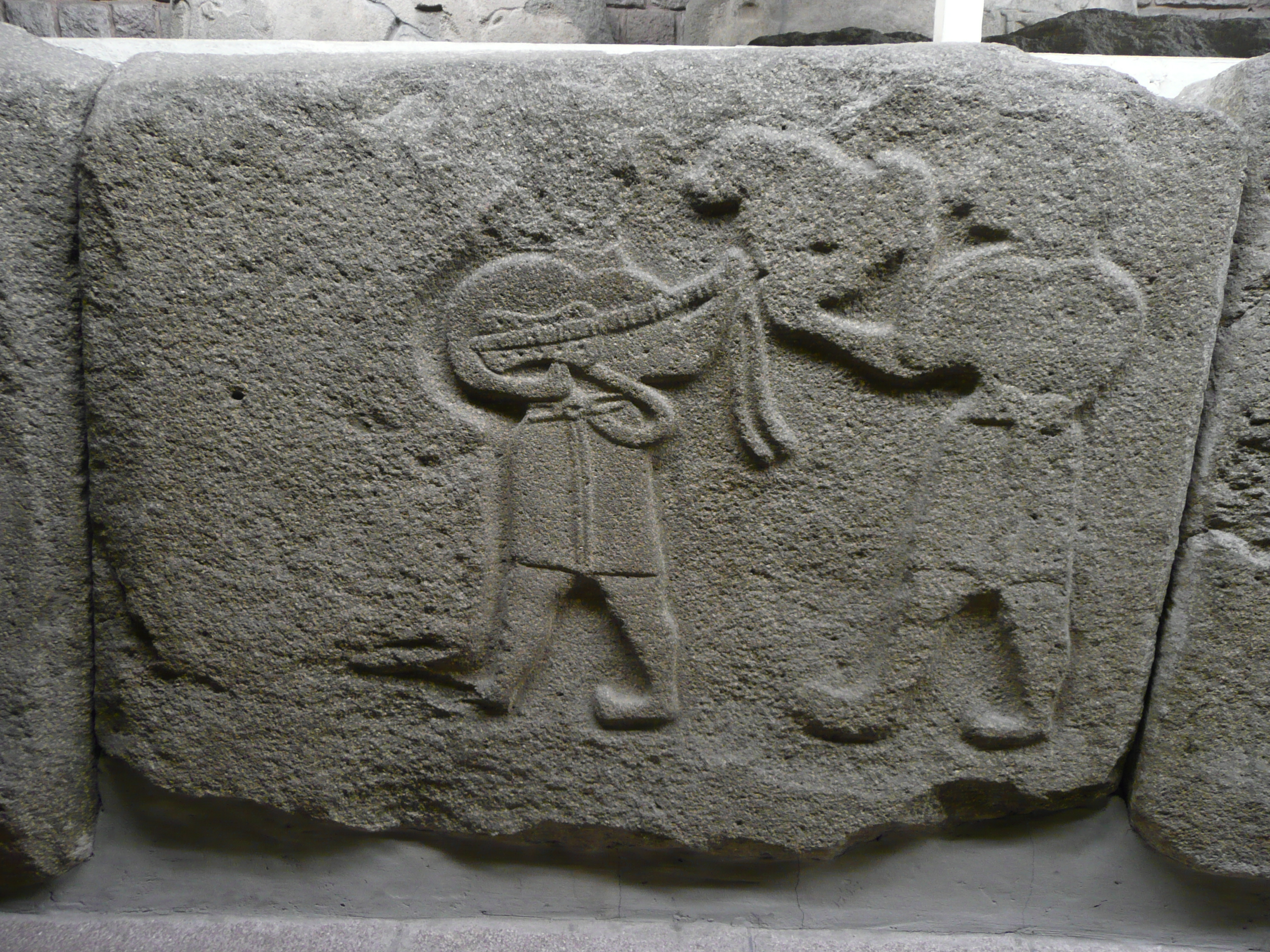
Musiciens, scène de fête religieuse des bas-reliefs d'Alacahöyük, Musée des civilisations anatoliennes d'Ankara.

Le culte ordinaire consistait en des sacrifices destinés à assurer l'entretien quotidien des divinités, puisque tel était le devoir des hommes envers leurs maîtres divins. Ces offrandes étaient avant tout alimentaires : animaux sacrifiés (ovins, bovins), pain, boissons fermentées, etc. Certaines parties revenaient aux dieux, le reste était redistribué parmi le personnel du temple. Des incantations accompagnaient ces sacrifices.
Le culte était marqué par plusieurs grandes fêtes religieuses (EZEN) qui rythmaient l'année liturgique, revenant à des intervalles réguliers pour raffermir le lien entre le monde humain et le monde divin à condition qu'elles soient exécutées au bon moment et suivent un déroulement précis. Généralement ces fêtes étaient liées au cycle de la nature et avaient un caractère agraire très marqué. Elles voyaient le déroulement de plusieurs cérémonies au cours desquelles le roi et d'autres membres importants de la cour jouaient un rôle majeur, et donnaient lieu à d'importantes offrandes dans les temples et des sanctuaires en plein air. Ces rituels étaient accompagnés de chansons, de musique et de danses, et parfois de récitations voire de représentations de mythes. Plusieurs bas-reliefs d'Alacahöyük (l'ancienne Arinna ?) et de sites néo-hittites (Karkemish, Karatepe) représentent de telles célébrations. Les fêtes les plus régulières étaient les Fêtes du mois, qui avaient lieu au début de chaque mois (sans doute lors de la nouvelle lune) et donnaient lieu à la purification des objets de culte permettant de poursuivre le culte divin. Parmi les plus importantes, la Fête du KI.LAM (« portail ») voyait plusieurs rituels être accomplis durant trois jours aux portails de sanctuaires et du palais royal. Certaines duraient plusieurs semaines : la Fête de la hâte (nuntarriyasha) qui avait lieu à l'automne ; la Fête-purulli qui marquait le début de l'année, le retour de la nature et donnait notamment lieu à une récitation de la victoire du Dieu de l'Orage sur le serpent Illuyanka. Une autre grande fête du printemps en lien avec la régénération de la nature était la Fête-AN.TAH.ŠUM, qui durait pendant 38 jours durant lesquels le couple royal se rendait dans les plus grands lieux de culte du royaume : temples de Hattusa, de Zippalanda, Ankuwa, montagne Puskurunuwa, etc.,,,.

### Rituels de magie
De nombreuses tablettes hittites concernent des rituels de type magique, visant à manipuler la réalité en mobilisant et influençant des forces invisibles (dieux et autres). Leur fonction peut être thérapeutique, cathartique voire exorcistique. Ces procédés étaient utilisés dans une grande variété de cas : lors de rites de passage (naissance, passage à l'âge adulte, mort), lors de l'établissement de liens garantis par des forces divines (engagement dans l'armée, accord diplomatique), pour guérir ou expier des maux divers auxquels on attribuait une origine surnaturelle (maladies ou épidémies qui ont pour origine une faute commise, envoûtement dû à la malveillance d'un sorcier ou plus souvent d'une sorcière, mais aussi les querelles dans un couple, l'impuissance sexuelle, une défaite militaire, etc.). Les textes décrivent surtout les pratiques de magie bienveillante, mais quelques passages font également allusion çà et là à l'existence d'une sorcellerie hittite. Celle-ci était prohibée par les Lois hittites, elle est donc pratiquée dans l'ombre. Les rituels magiques mobilisaient plusieurs spécialistes, en premier lieu les « vieilles femmes » (sumérogramme ŠU.GI, hittite hassawa) qui semblent avoir été les experts rituels par excellence, mais aussi des spécialistes de divination complétant leur pratique courante par des rituels magiques, et des médecins-exorcistes (A.ZU, que l'on pourrait traduire par le vieux-français « physicien »). En effet, les pratiques médicales hittites combinaient des remèdes qui aux yeux des modernes relèvent de la médecine « scientifique » à d'autres qui sont d'ordre « magique », la différence n'ayant pas lieu d'être aux yeux des gens de la période antique,.
Les rituels magiques des Hittites pouvaient suivre plusieurs principes :
- L'analogie (ou sympathie), qui consistait en l'utilisation d'objets avec lesquels étaient réalisées des actions symbolisant l'effet que l'on voulait obtenir, tout en récitant des incantations garantissant leur efficacité ; par exemple lors du rituel d'entrée en service des soldats, de la cire était écrasée pour symboliser ce qui arrivait à celui qui ferait défection ; lors du rituel contre l'impuissance sexuelle, l'homme remettait à la ritualiste un fuseau et une quenouille symbolisant la féminité (assimilée à l'impuissance) et celle-ci lui donnait un arc et des flèches symbolisant sa virilité retrouvée.
- Le contact assurait le transfert du mal depuis une personne ou un objet vers un autre objet ou des parties d'un animal sacrifié ; il se faisait par simple toucher ou bien en agitant l'objet censé capter le mal autour de la personne à traiter, ou encore en faisant passer cette dernière entre des parties d'objets ou d'animaux qui constituaient une sorte de portail symbolique qui permettait de dissiper le mal lorsqu'il était franchi.
- La substitution était un procédé qui permettait de remplacer la personne recevant le mal par un objet, souvent une figurine d'argile la représentant, ou bien un animal voire un être humain dans les cas royaux. Le substitut était ensuite détruit, sacrifié ou bien exilé (pratique du bouc émissaire), emportant le mal avec lui[192],[193].

### Divination
Les volontés divines pouvaient être accessibles aux hommes par la divination, qui permettait de connaître l'origine d'une maladie ou d'une épidémie, d'une défaite militaire ou d'un mal quelconque. Les informations collectées ainsi devaient permettre ensuite de procéder à des rituels adéquats. La divination pouvait aussi servir à juger de l'opportunité d'un acte que l'on souhaitait réaliser (engager une bataille, construire un bâtiment, etc.) en prédisant s'il avait l'accord divin, s'il allait être réalisé à un moment faste ou néfaste, et surtout savoir ce qui allait se passer dans le futur. Plusieurs types de pratiques divinatoires existaient. La divination par les rêves (oniromancie), qui semble avoir été la plus courante, pouvait être de deux types : soit le dieu s'adressait de lui-même à un dormeur, soit le sommeil était provoqué et la venue du dieu est suscitée (incubation). L'astrologie est attestée dans des textes retrouvés à Hattusa. Les autres procédures de divination oraculaire les plus courantes étaient la lecture dans les entrailles de moutons (hépatoscopie), l'observation du vol de certains oiseaux (augures), des mouvements d'un serpent d'eau (ou des anguilles) dans un bassin, et une procédure énigmatique de tirage au sort d'objets symbolisant des principes ou une chose (la vie, le bien-être ou bien une personne), censés révéler l'avenir. La divination pouvait donc être suscitée par les hommes par des rituels précis, ou bien émaner directement des dieux de façon spontanée et s'imposer aux hommes qui devaient alors interpréter le message. Dans tous les cas il fallait faire appel à des spécialistes de divination : certains étaient spécialisés dans certaines pratiques précises, comme le BARU pour l'hépatoscopie ou le MUŠEN.DÙ pour l'observation des oiseaux ; la « Vieille femme » réalisait aussi plusieurs de ces rituels,.

### Mythes
Plusieurs textes mythologiques ont été mis au jour dans les ruines de Hattusa. L'état fragmentaire de la plupart d'entre eux empêche souvent d'en connaître le dénouement ou même le déroulement principal, mais certains constituent des pièces parmi les plus remarquables des mythologies du Proche-Orient ancien. Ces mythes sont couramment divisés entre ceux d'origine anatolienne et ceux d'origine extérieure, notamment hourrites.
Parmi le premier groupe, un thème récurrent est celui du mythe du « dieu disparu », dont l'exemplaire le mieux connu est le Mythe de Télipinu : la divinité éponyme disparaît, mettant en péril la prospérité du pays dont il était le garant. Les champs et les animaux sont frappés de stérilité, les sources d'eau sont taries, le désordre et la famine règnent. Les dieux font des recherches pour faire revenir Télipinu, mais elles échouent, avant qu'une petite abeille envoyée par la déesse Hannahanna ne parvienne à le retrouver et à le réveiller. La fin du texte est perdue, mais il est évident qu'elle voyait le retour du dieu et de la prospérité. D'autres mythes mettant en scène d'autres dieux suivant ce schéma du dieu disparu sont connus : ils concernent le Dieu-Lune dans le Mythe de la Lune tombée du Ciel, plusieurs dieux de l'Orage comme celui de Nerik, le Dieu-Soleil et bien d'autres. Ils ne sont souvent connus que par des fragments de récits ou bien des rituels reproduisant le déroulement du mythe et visant à faire revenir le dieu et donc à assurer la prospérité du pays. Ces mythes sont manifestement liés au cycle agraire et au retour du printemps, et symbolisent le retour de l'ordre face aux perturbations, qui peut être assuré grâce à l'exécution des mythes qui leur sont liés.

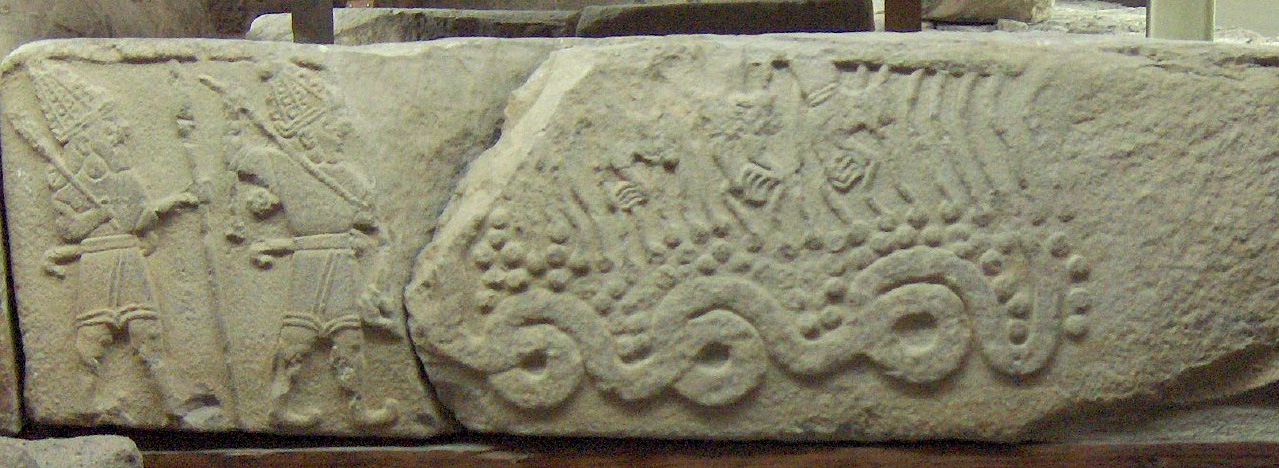
Le Dieu de l'Orage du Hatti accompagné d'un autre dieu (Sharruma ?) tuant le serpent Illuyanka, ou Hedammu. Bas-relief néo-hittite d'Arslantepe (850-800 av. J.-C.), Musée des civilisations anatoliennes d'Ankara.

Un autre mythe anatolien important est le Mythe d'Illuyanka, connu par deux versions et racontant le combat du Dieu de l'Orage face au serpent gigantesque Illuyanka. La victoire du grand dieu ne survient qu'au prix de déconvenues initiales et avec l'aide d'autres divinités. Ce mythe s'inscrit dans la thématique des mythes impliquant une divinité souveraine affrontant un monstre symbolisant le chaos, comme dans le Cycle de Baal d'Ugarit, l'Épopée de la Création babylonienne. Comme cette dernière, il était récité et peut-être joué lors d'une des grandes fêtes du printemps (la Fête-purulli chez les Hittites),,.
Le dernier grand mythe connu par les tablettes de Hattusa est le cycle de Kumarbi, groupe de mythes d'origine hourrite, comprenant cinq « chants » (SÌR) inégalement connus, ayant pour thème commun la glorification du dieu Teshub (le Dieu de l'Orage hourrite) par le récit de ses triomphes face à plusieurs adversaires, en premier lieu Kumarbi qu'il a supplanté dans le premier récit, le Chant de Kumarbi. La rivalité entre les deux culmine dans le Chant d'Ullikumi dans lequel Teshub doit vaincre un géant engendré par son ennemi mortel. Ce cycle mythique a une portée plus générale que les précédents puisqu'il débute par un récit des origines des dieux et explique la construction de leur hiérarchie et notamment la primauté du Dieu de l'Orage. Il est aussi celui qui présente le plus de parallèles avec la mythologie grecque, puisque son récit des conflits de générations entre dieux est très proche de celui de la Théogonie d'Hésiode,,,.
Des mythes qui semblent proprement hittites nous sont parvenus, ayant pour personnages principaux des humains mais impliquant aussi des dieux. Le Mythe d'Appu raconte l'histoire d'un couple riche mais sans enfant qui implore le Dieu-Soleil de lui venir en aide. Ce dernier leur permet d'enfanter deux jumeaux, l'un bon et l'autre mauvais, qui entrent alors en rivalité suivant un modèle connu dans d'autres cultures antiques (Abel et Caïn dans la Bible). La Légende de Zalpa, qui introduit un texte historiographique relatant la prise de cette cité par Hattusili Ier et sert sans doute à présenter les origines du conflit : elle relate comment la reine de Kanesh a enfanté trente fils qu'elle chasse à leur naissance, et qui survivent grâce à un appui divin pour grandir à Zalpa ; plus tard, ils sont sur le point de s'unir avec les trente filles que la reine de Kanesh a eu par la suite, moment auquel le récit s'arrête.

### La mort et l'Au-delà

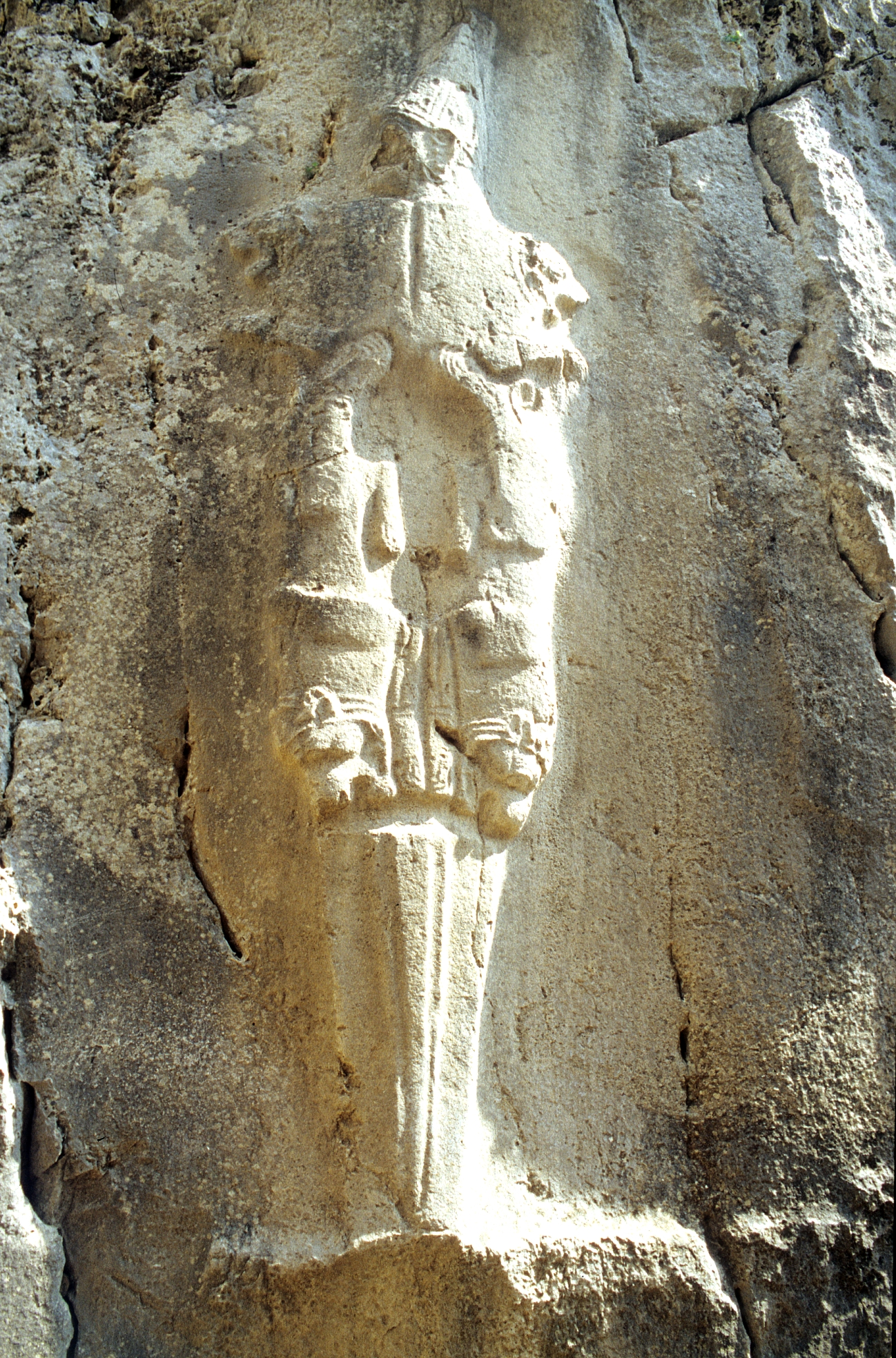
Bas-relief du « Dieu-épée » de la Chambre B de Yazılıkaya, sans doute une divinité infernale.

Suivant les conceptions qui apparaissent dans plusieurs textes exhumés dans leur pays, les Hittites divisaient l'Univers entre le Ciel, monde supérieur où demeuraient les grands dieux, et un autre ensemble constitué de la Terre et des Enfers, le monde souterrain qualifié de « Terre sombre », que rejoignaient les défunts après leur trépas. Il était accessible depuis la surface de la Terre par des cavités naturelles menant vers les profondeurs : puits, marécages, cascades, grottes ou d'autres trous (comme les deux chambres de Nişantepe à Hattusa). Ces lieux pouvaient servir d'espaces pour des rituels liés aux divinités infernales. Comme son nom l'indique, la Terre sombre était vue comme étant un monde peu attrayant, dans lequel les morts menaient une existence morne. Les textes hittites semblent fortement inspirés des croyances des Mésopotamiens sur l'Au-delà, et il est difficile de déterminer dans quelle mesure cela reflétait les croyances populaires locales. Comme les habitants du Pays des deux fleuves, ils plaçaient les Enfers sous l'autorité d'une déesse, la Déesse-Soleil de la Terre (la Déesse-soleil d'Arinna), qui reprend les aspects de la vieille déesse hatti Wurusemu. Elle était associée à Lelwani, autre grande divinité infernale hattie, et assimilée à ses contreparties sumérienne et hourrite, Ereshkigal et Allani. Le monde infernal anatolien était peuplé d'autres divinités servant cette Reine des Enfers, notamment des déesses filant la vie des hommes comme les Moires de la mythologie grecque ou les Parques de la mythologie romaine,,.
Les pratiques funéraires concernant les rois et les membres de la famille royale sont connues par les textes : ils bénéficiaient de funérailles fastueuses et d'un culte ancestral après la mort. Aucune tombe royale n'est connue. On sait par les textes que les souverains et leur famille se faisaient incinérer. Leurs restes étaient sans doute entreposés dans leur lieu de culte funéraire, appelé hekur. On en a peut-être une illustration avec la Chambre B de Yazılıkaya, qui aurait alors servi pour le culte funéraire de Tudhaliya IV et dont les bas-reliefs pourraient représenter des divinités infernales. Les rois et membres de la famille royale défunts se voyaient offrir des sacrifices réguliers, et leurs temples funéraires étaient des institutions riches dotées en terres et personnel, tout comme les grands temples. Cette pratique de culte ancestral existait probablement aussi dans le peuple, visant à s'assurer que les défunts ne viennent pas hanter les vivants sous la forme de fantômes (GIDIM) ; le cas échéant, ils pouvaient être chassés par des exorcismes.
Les sépultures anatoliennes du IIe millénaire mises au jour lors de fouilles datent surtout de la première moitié de cette période, correspondant à l'époque des comptoirs assyriens et de l'Ancien royaume hittite, et très peu de la période de l'Empire, pour des raisons qui restent énigmatiques. La plupart des tombes connues sont situées dans des nécropoles, mais quelques-unes se trouvent à l'intérieur des murs des cités, sous les résidences de la famille des défunts, qui sont dans ce cas de jeunes enfants. Le plus important cimetière est celui d'Osmankayası, situé à côté de Hattusa. Ces sites documentent les pratiques funéraires des couches moyennes et modestes de la société hittite, aucun lieu d'inhumation des élites n'ayant été mis au jour. L'inhumation et l'incinération se côtoient, la seconde tendant à augmenter au cours de la période. Ce qui préside au choix de l'un plutôt que de l'autre n'a pas été déterminé. Les ensevelissements pouvaient se faire dans des tombes à ciste (sans doute pour les plus aisés), de simples fosses, ou bien des grosses jarres appelées du mot grec pithos, les défunts étant généralement enterrés en position fléchie. Les cendres sont mises dans des urnes, placées dans des creux rocheux ou des niches, ou à Konya-Karahöyük simplement couvertes de fragments de jarres,,.

## Écritures et textes

### Écritures de l'Anatolie hittite
La première forme d'écriture attestée en Anatolie est le cunéiforme, importé sur place par les marchands d'Assur au XIXe siècle avant notre ère. Ce système d'écriture originaire de Mésopotamie s'impose aux débuts du royaume hittite, mais sous une forme provenant de Syrie et non d'Assyrie qui n'a plus de relais locaux après la fin de ses réseaux marchands. Il est probable que ce sont des scribes emmenés à la suite des campagnes syriennes de Hattusili Ier qui contribuent à la mise en place des pratiques d'écriture dans le royaume hittite, où elles se développent de façon relativement autonome par la suite, même si des scribes étrangers sont régulièrement attestés à la cour de Hattusa. La graphie et la langue des textes permet de les distinguer en fonction de leur période d'écriture : une phase vieux-hittite qui correspond à l'Ancien royaume, moyen-hittite pour la période médiane et nouveau-hittite pour la période de l'empire.
Le système cunéiforme était composé de signes en forme de « clous » ou « coins » (cuneus en latin) incisés par un calame dans des tablettes d'argile, son support privilégié. Il existait également des tablettes en métal (connues par un seul exemplaire en bronze), ainsi que des tablettes en bois attestées par des textes, qui étaient sans doute recouvertes de cire sur lesquelles des signes pouvaient être inscrits comme dans de l'argile. Le cunéiforme était aussi gravé sur des sceaux en pierre. Ce système à la graphie assez souple était avant tout constitué de signes syllabiques (un signe = une syllabe) servant à écrire des mots sous leur forme phonétique, ainsi que d'autres qui sont logographiques (un signe = une chose ; on parle souvent d'idéogrammes), transcrivant les termes équivalents en hittite et utilisés sans doute pour raccourcir les phrases écrites. Ces derniers signes était avant tout des logogrammes conservés du cunéiforme sumérien, la langue pour laquelle ce système d'écriture a été mis au point ; on parle donc de « sumérogrammes » : par exemple LUGAL « roi », LÚ « homme », É « maison »/« temple »/« palais », etc. Ils désignaient surtout des divinités, des fonctions, des objets. Pour écrire leur langue, les scribes hittites avaient également repris des termes écrits phonétiquement en akkadien et qui prenaient alors une valeur de logogramme : ce sont les « akkadogrammes », spécificité du cunéiforme hittite (alors que les sumérogrammes existaient pour toutes les langues utilisant le cunéiforme), servant par exemple pour des fonctions administratives, des formules courantes dans des lettres, ou pour indiquer les cas grammaticaux (ŠA pour le génitif, A-NA pour le datif de l'animé, etc.). Une dernière catégorie de signes étaient les déterminatifs qui servaient à indiquer la nature d'un mot : URU pour les villes, GIŠ pour les arbres et objets en bois, etc. Il permettait notamment de déterminer le sens d'un signe qui pouvait avoir plusieurs valeurs : ainsi, le sumérogramme signifiant « écrire » (SAR) quand il n'y a pas de déterminatif signifie « jardin »/« verger » (KIRI6) lorsqu'il est précédé du déterminatif des arbres/objets en bois (GIŠ). En plus du hittite, le cunéiforme était utilisé au Hatti pour noter des textes en akkadien (qui était notamment la langue diplomatique), en louvite, en palaïte, en hatti et en hourrite.

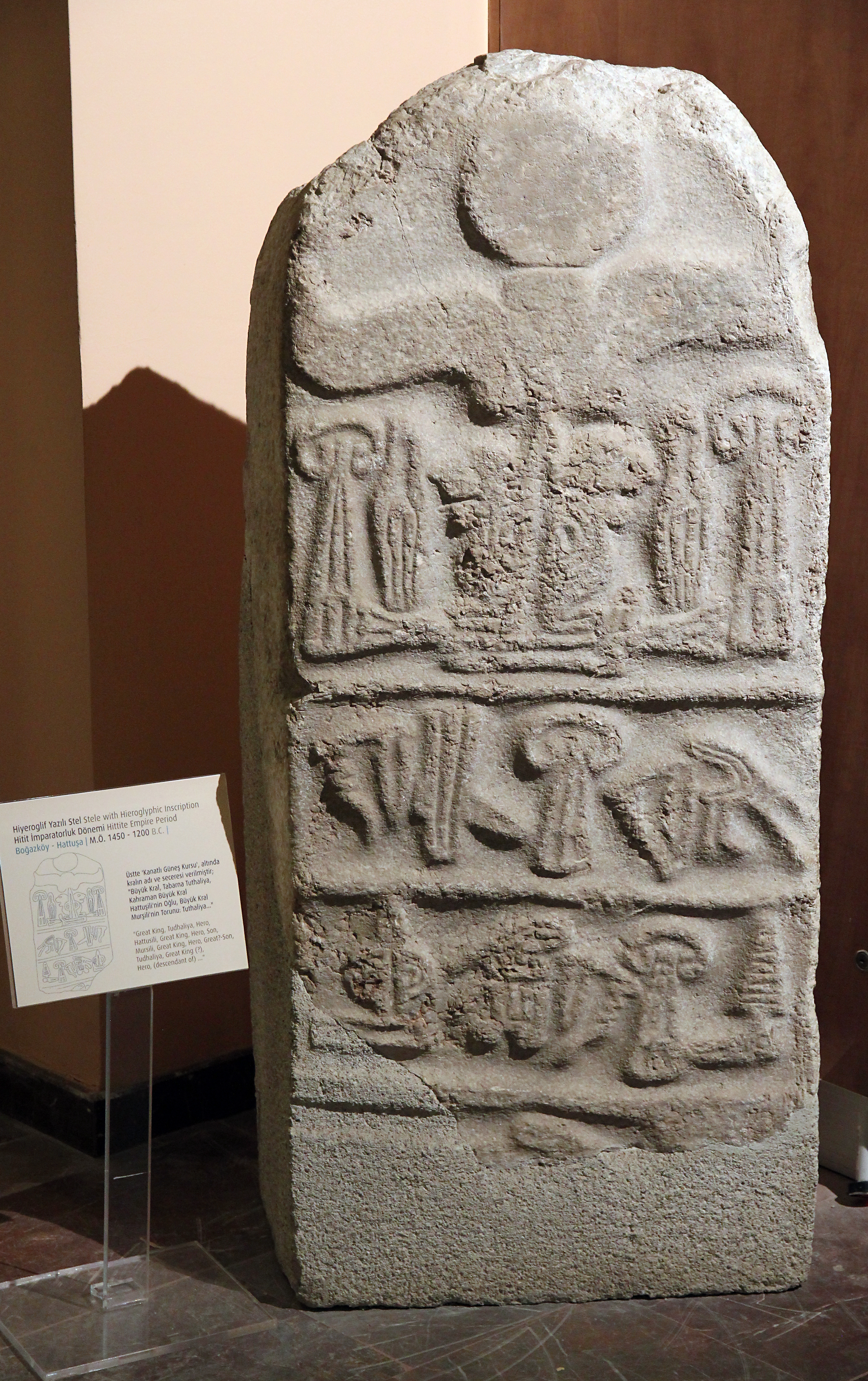
Stèle en hiéroglyphes hittites au nom de Tudhaliya IV, retrouvée à Hattusa, musée de Çorum.

La seconde écriture employée par les Hittites étaient les hiéroglyphes hittites, un système à base syllabique mais comportant également de nombreux logogrammes. Mise au point dans le royaume, elle est attestée d'abord sur des sceaux des XVe et XIVe siècles par des inscriptions courtes sur pierre (dont des sceaux), avant de connaître un premier développement pour les inscriptions royales des derniers rois hittites (Hattusili III, Tudhaliya IV et Suppiluliuma II) puis d'être l'écriture des inscriptions royales néo-hittites. On connaît aussi quelques lamelles de plomb écrites en hiéroglyphes hittites ainsi que des peintures découvertes à Hattusa en 2022. Ce système d'écriture est mal nommé, puisqu'il est manifestement développé pour transcrire du louvite. Longtemps obscure, sa compréhension a considérablement progressé depuis les années 1960-1970.

### Nature des textes

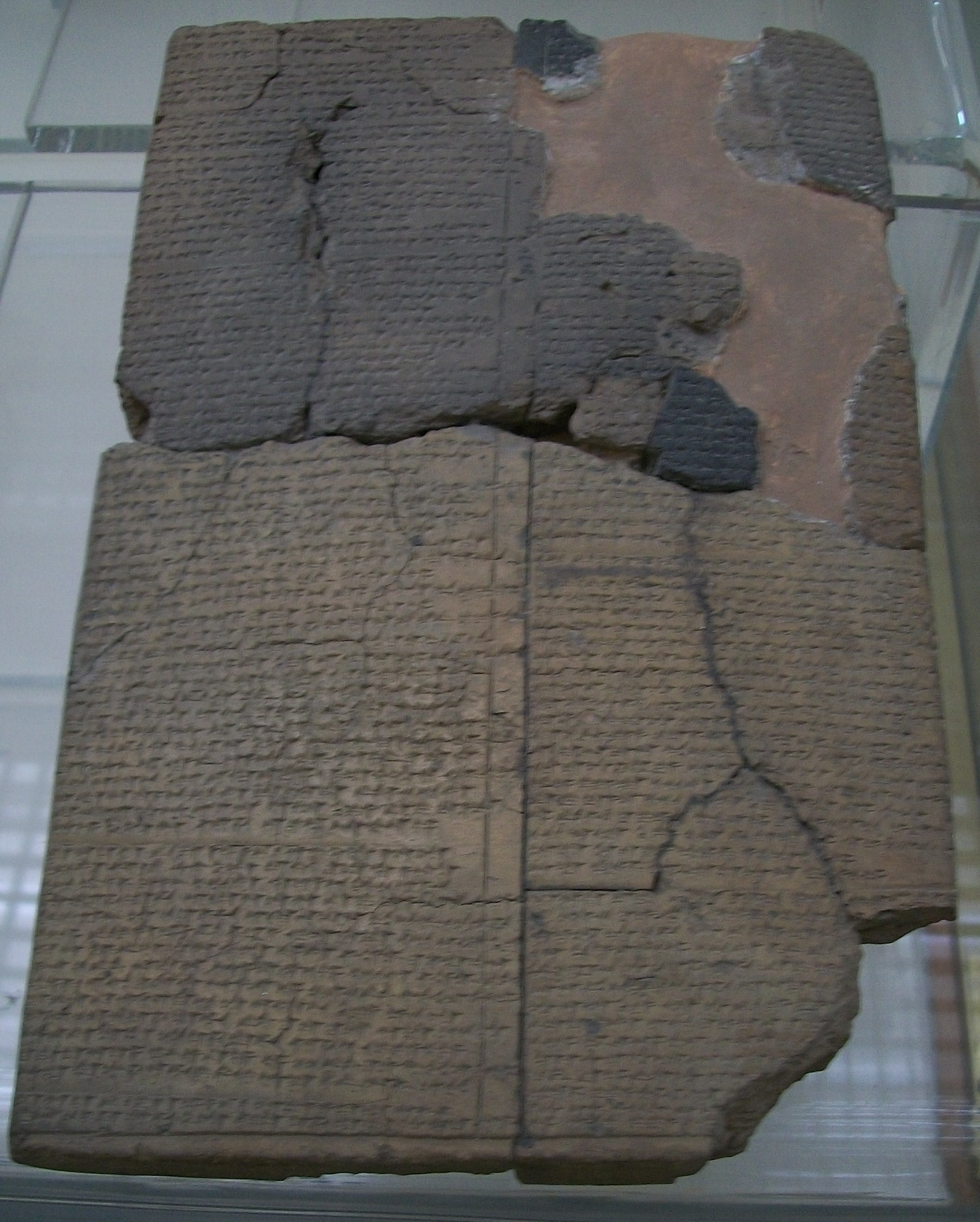
L'Apologie de Hattusili III (KUB I 1), tablette conservée au Musée archéologique d'Istanbul.

Environ 30 000 fragments de tablettes d'argile ont été mis au jour à Boğazköy/Hattusa, principalement dans les secteurs du palais royal, du grand temple et la « maison sur le coteau ». Cela correspond à environ 3 500 tablettes complètes (qui sont loin d'avoir été toutes reconstituées) couvrant toute l'époque du royaume hittite, auxquelles il faut ajouter les tablettes et fragments de Maşat Höyük/Tappika, Ortaköy/Sapinuwa et Kuşaklı/Sarissa de l'époque moyenne et des débuts de l'empire, ainsi que les lettres et actes diplomatiques envoyés depuis le Hatti vers des royaumes vassaux (Ras Shamra/Ugarit et Meskene/Emar) ou égaux (en Égypte à Tell el-Amarna/Akhetaton et Qantir/Pi-Ramsès).
Ces nombreux textes constituaient un ensemble assez diversifié. Un premier type de tablettes avait une durée de vie prévue assez courte, mais nous est parvenu souvent à la suite de la destruction imprévue du site où elles étaient conservées temporairement, généralement en un seul exemplaire : il s'agit de textes de gestion administrative (peu nombreux comparé aux archives contemporaines des sites syriens et mésopotamiens), et de la correspondance administrative ou diplomatique du palais royal, des centres provinciaux de Tappika et Sapinuwa ou des royaumes vassaux d'Ugarit et d'Emar. Ils avaient trait à la gestion des intérêts du royaume hittite et de ses dépendances. D'autres textes archivés à Hattusa avaient pour but d'être conservés plus longtemps dans les archives des institutions et pouvaient être produits en plusieurs exemplaires : traités internationaux, édits royaux, instructions à des membres de l'administration séculière ou religieuse, recueils de « lois ». Parmi les autres textes juridiques mis au jour, se trouvent des minutes de procès ou des enregistrements de donations royales. Les textes liés à des rituels religieux (fêtes, divination) participaient également à l'exercice de l'administration du royaume, servant aux membres du culte qui aidaient le roi dans sa fonction d'intermédiaire avec le monde divin. Certains étaient en hatti, palaïte, louvite ou hourrite. Les textes magiques, exorcistiques et médicaux avaient une fonction proche. Plusieurs de ces textes religieux ont également été mis au jour dans les centres provinciaux de Sapinuwa et Sarissa.

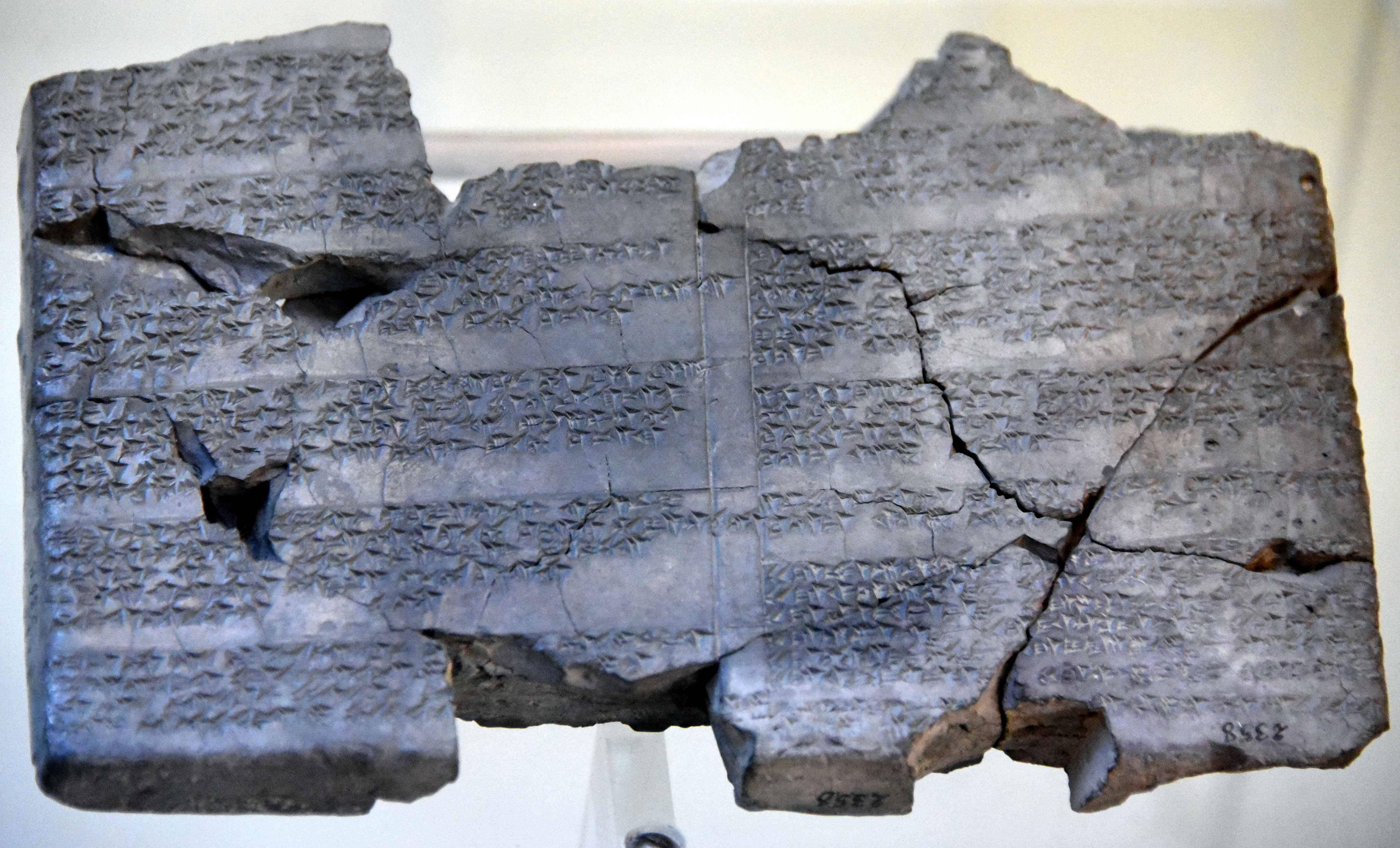
Prière d'Arnuwanda Ier et de son épouse Asmunikkal adressée à la Déesse-soleil d'Arinna. Musée archéologique d'Istanbul.

Les textes que l'on qualifierait de « belles-lettres » ou de « littérature » au sens artistique du terme n'étaient sans doute pas considérés comme tels par les Anciens, qui pouvaient produire des belles pièces littéraires mais pour des buts essentiellement pratiques, qu'ils soient politiques ou religieux, et qui là aussi sont souvent connus par plusieurs exemplaires, illustrant la volonté de leur assurer la pérennité voulue. Ces textes étaient souvent inspirés de traditions extérieures (mésopotamienne, syrienne, hourrite) et parfois même directement importés. La littérature historiographique comprend le genre des annales royales, développé à partir de Tudhaliya Ier, surtout employé pour glorifier Mursili II, mais sans prétention épique. Des passages historiographiques sont inclus dans les traités internationaux et des actes royaux comme l’Édit de Télipinu, dans le but de légitimer l'acte qui le contient en démontrant pourquoi il rétablit une situation juste. Les textes relatifs aux exploits de Hattusili Ier, probablement écrits après son règne, constituent une véritable littérature épique « historico-littéraire ». Ils trouvent des parallèles dans des textes mis au jour à Hattusa mais issus de la tradition mésopotamienne qui ont pour personnages principaux les grands rois d'Akkad, Sargon et Narâm-Sîn. Une des plus remarquables réalisations de la littérature de propagande hittite est l'Apologie de Hattusili III, légitimant l'usurpation de ce roi. Parmi les autres œuvres qui peuvent être vues comme littéraires, les textes mythologiques sont généralement associés au déroulement de rituels (les grandes fêtes religieuses), à la notable exception du Cycle de Kumarbi (d'origine hourrite) qui servait plutôt à présenter une organisation du monde divin. Les autres textes de nature religieuse à avoir une remarquable qualité littéraire sont les prières adressées aux dieux par les rois et les reines dans des situations difficiles pour leur demander leur appui ou leur pardon. On peut mentionner celle d'Arnuwanda Ier et de son épouse Asmunikkal destinée à la Déesse-soleil d'Arinna à la suite de la destruction de la cité sacrée de Nerik par les Gasgas, celles de Mursili II pour demander l'arrêt de la peste qui frappe son royaume ou encore celle de Puduhepa à la Déesse-Soleil d'Arinna pour lui demander la guérison de son époux Hattusili III.

### Les scribes du royaume hittite
Il est impossible de déterminer quelle part de la population était en mesure de lire et/ou d'écrire, mais il faut raisonnablement supposer que ce privilège était limité à l'élite de la société. Les scribes (DUB.SAR) étaient les spécialistes de l'écriture, mais pas ses seuls détenteurs. Ils étaient employés dans l'administration du royaume : on en trouve dans le palais royal, les temples, ainsi que les palais provinciaux. Ils tenaient les archives de gestion de ces institutions et les « bibliothèques », qui ont été fouillées sur les différents lieux de trouvailles de tablettes où leur principe de classement a parfois pu être étudié. Certains scribes occupaient une fonction importante dans l'administration royale puisqu'ils étaient placés auprès du souverain et des grands du royaume, en premier lieu le « Chef des scribes » (GAL DUB.SAR.MEŠ) qui dirige la chancellerie. Ils rédigeaient sans doute les textes diplomatiques (lettres et traités), tandis que les textes religieux et littéraires étaient sans doute produits par des prêtres qui constituaient dans les sociétés antiques l'élite du groupe des lettrés. Les scribes étaient donc un maillon essentiel du gouvernement du royaume à tous ses niveaux, qu'il s'agisse de sa gestion courante ou de sa légitimation. Leur formation est assez mal connue, mais comme dans le reste du Moyen-Orient de cette période elle doit reprendre les principes des écoles mésopotamiennes mis en place aux périodes d'Ur III et paléo-babylonienne : formation de base aux principes de l'écriture avec l'apprentissage des signes, puis un niveau supérieur au cours duquel on pouvait se spécialiser dans la rédaction de textes complexes et de langues différentes. L'apprentissage reposait notamment sur l'usage de listes lexicales servant de sorte de dictionnaires, qui pouvaient être bilingues ou trilingues pour faciliter l'apprentissage d'autres langues. Le monde des scribes du royaume hittite devait être cosmopolite, puisqu'on sait que des scribes mésopotamiens et syriens (parlant des langues sémitiques et parfois le hourrite) étaient employés en Anatolie durant toute la période, et que ceux originaires d'Anatolie devaient parler des langues différentes (hittite, louvite, hourrite).

## Art hittite

### Reliefs sculptés sur pierre
Les rois hittites ont patronné un art de sculpture de bas-reliefs (parfois de hauts-reliefs) sur pierre qui est la forme d'art qui leur a le mieux survécu, même si elle a parfois durement subi les intempéries. Ces reliefs avaient pour but de célébrer les dieux et les souverains. Ils ont été mis au jour sur des sites urbains et rupestres.
Parmi les sites urbains, Hattusa et Alacahöyük sont de loin les exemples les plus remarquables. Ils sont difficilement datables avec précision. Dans le premier, trois portes monumentales étaient sculptées de figures protectrices qui leur ont donné leur nom : des sphinx (ici des créatures hybrides à tête de femme, au corps de lion, et aux ailes de rapace), des lions et un personnage remarquablement modelé portant un casque conique à cache-joues et armée d'une hache et d'une épée, identifié comme un roi mais qui serait plutôt une divinité guerrière. La porte monumentale subsistant à Alacahöyük représente elle aussi des sortes de sphinx dont la coiffe rappelle le némès des pharaons égyptiens. Des bas-reliefs ont été repérés à Hattusa, dans plusieurs temples et les chambres de Nişantepe datées du règne de Suppiluliuma II. Le groupe de bas-reliefs sur orthostates d'Alacahöyük est le plus impressionnant,. Il est manifestement lié à la célébration d'une fête, puisqu'il représente des scènes de procession, de musiciens et d'acrobates, dominées par les scènes d'hommage du couple royal devant le taureau symbolisant le Dieu de l'Orage et une représentation d'une déesse sur son trône. D'autres parties représentent des chasses. Ces bas-reliefs sont peu modelés, seuls les contours des personnages, objets et vêtements étant soulignés, ce qui témoigne sans doute d'une date plus ancienne que les autres bas-reliefs connus. Ils sont en revanche caractérisés par une recherche de dynamisme et de mouvement qui ne se retrouve pas ailleurs.

Reliefs des sites urbains hittites
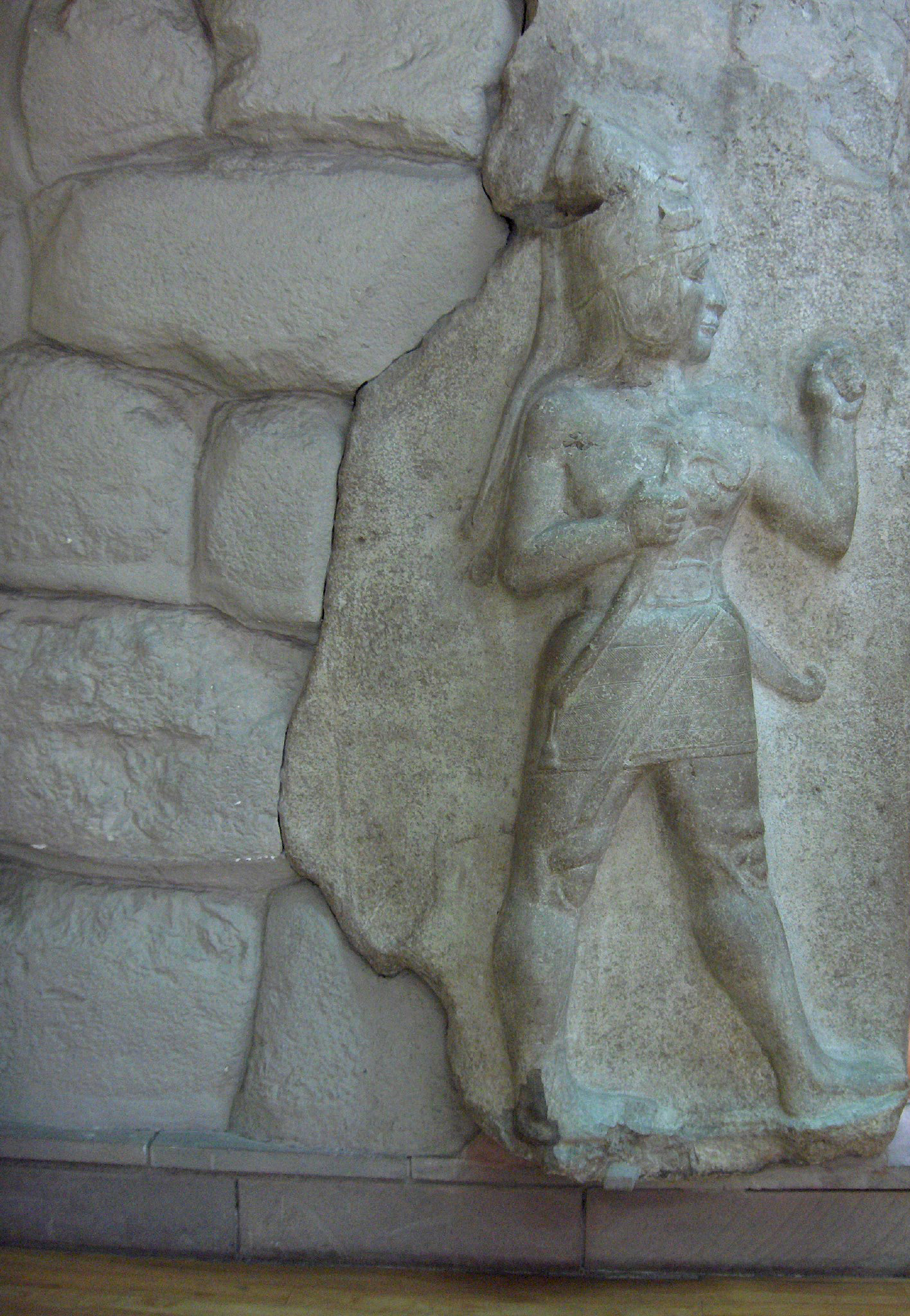
Le personnage de la Porte du Roi de Hattusa, Musée des civilisations anatoliennes d'Ankara.
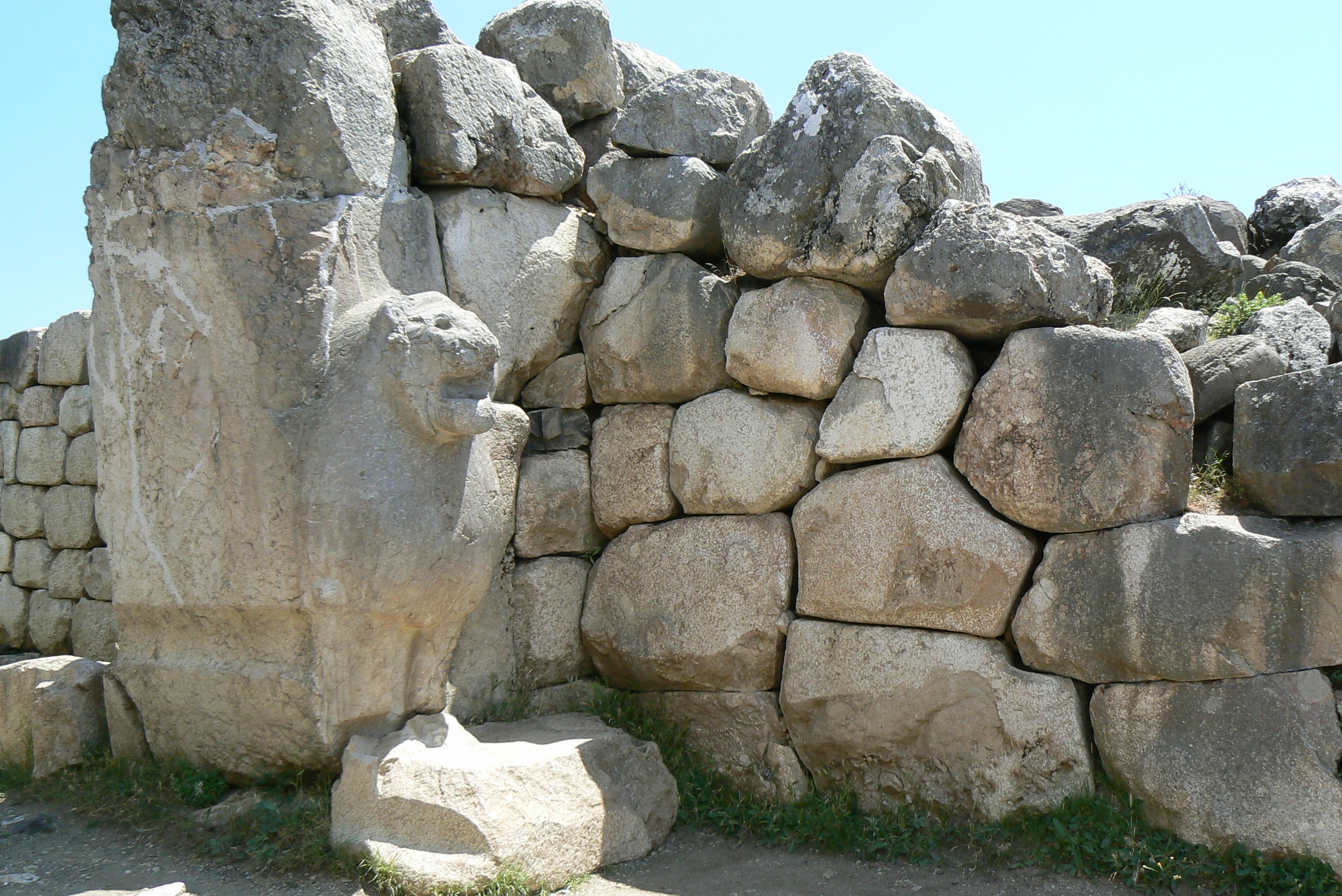
La Porte des Lions de Hattusa, sculpture d'un lion protecteur.
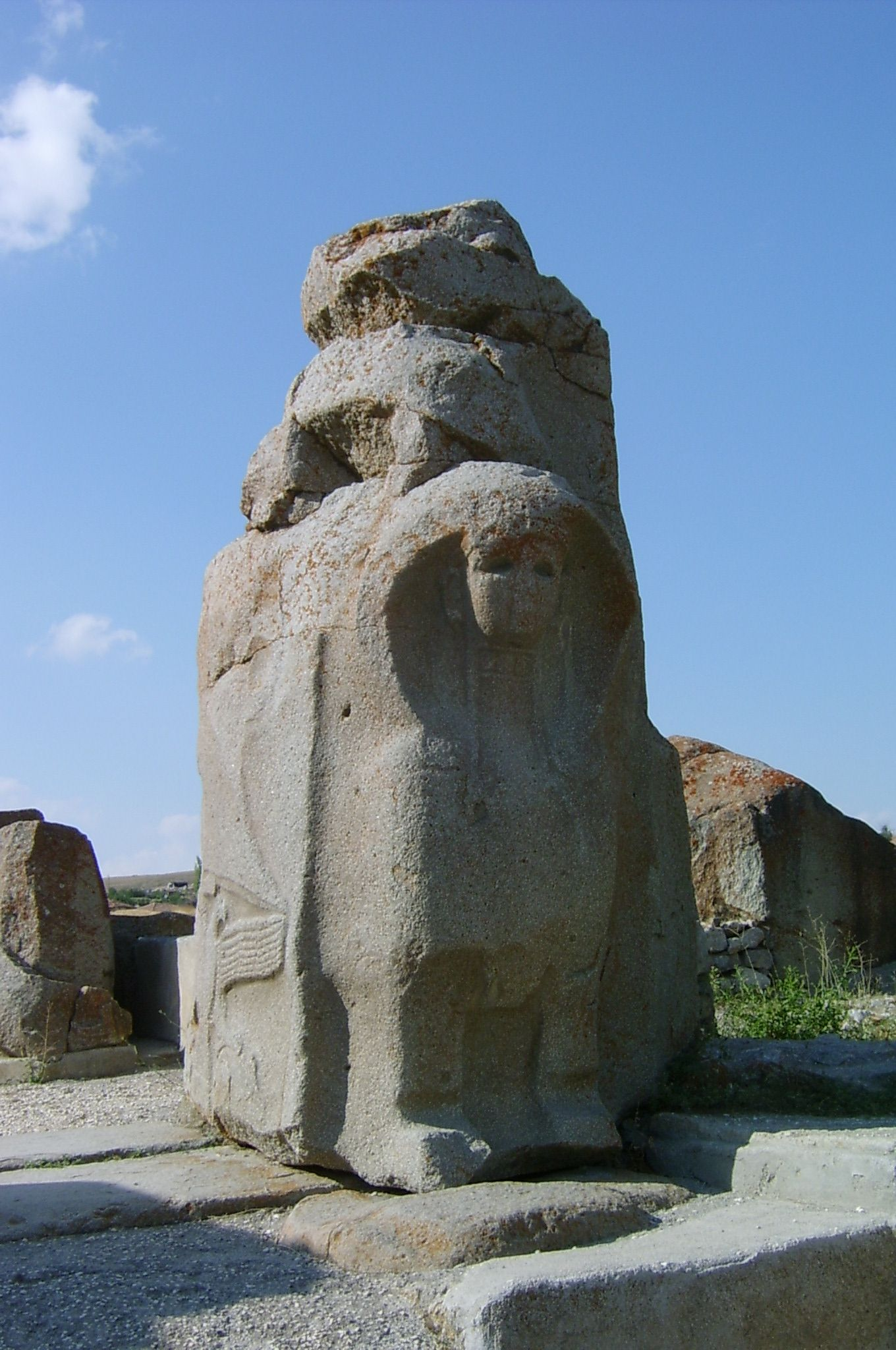
Un des piliers de la Porte des Sphinx d'Alacahöyük.
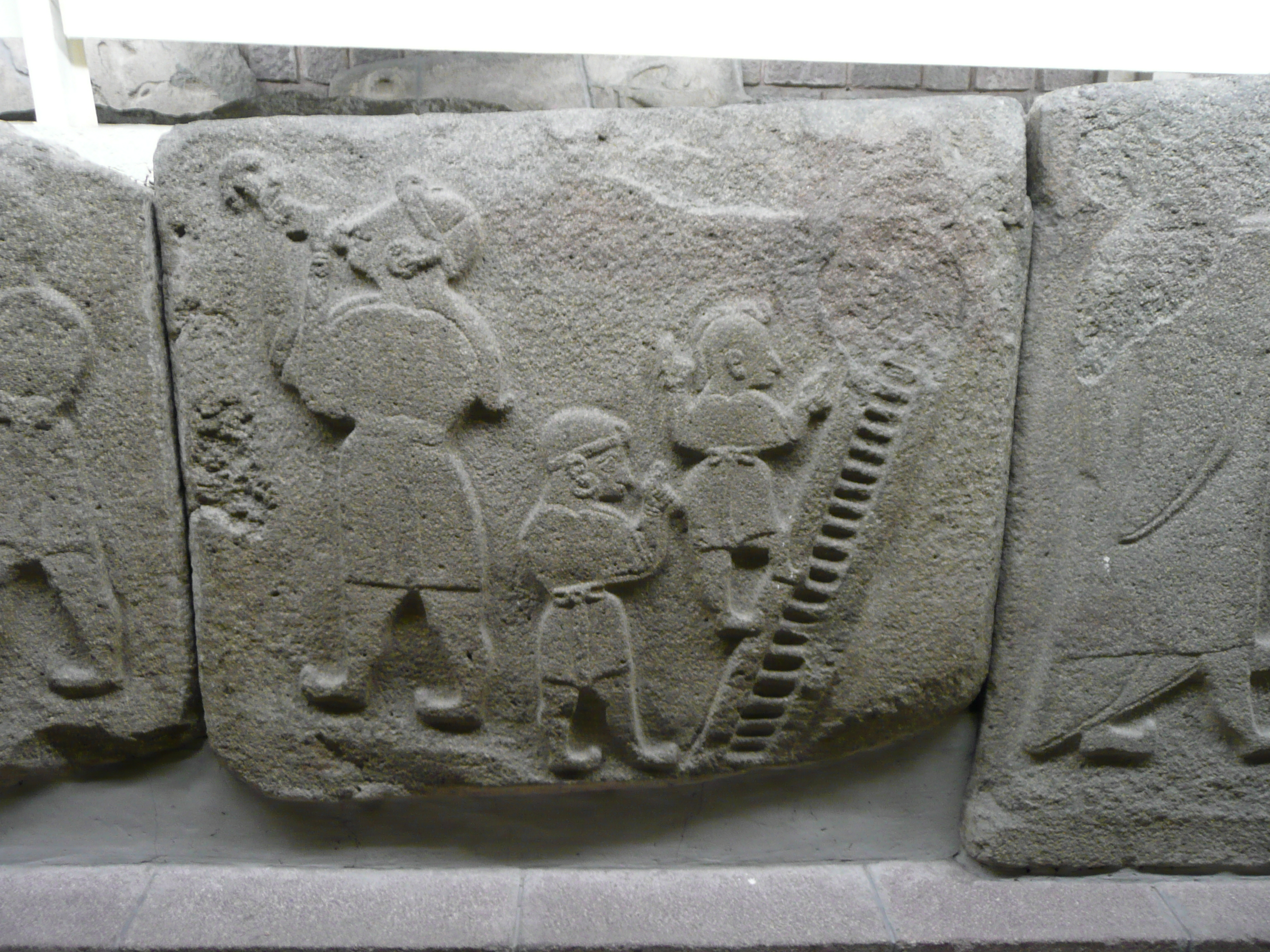
Bas-relief d'Alacahöyük représentant un avaleur de sabre et des acrobates sur une échelle, Musée des civilisations anatoliennes d'Ankara.

D'autres bas-reliefs sont réalisés sur des sites en plein air à caractère religieux, par exemple à Gâvurkalesı, Eflatun Pınar, Firaktin, Sirkeli et surtout Yazılıkaya, qui ont sans doute un lien avec un culte funéraire ou chthonien, ou bien en des endroits où ils peuvent glorifier la puissance royale, notamment des points de passage stratégiques, comme la passe de Karabel ou Hatip, réalisés pour des vassaux des rois hittites,. Ils datent surtout de la dernière période du royaume hittite, notamment les règnes de Hattushili III et Tudhaliya IV. Ils représentent des divinités ou bien des souverains avec leurs attributs, notamment les animaux symbolisant les dieux, les armes ou autres insignes de la royauté, le disque solaire ailé. La qualité d'exécution de leur modelé est inégale et les intempéries les ont souvent dégradés de façon avancée. L'ensemble de sculptures rupestre le plus remarquable par la qualité de son modelé, les effets de relief comme son organisation (avec des volumes de taille variée) est celui de Yazılıkaya près de Hattusa, qui consacre la maturité de l'art du bas-relief hittite. En effet, s'il manifeste comme il a été vu plus haut une influence religieuse hourrite, du point de vue artistique il est proprement hittite. Le site est constitué de deux chambres. La Chambre A, dont la fonction est peut-être de servir de lieu de réunion pour une grande fête, représente la grande assemblée des dieux du panthéon royal, culminant dans la rencontre entre Teshub et Hebat. La Chambre B, qui sert peut-être au culte funéraire de Tudhaliya IV, représente des divinités liées au culte infernal, comme un « Dieu-épée » ou une procession de douze dieux, ainsi que le souverain sous la protection de sa divinité personnelle Sharruma,,.

Reliefs des lieux de culte à ciel ouvert hittites
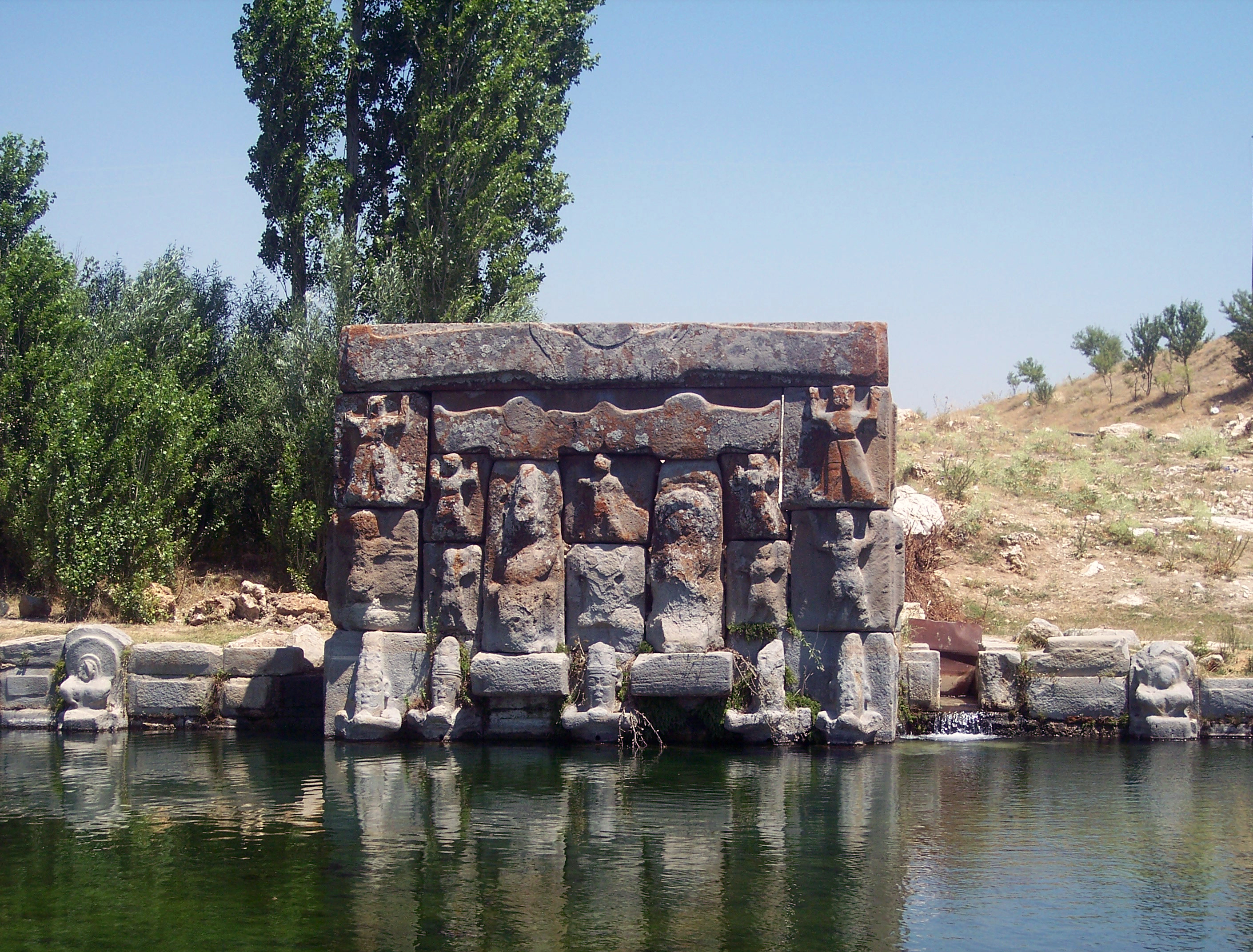
Le rocher sculpté d'Eflatun Pınar, situé sur un point d'eau sans doute pour être relié aux Enfers : le Dieu de l'Orage et la Déesse-Soleil entourés de divinités des montagnes et de disques solaires ailés.
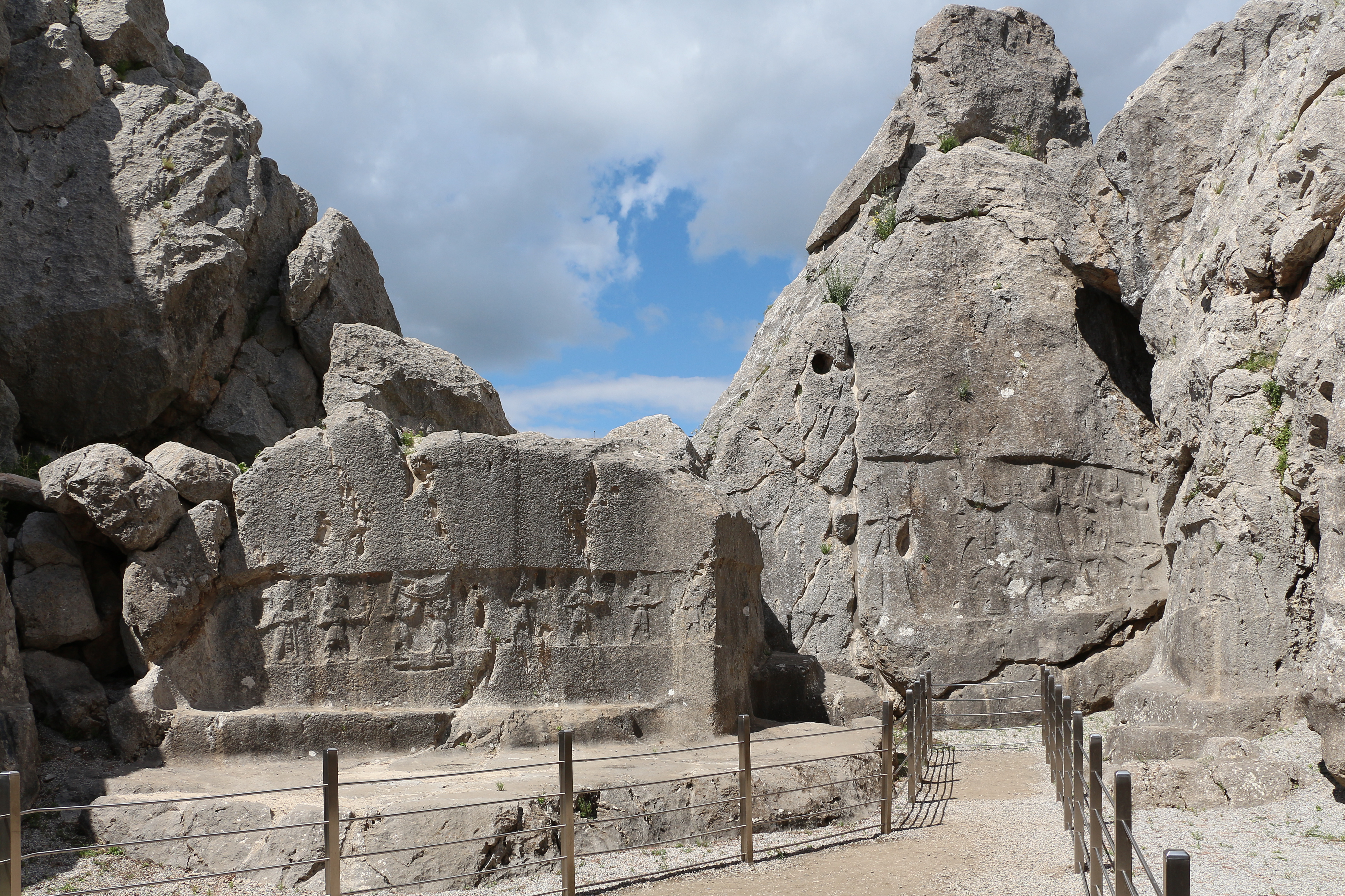
La Chambre A du sanctuaire rupestre de Yazılıkaya.
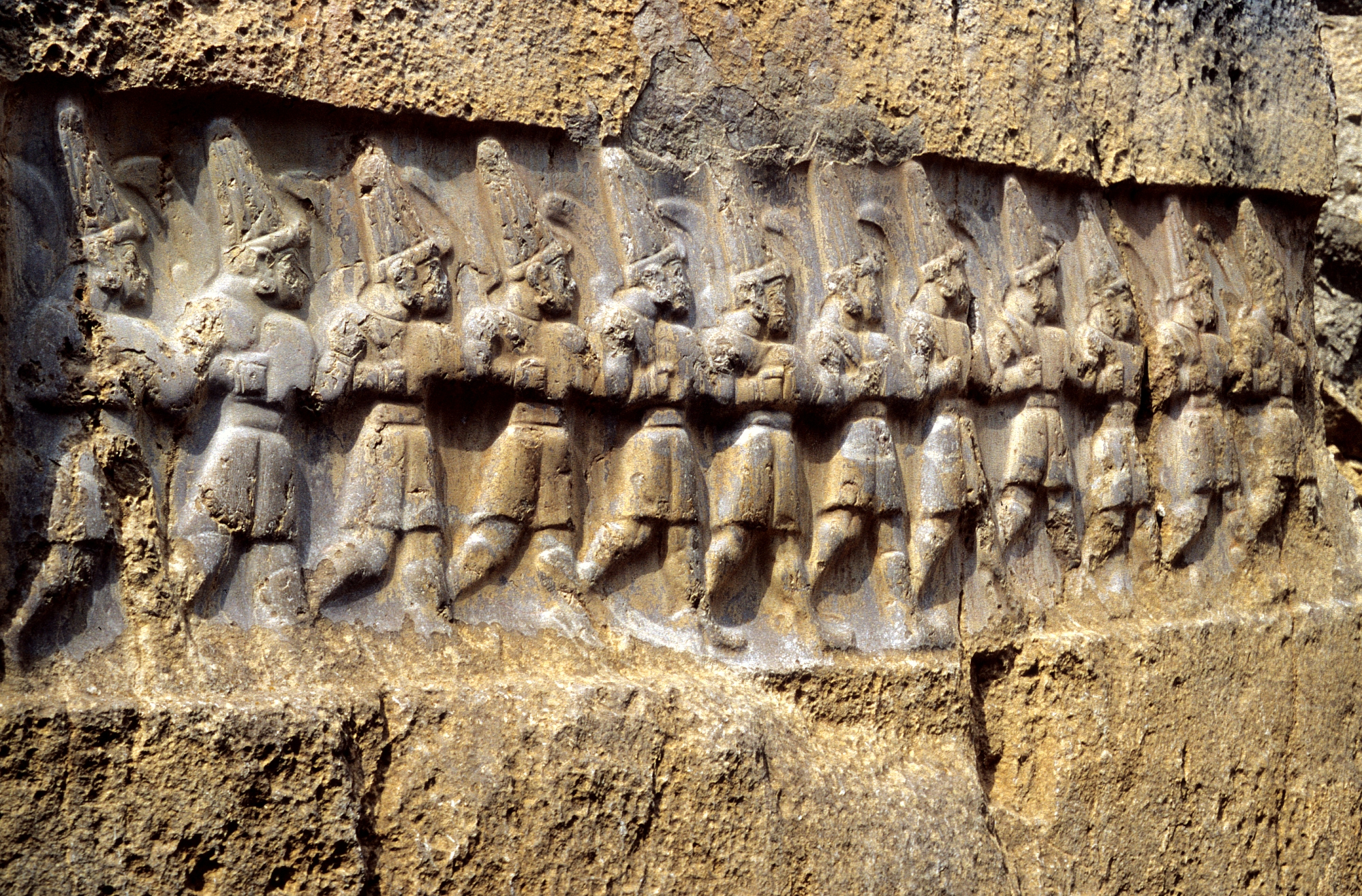
Les Douze dieux porteurs de bêtes à sacrifier, Chambre B de Yazılıkaya.
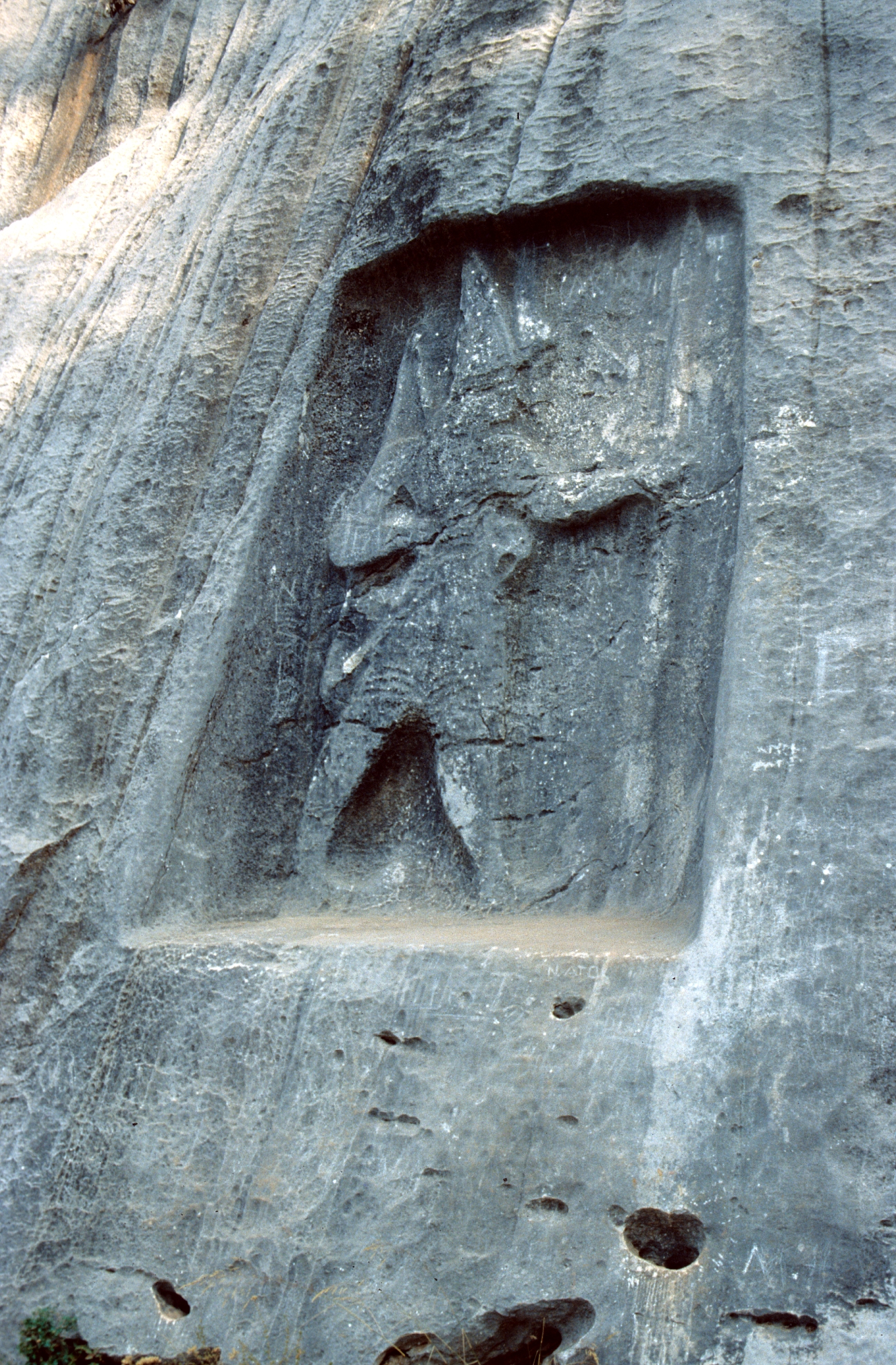
Bas-relief de Karabel : le roi Tarkasnawa de Mira en roi-guerrier.

Cette inclination vers les bas-reliefs sur pierre, notamment sur orthostates, est reprise par les rois néo-hittites et Araméens, qui y mêlent des influences syriennes et assyriennes. Les groupes de sculptures les plus remarquables ont un caractère religieux (fêtes et mythes) : Karkemish, Karatepe, Arslantepe ou encore dans le temple du Dieu de l'Orage d'Alep récemment mis au jour.

### Céramiques et autres objets décorés en terre cuite
Dès la période des colonies assyriennes, les artisans anatoliens manifestent leur originalité dans la réalisation de vases cultuels retrouvés surtout à Kanesh, dont les plus caractéristiques sont les vases à libation (rhytons) en forme d'animaux (zoomorphes) ou de têtes d'animaux : lions, oiseaux, antilopes, béliers, taureaux, etc. Ils sont couverts de motifs linéaires et leur forme se veut réaliste. D'autres céramiques de la même période sont peintes de scènes humaines et animales. Sous l'Ancien royaume à Hattusa, l'art animalier en terre cuite se poursuit dans des vases zoomorphes et d'autres sculptures, alors qu'à l'époque impériale il passe aussi dans les vases métalliques (voir plus bas) ; le motif le plus courant est le taureau, animal symbolisant Dieu de l'Orage,.
La qualité plastique des réalisations artistiques hittites se retrouve aussi sur les reliefs peints des vases en terre cuite d'Inandik et de Bitik, datés de l'Ancien royaume (c. 1600), qui représentent sur plusieurs registres des personnages de profil. Le premier, le mieux préservé, montre ainsi une cinquantaine de musiciens et d'acrobates, d'animaux réels et mythiques, des scènes de chasse avec un char,,.
- Objets en terre cuite de l'Anatolie de la première moitié du IIe millénaire

Objets en terre cuite de l'Anatolie de la première moitié du
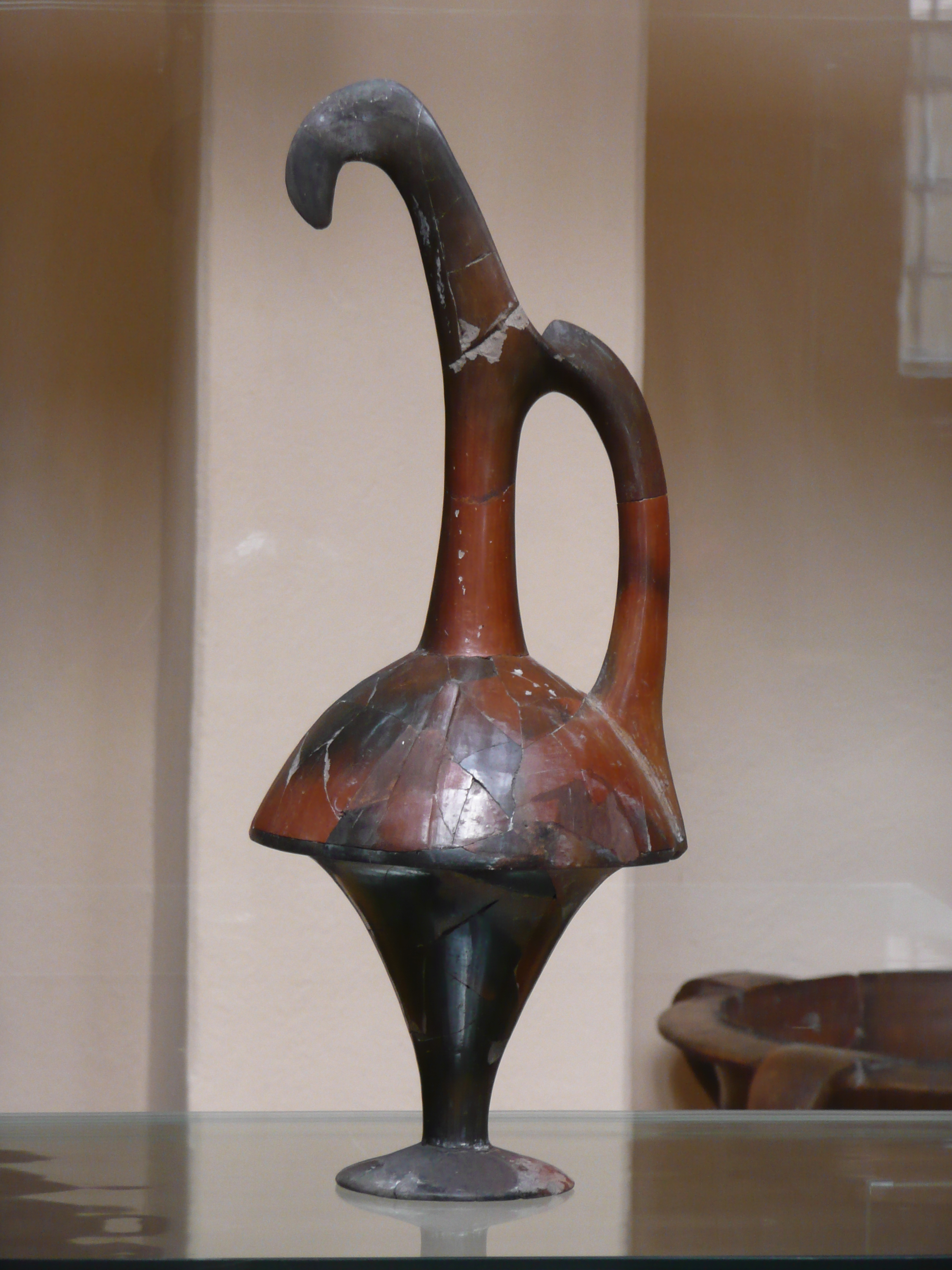
Vase de la période hittite ancienne, Musée des civilisations anatoliennes d'Ankara.
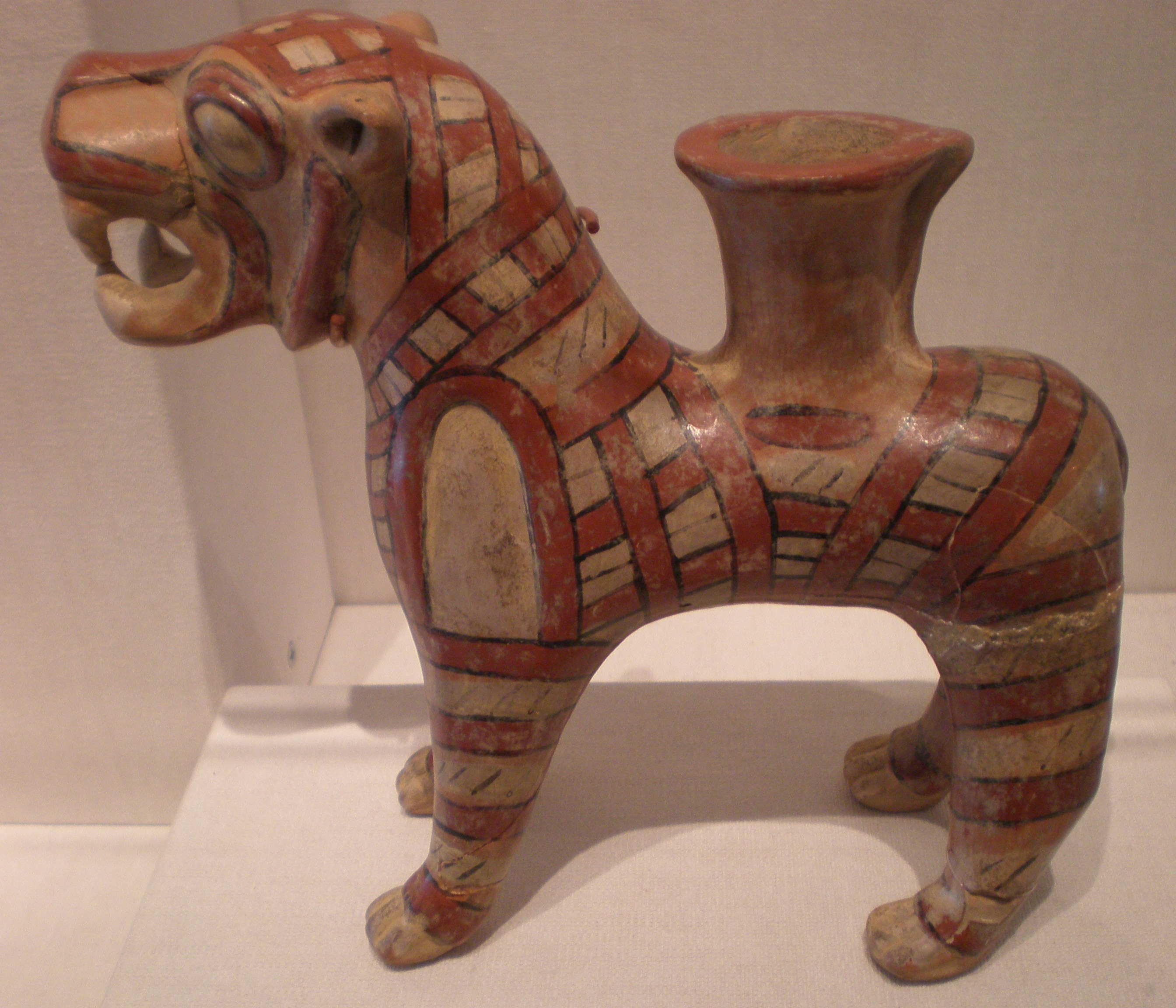
Rhyton zoomorphe représentant un lion, retrouvé à Kültepe/Kanesh.
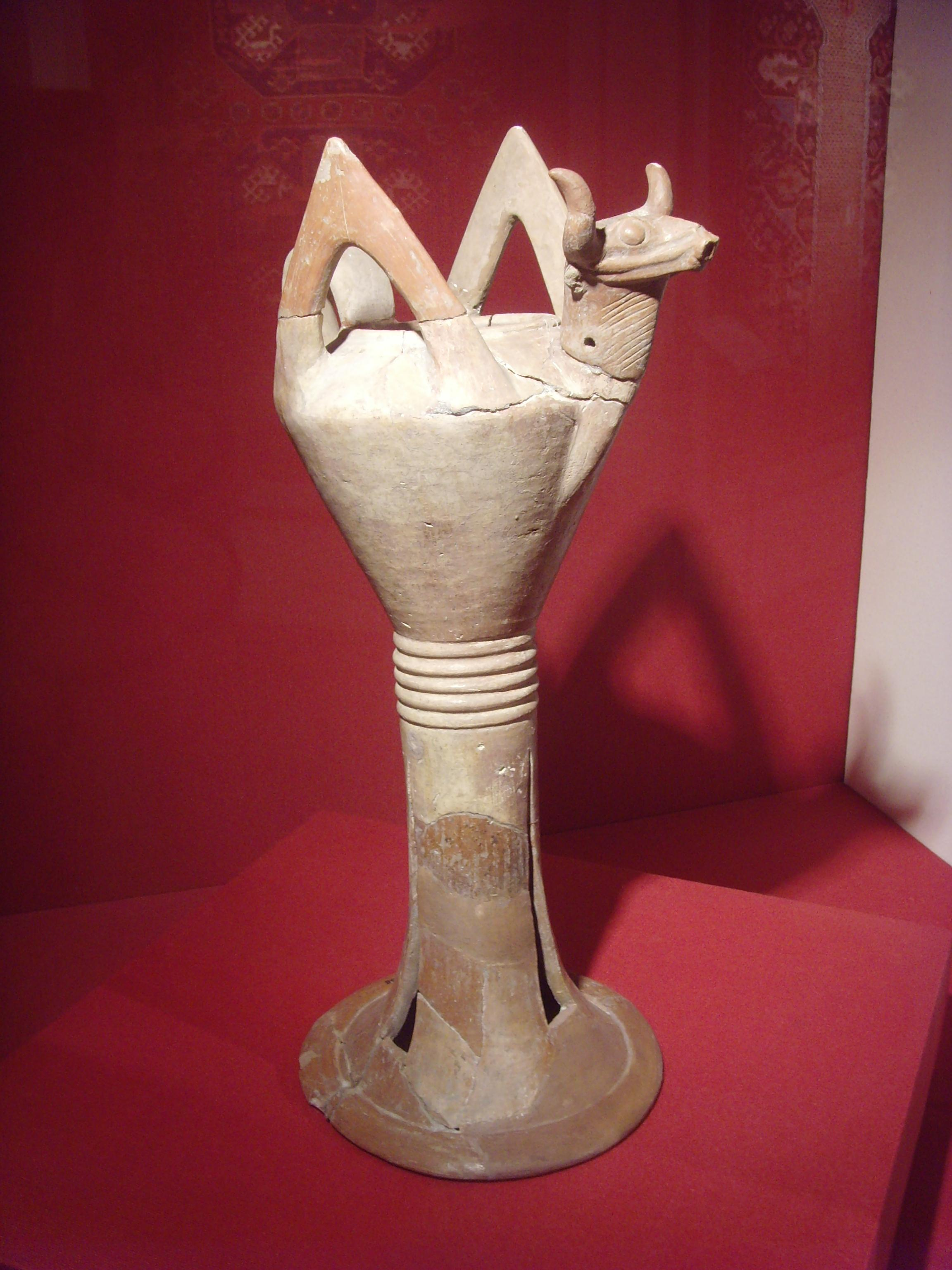
Coupe haute décorée d'une tête de taureau, retrouvé à Kültepe/Kanesh, Musée des civilisations anatoliennes d'Ankara.
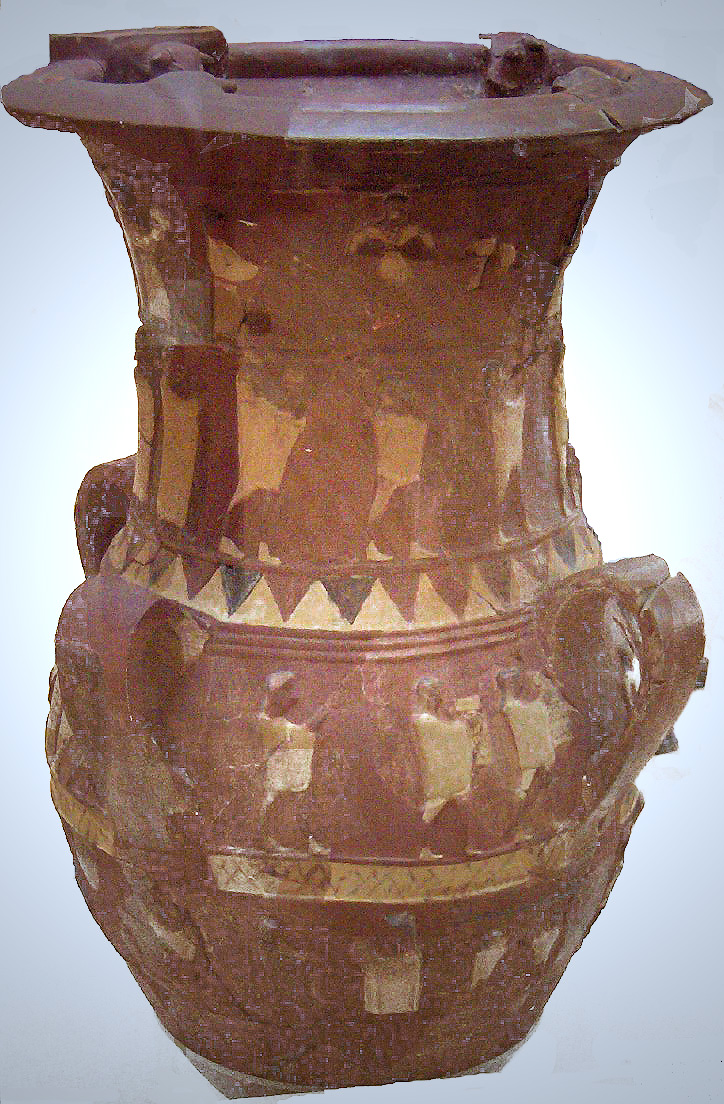
Le vase d'Inandik, Musée des civilisations anatoliennes d'Ankara.
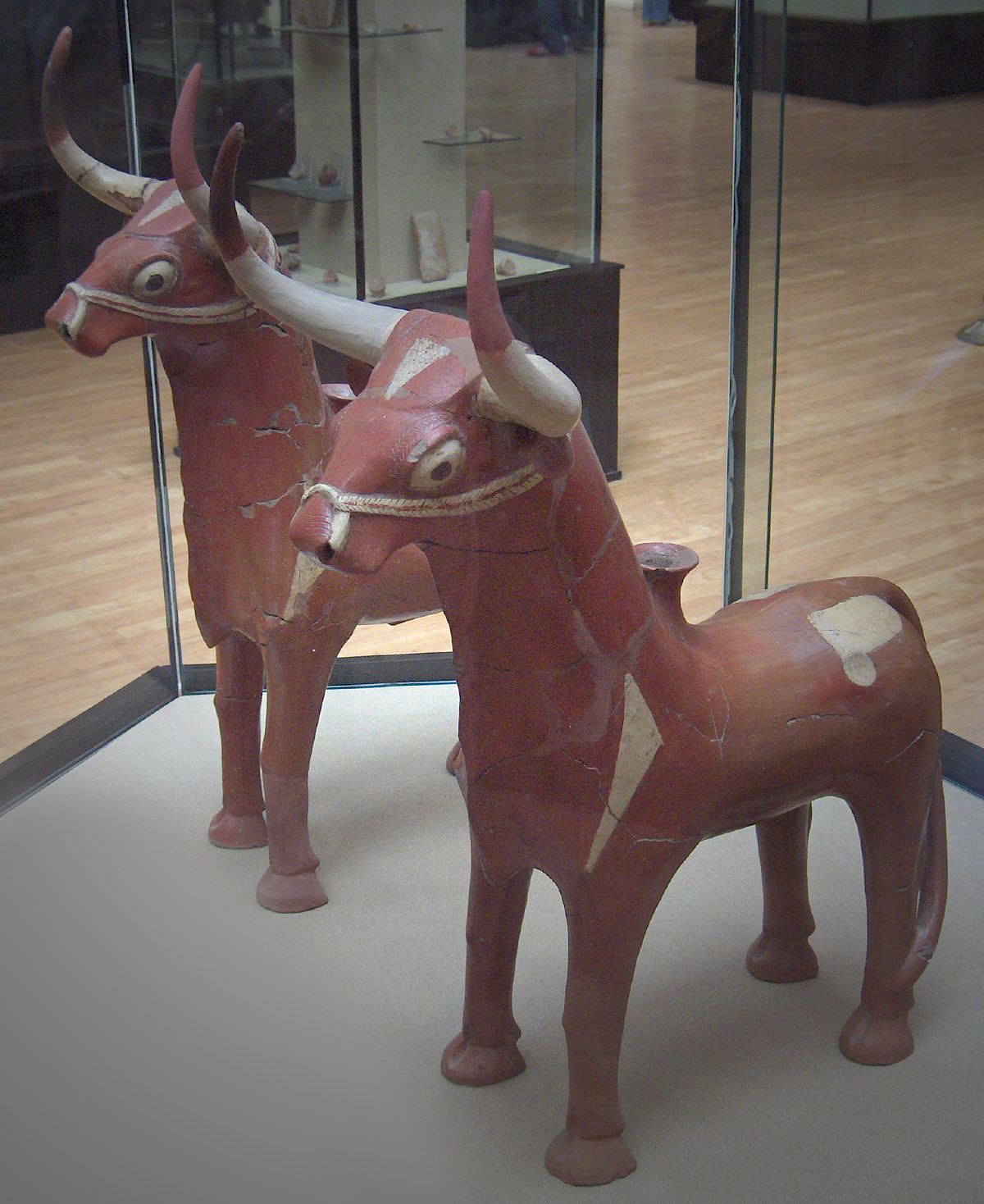
Rhytons en forme de taureaux, Hattusa, Musée des civilisations anatoliennes d'Ankara.

### Glyptique
Les Hittites se sont peu illustrés dans la réalisation de sceaux-cylindres, à la différence de leurs contemporains syriens et mésopotamiens. Ces objets sont surtout présents à l'époque des colonies assyriennes, notamment parce qu'ils appartiennent à des Assyriens, et se raréfient par la suite. Les artistes hittites se sont illustrés dans l'exécution de sceaux-cachets, en pierre dure, métal ou argile. Quelques sceaux de l'Ancien royaume combinent le sceau-cachet et le sceau-cylindre, comme le « sceau Tyszkiewicz » dont le cylindre est gravé d'une scène de combat mythologique. On retrouve dans la glyptique les thèmes habituels des bas-reliefs célébrant les dieux et les rois, ou encore des animaux. Les sceaux-cachets sont de forme circulaire en majorité, même s'il en existe des ovales et des carrés au début du IIe millénaire. À cette période ils sont souvent ornés sur leurs rebords par des spirales ou des entrelacs entourant la scène principale représentant souvent des animaux ou des dieux. Le modèle caractéristique de la période impériale comporte sur ses extrémités deux cercles concentriques portant une légende en signes cunéiformes donnant l'identité du détenteur du sceau. La scène centrale a une autre légende en hiéroglyphes hittites qui est aussi une image, et célèbre le roi par des signes tels que « vie » ou « soleil », ou son nom. On y trouve aussi des représentations de personnages (roi ou dieux), des symboles (disque solaire ailé, animaux), ou parfois une seule rosette centrale. Les artisans ont utilisé ces différents éléments pour réaliser des compositions symétriques, notamment sur les sceaux royaux où les deux signes identiques désignant « Grand roi » encadrent le nom du roi, sous le disque solaire ailé.
- Objets en terre cuite de l'Anatolie de la première moitié du IIe millénaire

Objets en terre cuite de l'Anatolie de la première moitié du
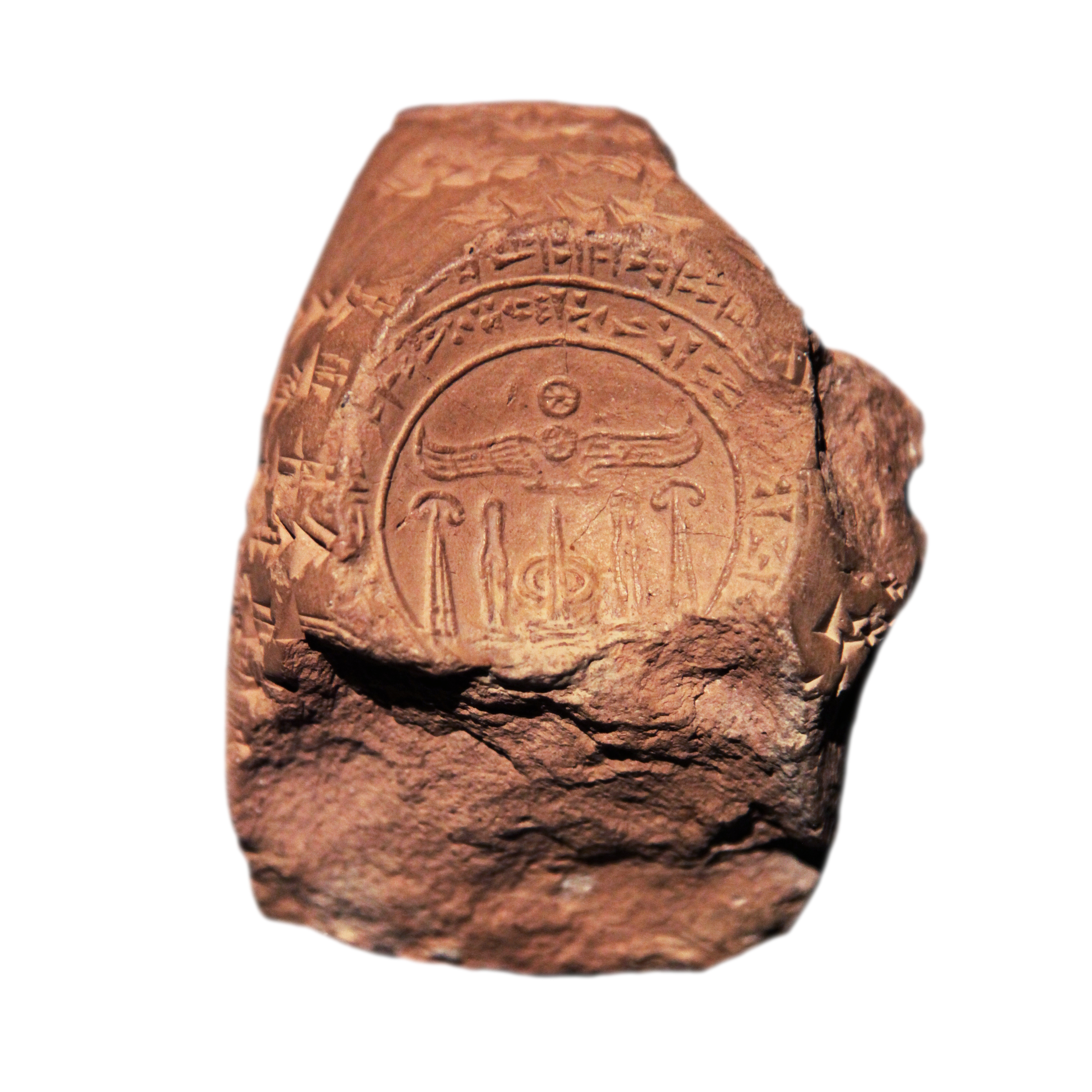
Impression du sceau du roi Tudhaliya IV sur une tablette adressée à Ammistamru II d'Ugarit. Musée du Louvre.
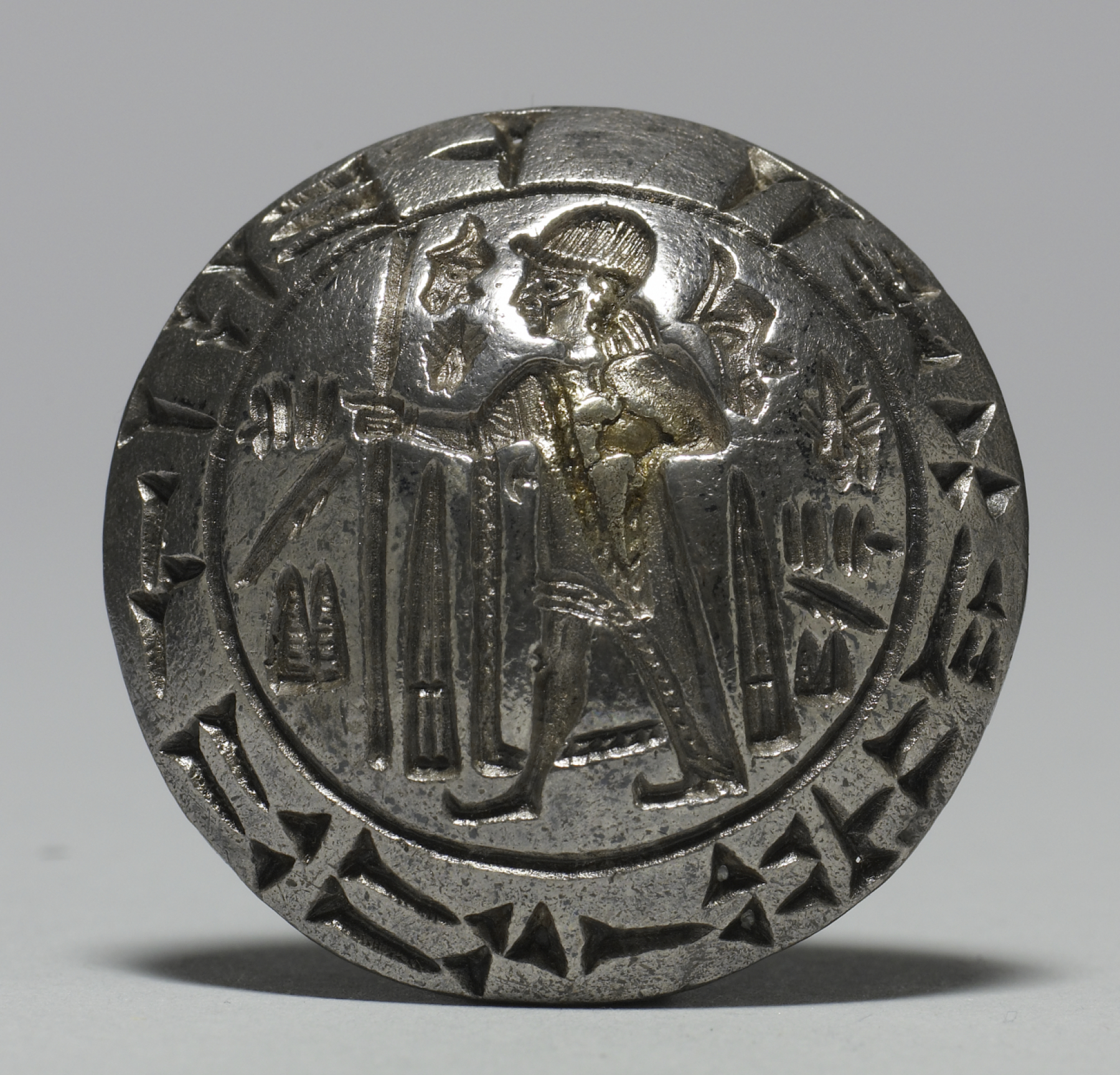
Sceau-cachet en argent inscrit en deux écritures (cunéiforme et hiéroglyphes) du roi Tarkummuwa de Mira, Walters Art Museum.

### Sculptures en métal et autres matières

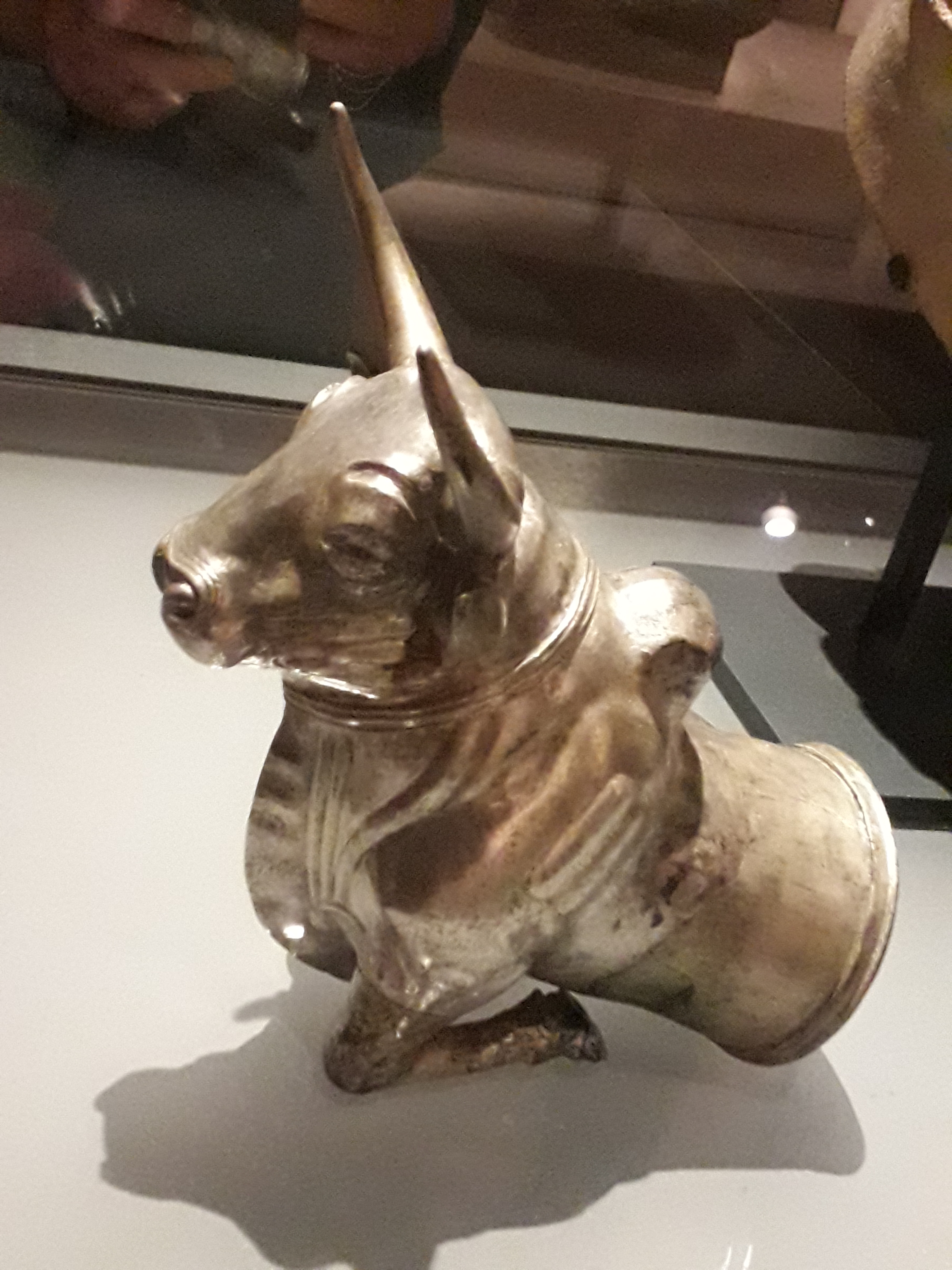
Rhyton en argent en forme de taureau. v.

Un autre support privilégié des sculpteurs du royaume hittite était le métal : l'or, l'argent, le bronze et le cuivre avant tout. Plusieurs représentations plates de divinités ainsi que des moules servant à les réaliser sont connus pour la période du début du IIe millénaire, témoignant des origines de la statuaire en métal de l'époque du royaume hittite. Pour cette dernière, on sait par les textes que des statues de grande taille étaient réalisées, mais aucune ne nous est parvenue. Seules des statuettes sont connues, fournissant des exemples de la ronde-bosse hittite. Plusieurs représentent un dieu-guerrier en position combattante, le bras levé pour frapper son adversaire, dans un style importé de Syrie. Une statuette en or finement exécutée représente une déesse assise sur un trône, un enfant sur ses genoux. Parmi les réalisations en métal dont la décoration témoigne d'une grande qualité d'exécution, on peut mentionner un vase à libation en argent en forme de poing dont le poignet est décoré d'une frise représentant une scène cultuelle, ou encore une tête de hache cérémonielle retrouvée à Şarkişla décorée avec plusieurs divinités, animaux et autres symboles courants du répertoire iconographique hittite. Une autre statuette remarquable, exhumée à Tarse, est en cristal de roche, représentant un personnage masculin en position de prière. On peut également mentionner l'existence de quelques sculptures en ivoire, notamment une statuette représentant un dieu-montagne mise au jour à Hattusa, ou une plaque provenant de Megiddo de facture typiquement hittite, représentant plusieurs registres d'animaux et personnages mythologiques supportant une couple divin ou royal lui-même surplombé par deux disques solaires ailés.